# Hildesheimer Dom

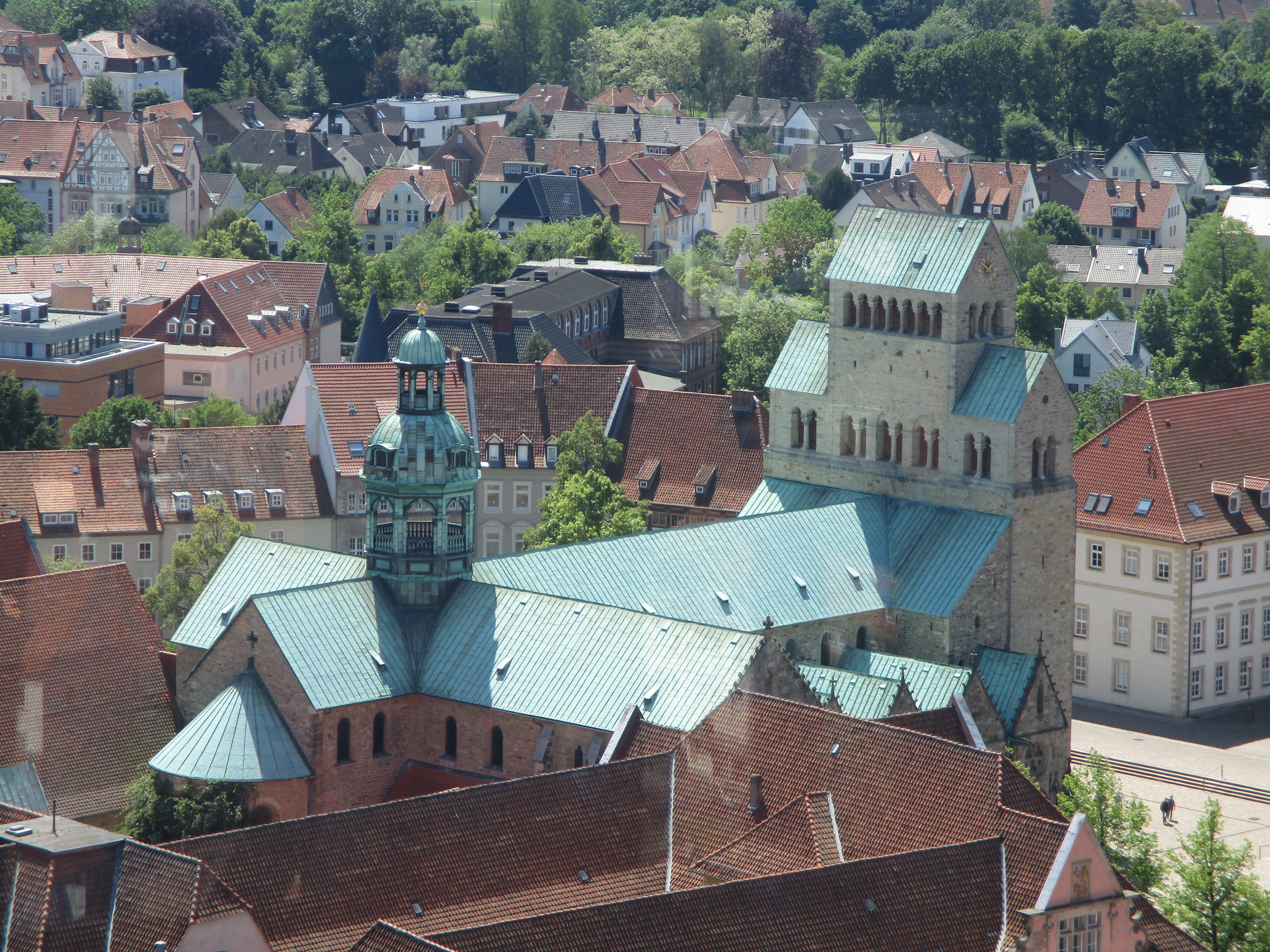
Blick vom Turm der Andreaskirche

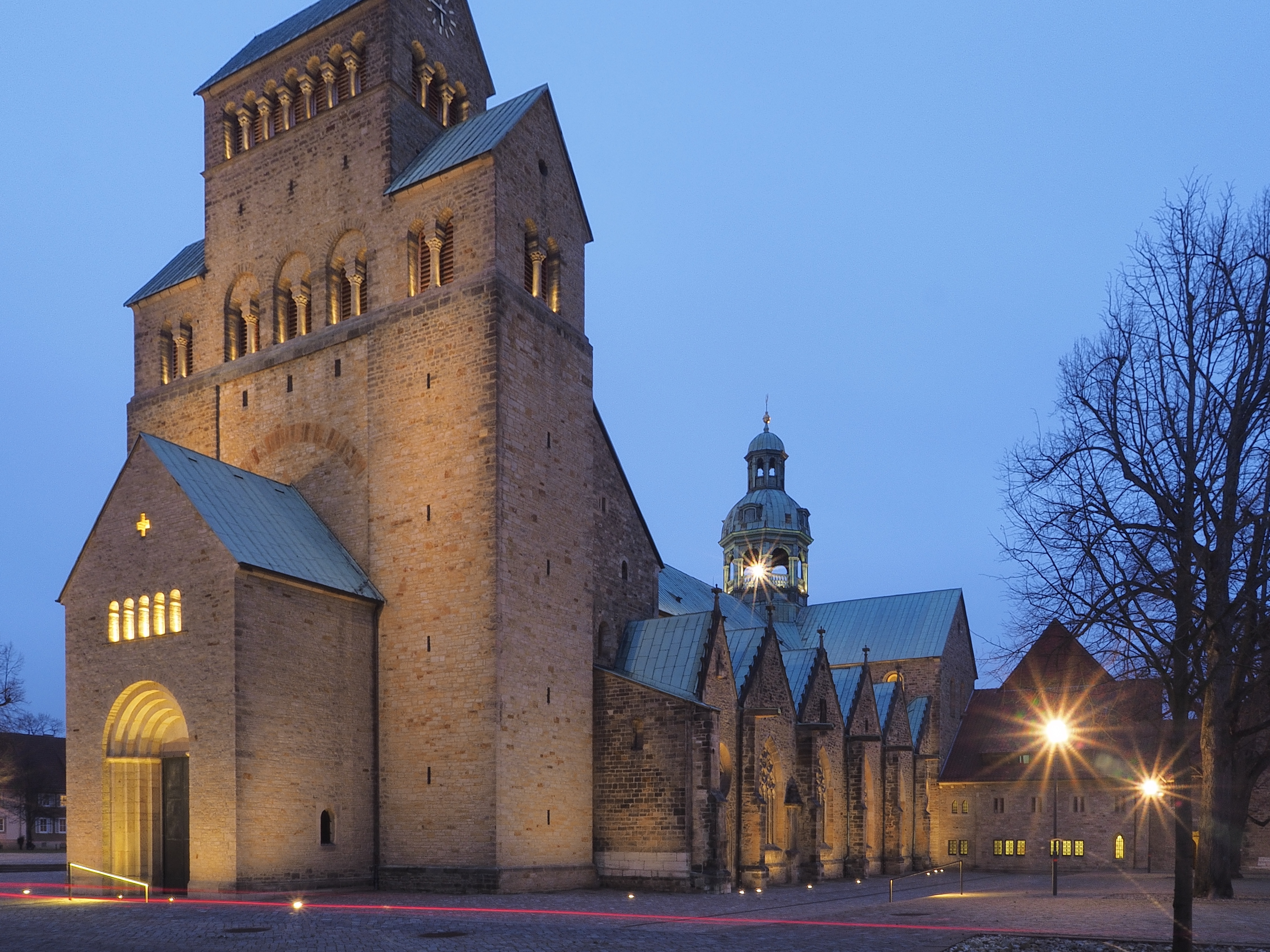
Angeleuchteter Dom bei Nacht, Südwestansicht

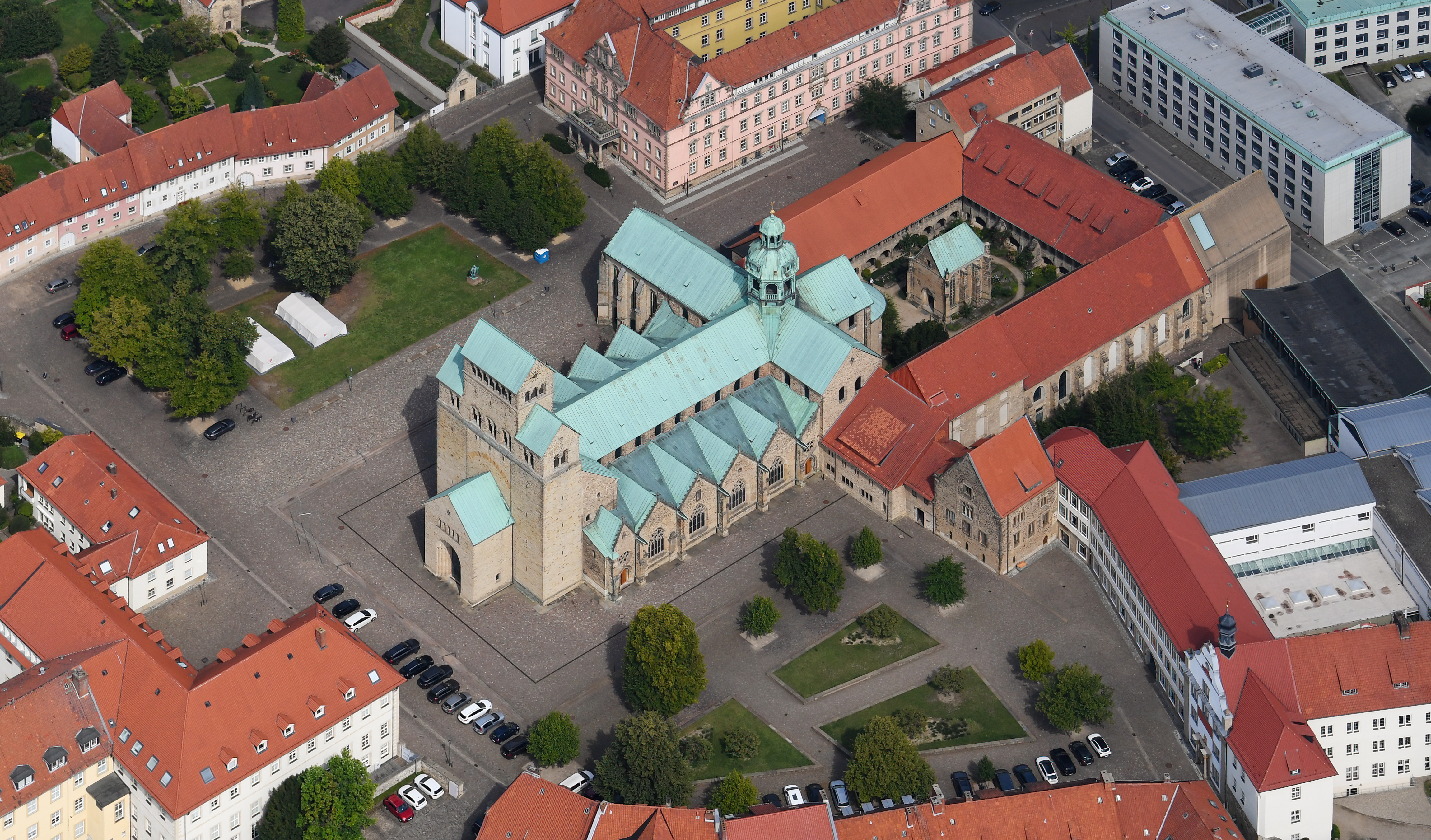
Der Hildesheimer Dom aus der Luft gesehen

Der Hildesheimer Dom, auch Hoher Dom zu Hildesheim oder Mariendom zu Hildesheim (offizielle Bezeichnung Hohe Domkirche St. Mariä Himmelfahrt), ist die Kathedrale des römisch-katholischen Bistums Hildesheim in Hildesheim. Er gehört zu den bedeutendsten Bauwerken der Vorromanik in Niedersachsen und ist eine der ältesten Bischofskirchen in Deutschland.
Der erste Dombau an dieser Stelle entstand 872 auf dem sogenannten Domhügel. Die Gebäude und Kunstschätze gehören seit 1985 gemeinsam mit der Michaeliskirche unter der Bezeichnung Dom und Michaeliskirche in Hildesheim zum Weltkulturerbe der UNESCO. Das Gebäude mit seinem mächtigen Westbau und dem Vierungsturm ist durch überwiegend romanische und gotische Bauteile geprägt.

## Geschichte

### Der Bau

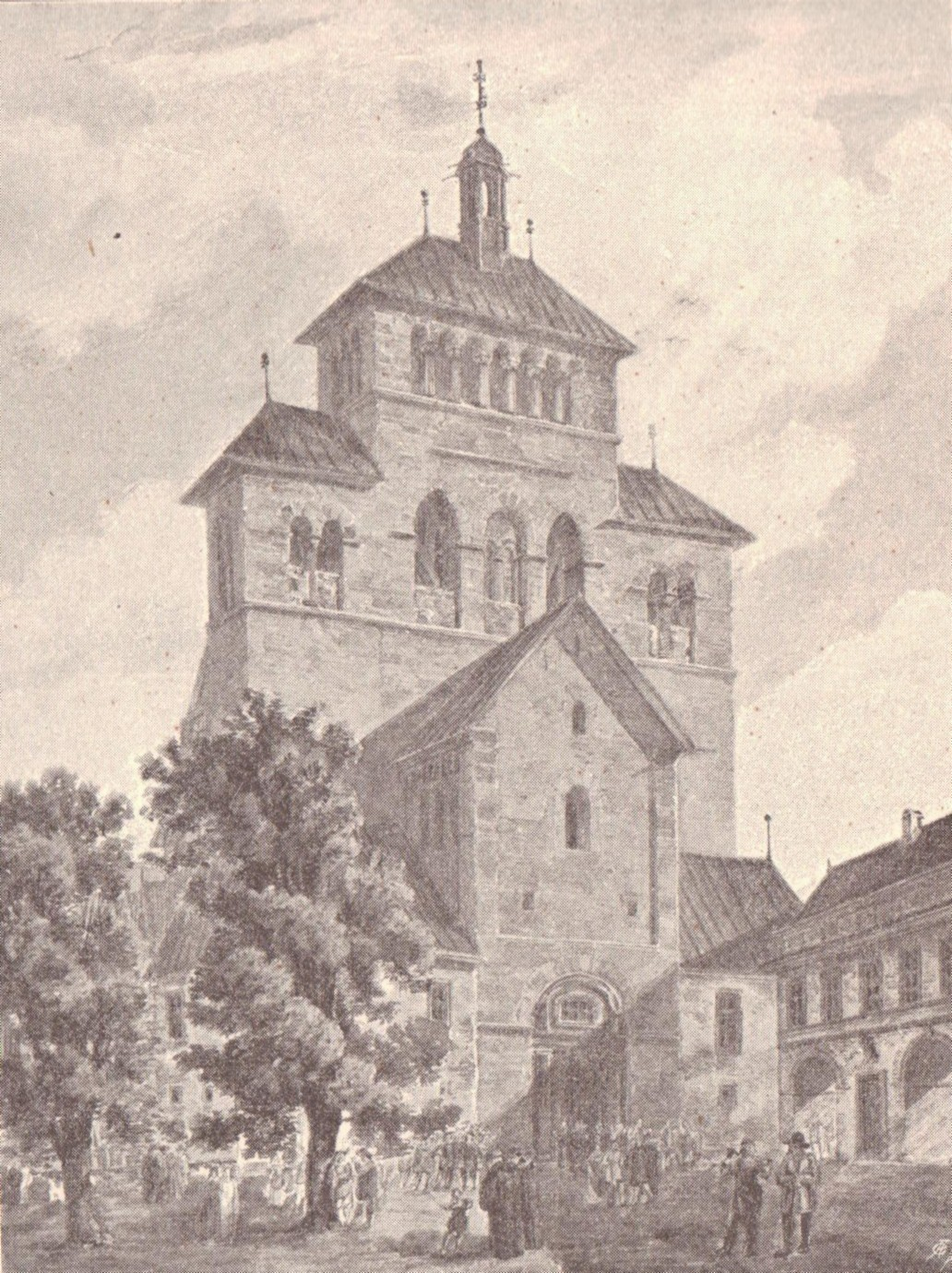
Westriegel vor 1840

Nach Gründung der Diözese Hildesheim im Jahr 815 entstand zunächst eine Marienkapelle im Bereich der heutigen Apsis. Südlich benachbart ließ Bischof Gunthar eine der heiligen Cäcilia geweihte Basilika von bescheidenen Maßen mit zwei hohen Rundtürmen errichten, die als erste Dom- und Stiftskirche diente und die Gräber der ersten vier Bischöfe aufnahm. Von beiden Bauten sind nur Fundamentreste erhalten. Eine ältere Hildesheimer Pfarrkirche bestand möglicherweise schon zuvor mit der Kapelle des heiligen Stephanus neben dem Torbau am östlichen Zugang des Hellwegs, die auf Hildegrim von Chalons und sein Missionswirken in Ostsachsen zurückgehen könnte.
Der Hildesheimer Mariendom wurde 872 unter Bischof Altfrid als dreischiffige Basilika auf Kreuzgrundriss mit einem zweistufigen Westbau errichtet. Das Innere gibt ein frühes Beispiel des Niedersächsischen Stützenwechsels. 1046 erlitt er schwere Brandschäden. Bischof Azelin beabsichtigte, weiter westlich einen größeren Neubau zu errichten, und ließ das Langhaus abtragen. Sein Nachfolger Hezilo gab den Neubauplan auf und baute wieder auf den alten Fundamenten unter Einbeziehung der noch vorhandenen Mauern. Bis zum 14. Jahrhundert erfolgten weitere tiefgreifende Bauveränderungen, ohne dass jedoch vom Grundriss der Basilika von Bischof Altfrid abgewichen wurde. Aus gotischer Zeit stammen die Seitenkapellen der Nord- und Südseite. Der Barockzeit entstammen der Vierungsturm sowie eine reich dekorierte Innenausstattung, die 1945 zerstört wurde. 1840 bis 1850 ersetzte man den baufällig gewordenen originalen Westbau durch eine neuromanische Doppelturmfront, die bis 1945 bestand.
Der den Dom umgebende Domhof lässt noch heute in den Umrissen die Struktur der bernwardinischen Domburg erkennen. In der Westverlängerung der Achse des Doms steht seit dem 11. Jahrhundert die fürstbischöfliche Residenz als Regierungszentrum des Hochstifts; sie war bis 1841 durch einen Bogengang mit dem Dom verbunden.

### Schule und Bildung
Die Hildesheimer Domschule, die ihre Räume im Kreuzgang hatte, war eine der bedeutendsten Bildungsanstalten des ottonischen und salischen Reiches. Die an ihr entstandene Dombibliothek besteht bis heute.

### Der Hildesheimer Dom vor dem Zweiten Weltkrieg

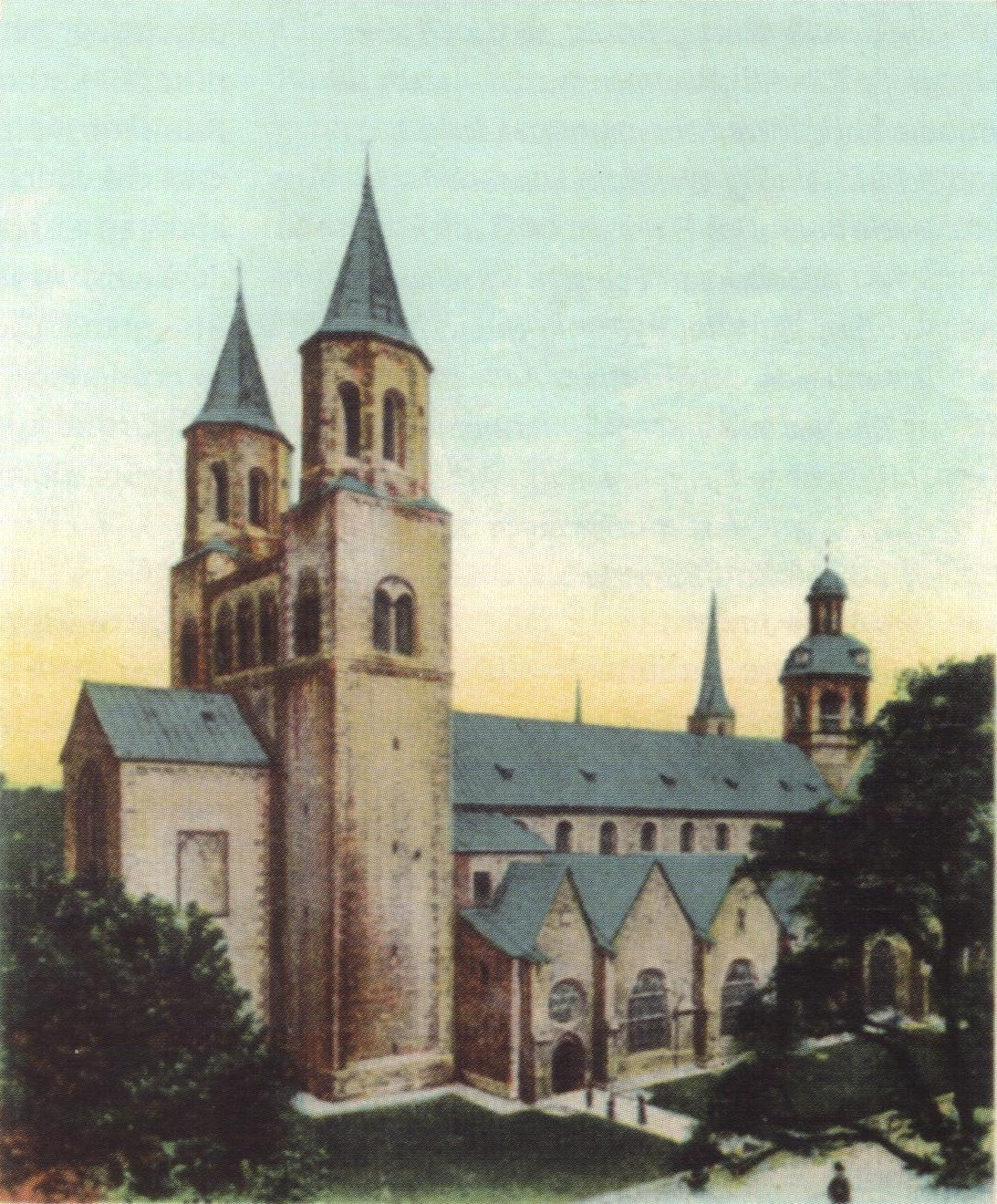
Neuromanischer Westbau (kolorierte Aufnahme um 1890)
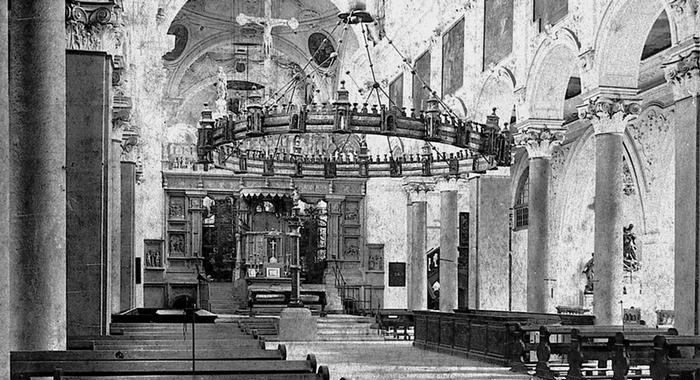
Der barocke Innenraum (Aufnahme um 1920)
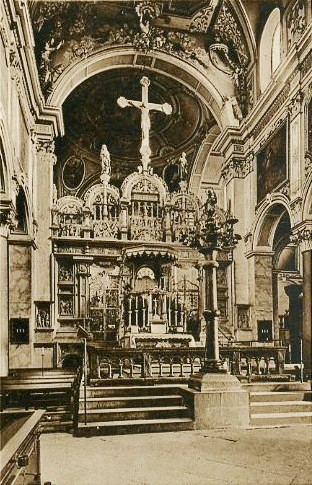
Der Lettner im Dom (Aufnahme um 1910)
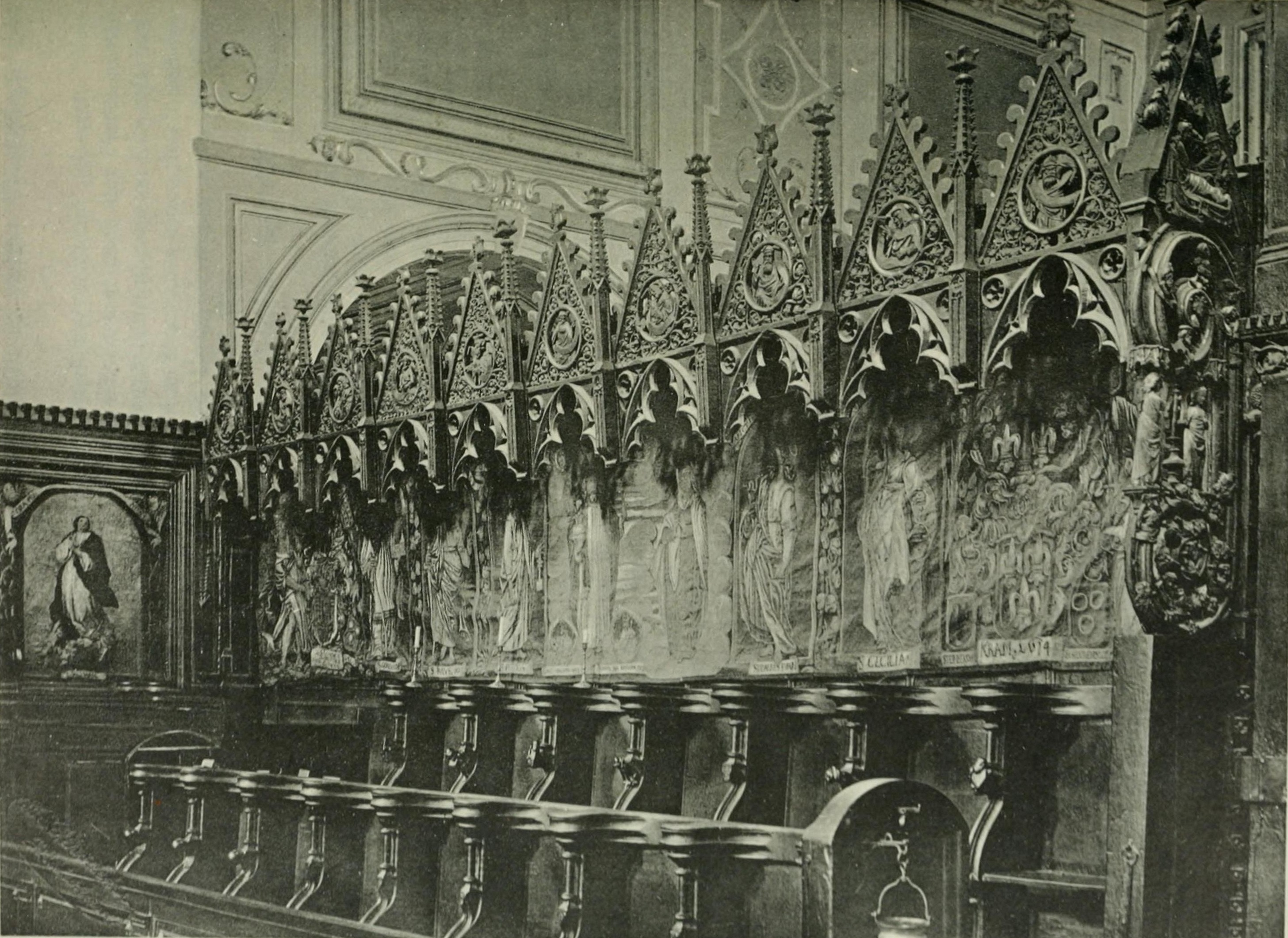
Das ehemalige gotische Chorgestühl (1911 veröffentlichte Aufnahme)
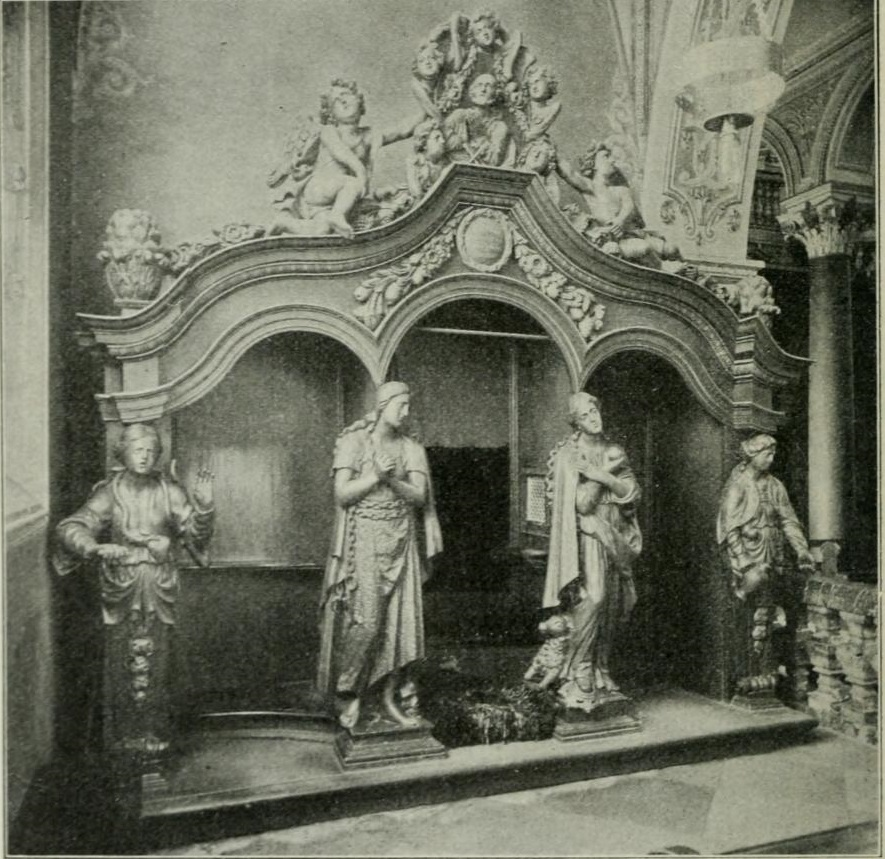
Ehemaliger Beichtstuhl (1911 veröffentlichte Aufnahme)
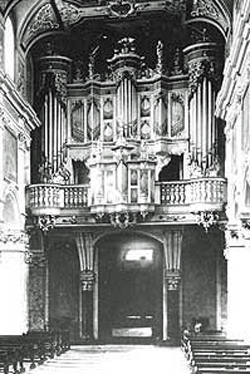
Die alte barocke Domorgel (Aufnahme um 1920)
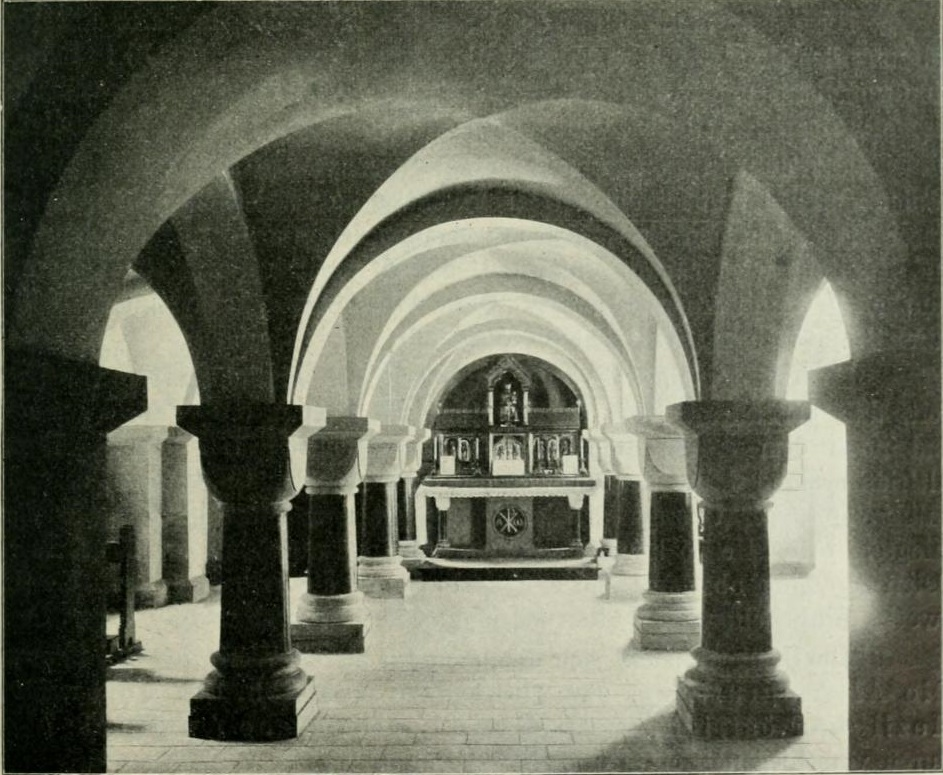
Die Krypta (1911 veröffentlichte Aufnahme)
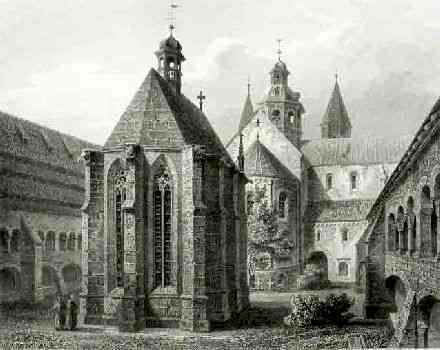
Kreuzgang und Annenkapelle (Stahlstich um 1845)

### Zerstörung im Zweiten Weltkrieg
Bei den Luftangriffen auf Hildesheim im Zweiten Weltkrieg wurde der Dom bis auf den Westbau, die südlichen Langhausarkaden und die Außenmauern völlig zerstört und musste nach dem Wiederaufbau als einziger Dom in Deutschland neu geweiht werden. Erhalten blieben die Krypta und die Laurentiuskapelle aus dem 11. Jahrhundert.
Das Sakralgebäude wurde zwischen 1950 und 1960 in vereinfachter Form wieder aufgebaut. Dabei wurde wegen des hohen Zerstörungsgrades die barocke Innenraumkonzeption aufgegeben und eine Gestaltung angestrebt, die auf angenommene frühromanische Formen Bezug nimmt. Die von außen am ehesten sichtbare Maßnahme war, dass die von 1840 stammenden, neoromanischen oberen Geschosse und Flankentürme des Westbaus abgetragen wurden und, unter Anlehnung an den Westriegel des Doms zu Minden, für das der Hildesheimer Dom einstmals Modell stand, der alte Zustand rekonstruiert wurde. Auch das Portalhaus vor dem Westbau wurde um etwa die Hälfte abgetragen. Ansonsten blieb die äußere Erscheinung wie vor der Zerstörung, insbesondere wurde der barocke Vierungsturm rekonstruiert.
Der Wiederaufbau fand unter Verwendung einfachster Mittel statt. Weil Sandstein nach dem Krieg Mangelware war, wurde der Fußboden mit Marmor ausgelegt. Die Decken des Langhauses sowie der Seiten- und Kreuzschiffe wurden in Beton gegossen und von innen verbrettert, um den Eindruck von flachen Balkendecken zu erwecken. Die Innenmauern sowie die Mauern des Langhauses wurden mit Hohlziegeln bzw. Kalksandstein aufgemauert, von außen mit Natursteinmauerwerk, welches man aus den Trümmern gewann, verblendet und von innen glatt verputzt. Das Bodenniveau wurde um 60 cm erhöht, was besonders in den Seitenschiffen einen gedrungenen Raumeindruck zur Folge hatte. Die Säulen der nördlichen Langhausarkaden wurden aus Beton gegossen und die Pfeiler mit Sandstein verblendet.
Verzögernd wirkte sich insbesondere der „Hildesheimer Dombaustreit“ aus, weswegen die Fertigstellung und Neuweihe erst im Jahr 1960 stattfinden konnten. Dabei stritten sich das Bistum Hildesheim und das Land Niedersachsen um die Kosten des Wiederaufbaus, genauer um die Frage, ob Niedersachsen ein Rechtsnachfolger des Freistaates Preußen sei, der seinerzeit 1803 als Königreich Preußen im Rahmen des Reichsdeputationshauptschlusses die Dombaulast übernommen hatte. Der Streit wurde 1957 durch einen Vergleich beigelegt.

### Der Hildesheimer Dom vor der Sanierung bis 2010

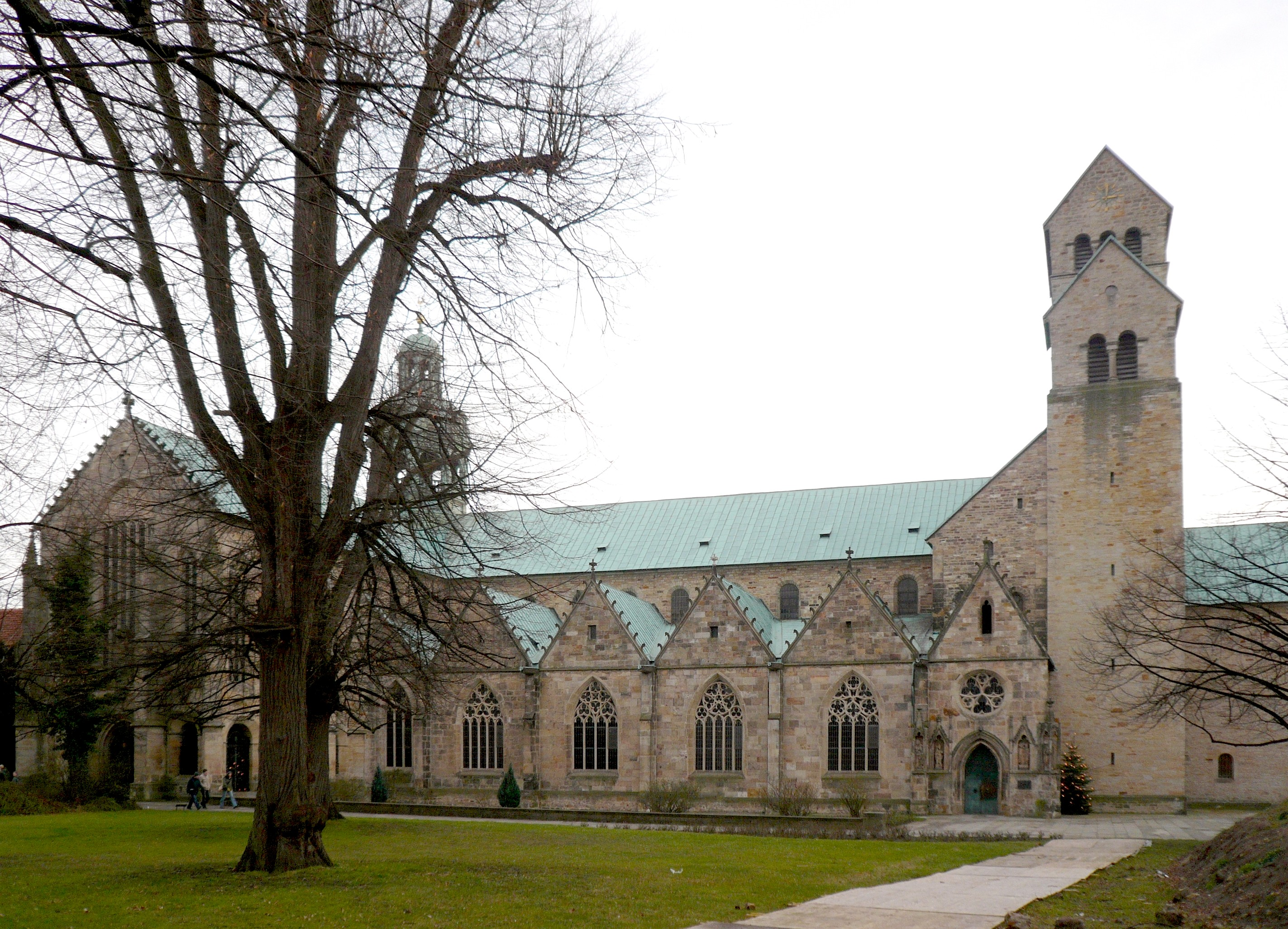
Komplettansicht des Doms vor 2010
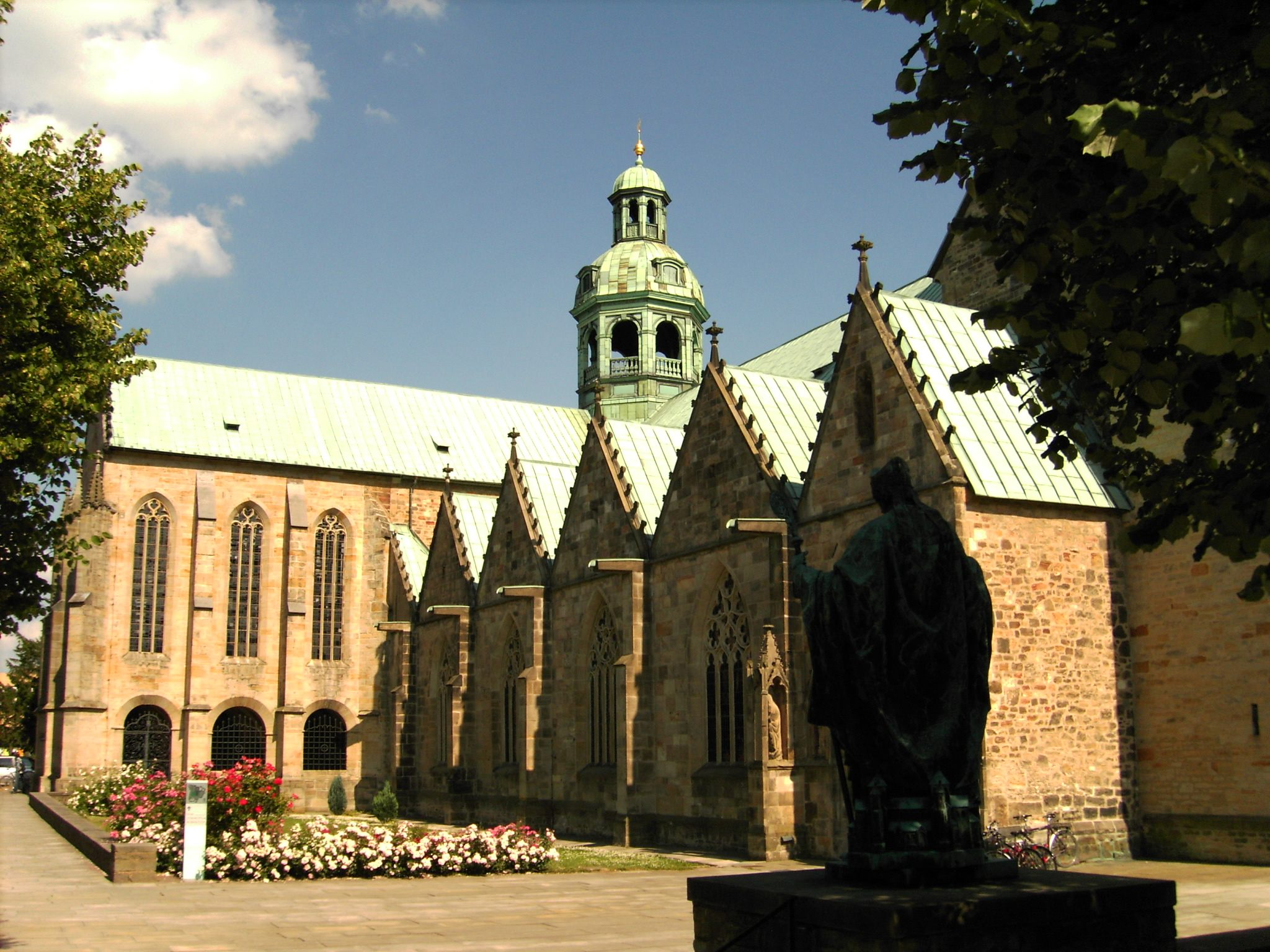
Vierungsturm, Nordparadies und nördliche Seitenkapellen vor 2010
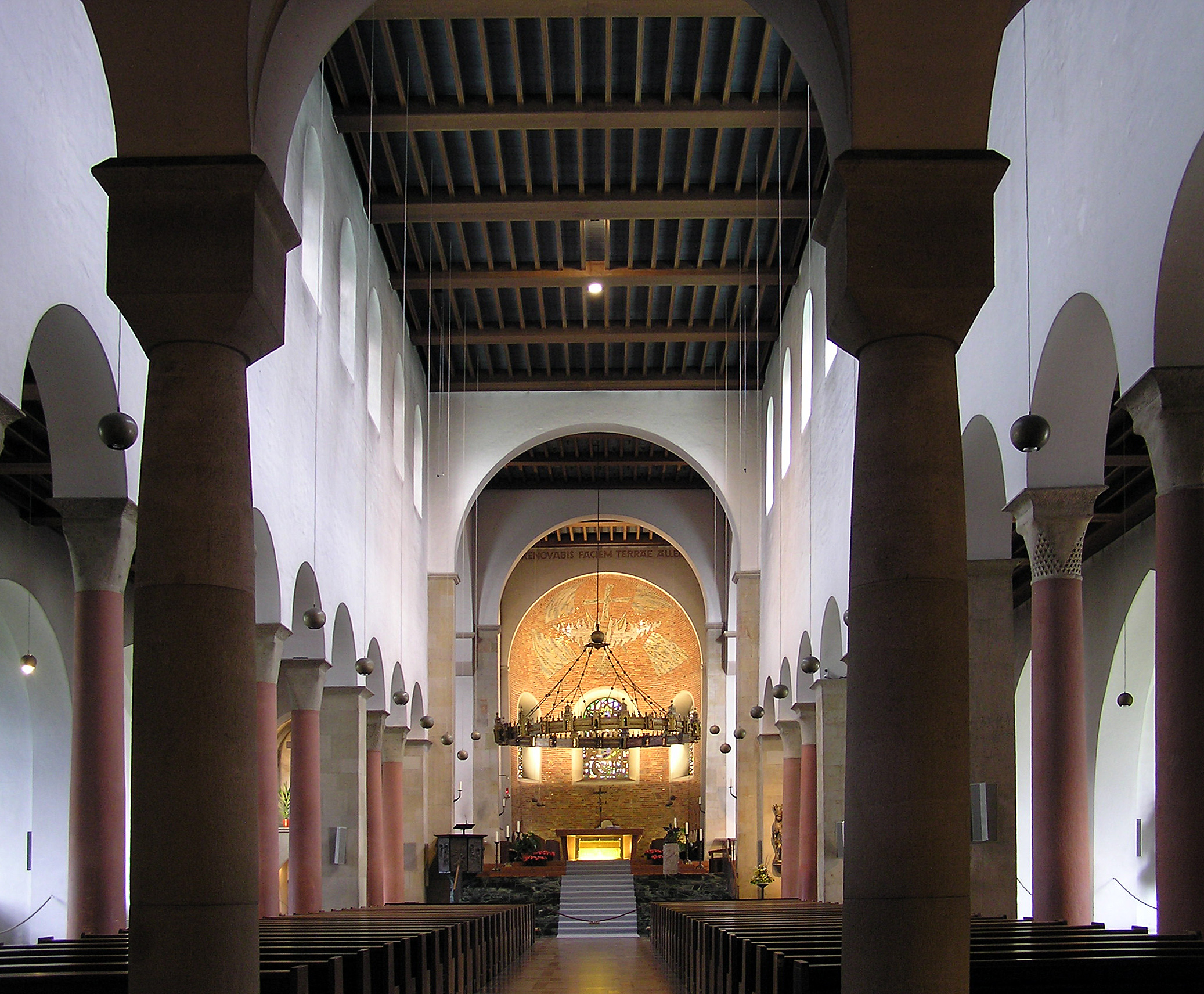
Innenansicht vor der Sanierung (bis 2010)
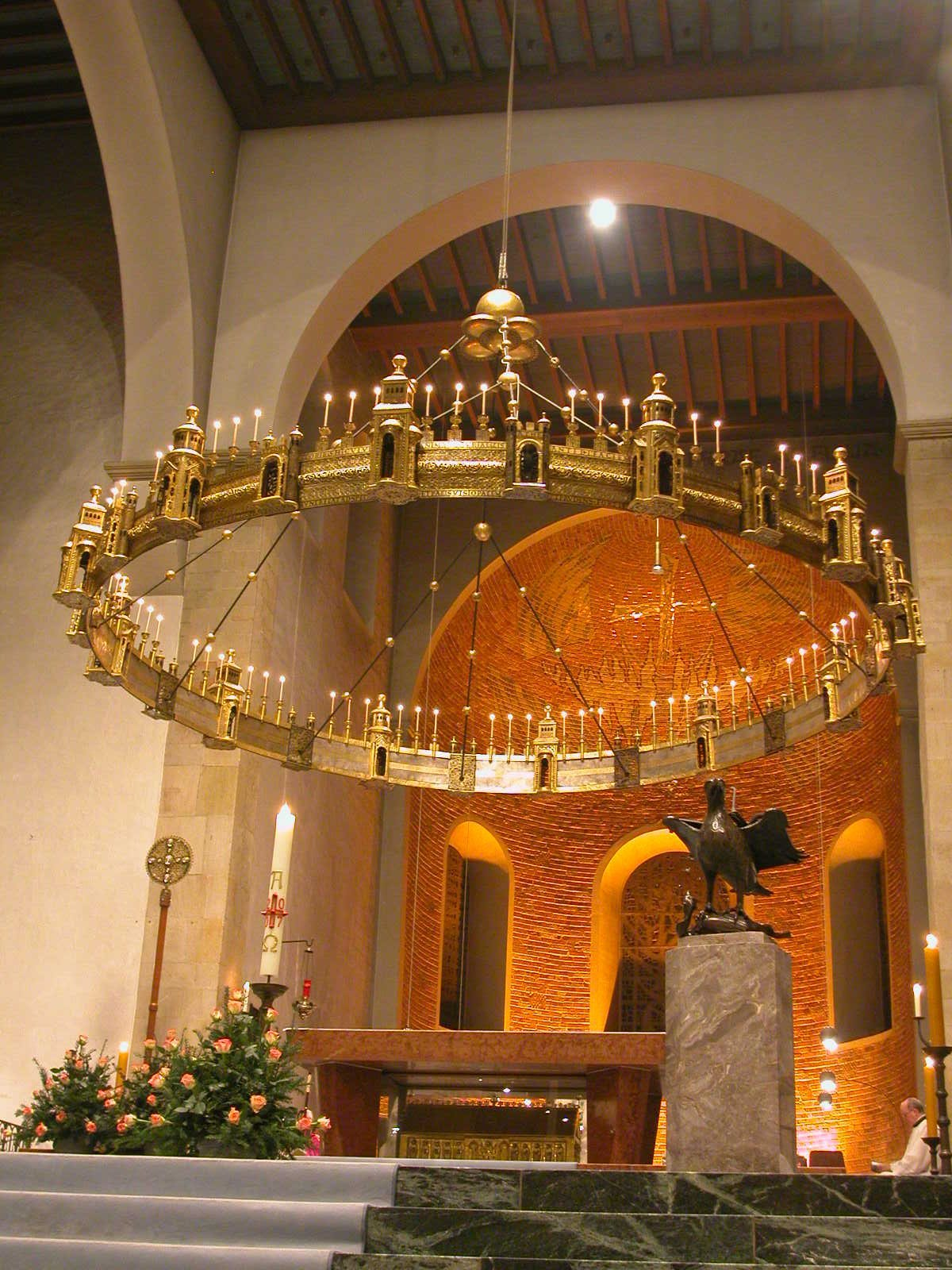
Der Heziloleuchter über dem Domaltar (1960–2010)
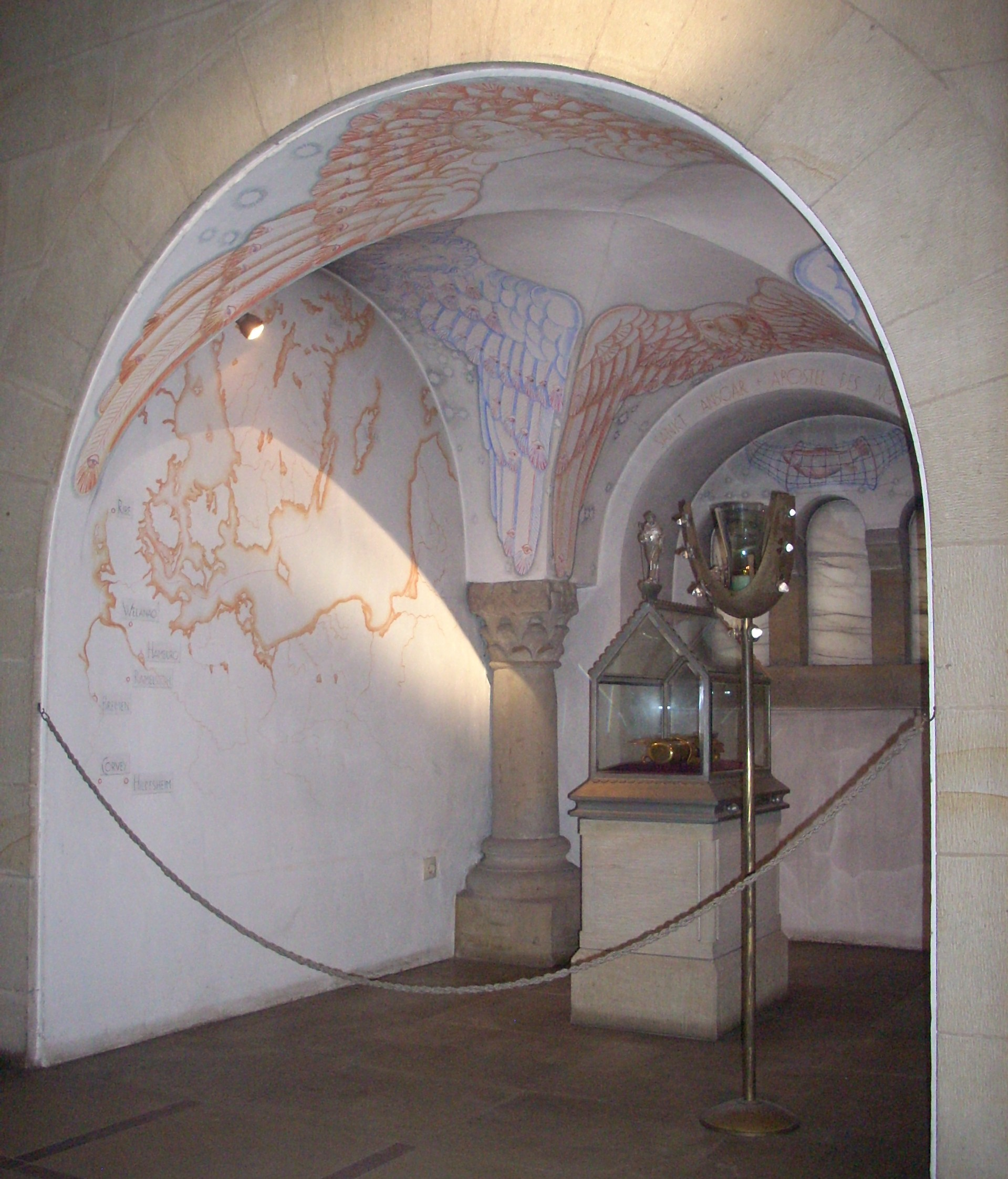
Ehemalige Ansgarkapelle (bis 2010)
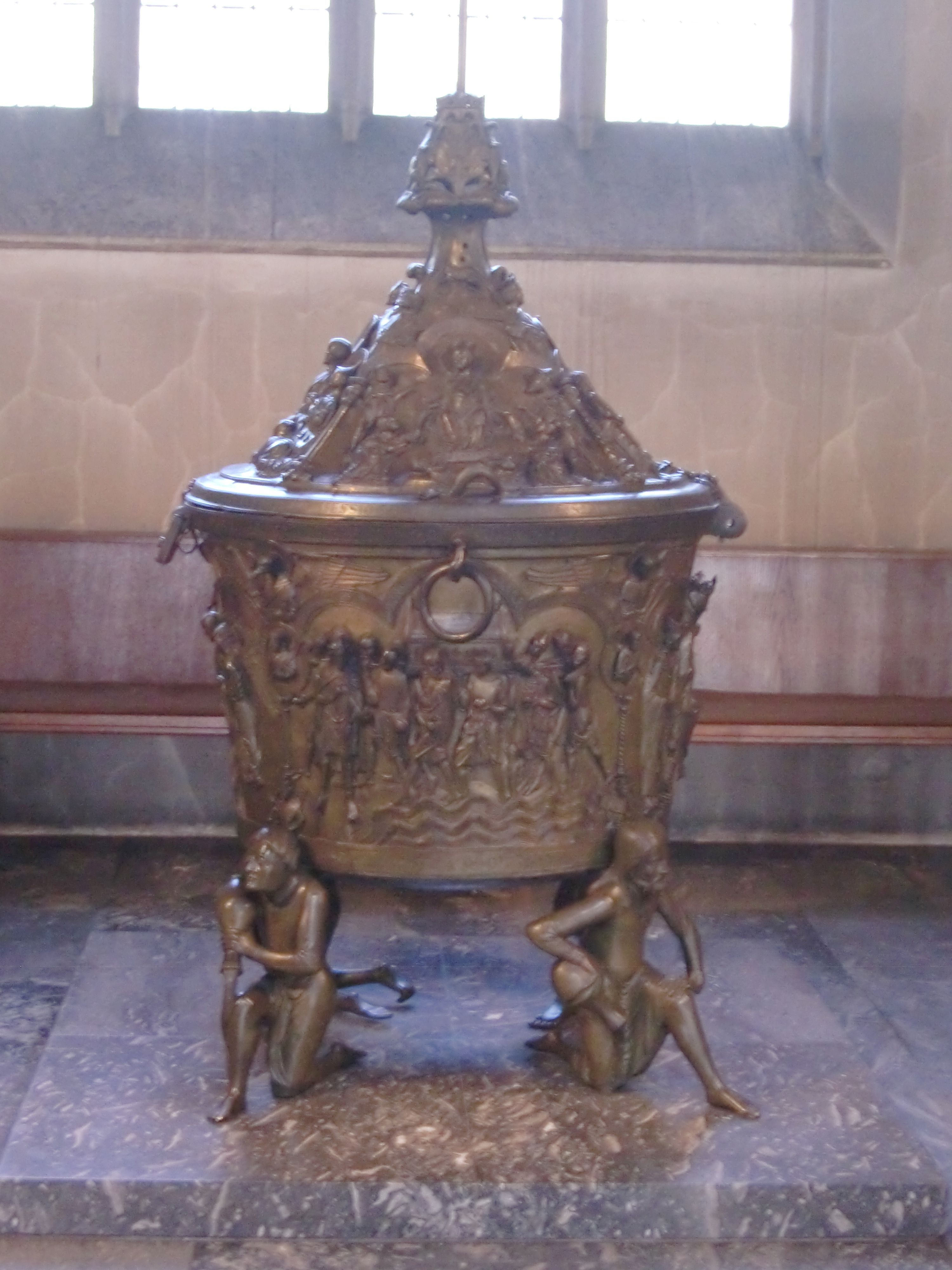
Bronze-Taufbecken in der Georgskapelle (1960–2010)
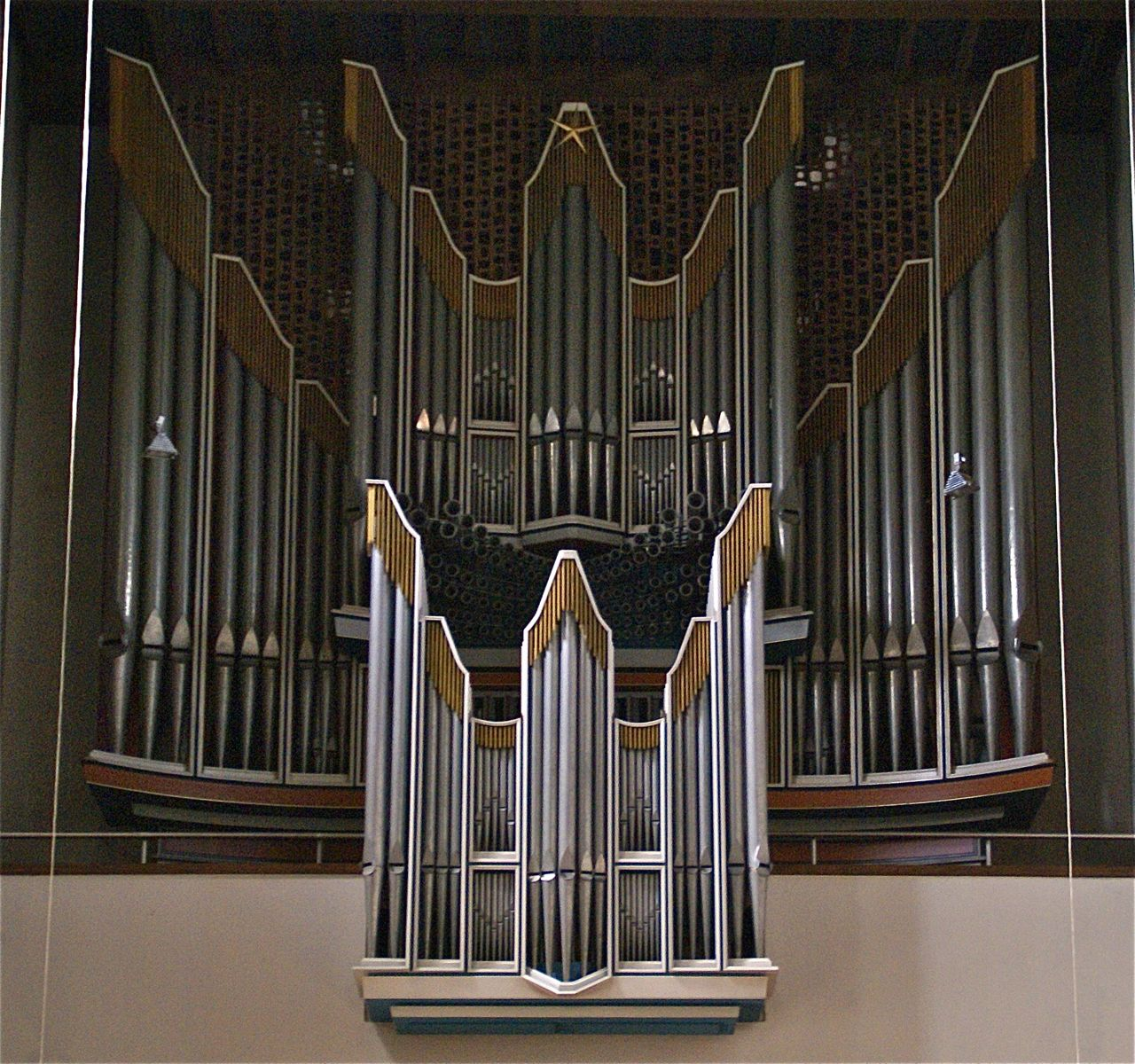
Domorgel (bis 2010)

### Domsanierung 2010–2014

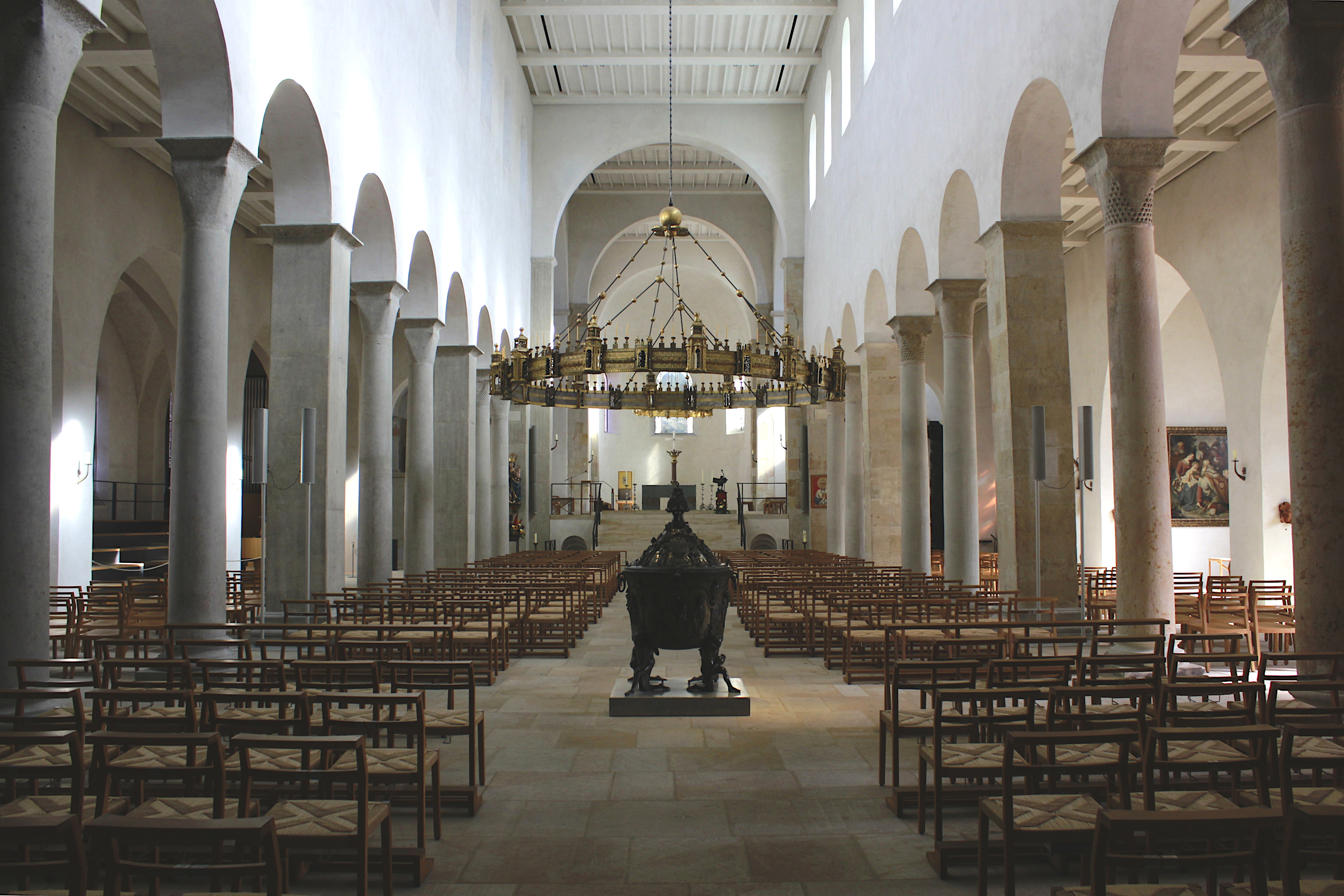
Innenansicht des Doms seit 2014

Nach jahrelangen Vorplanungen begann, erstmals seit 1960, im Januar 2010 eine aufwendige Sanierung des Doms. Neben technischen und konservatorischen Maßnahmen wurden dabei auch gestalterische Änderungen durchgeführt. So wurde der Fußboden auf das ursprüngliche Niveau abgesenkt, der Hezilo- und der Thietmarleuchter erhielten ihre Plätze im Langhaus und im Hochchor zurück, und die Bernwardstür wurde bestimmungsgemäß mit der Bildseite nach außen hinter einem Vorraum eingehängt. Außerdem wurde eine Bischofsgruft geschaffen. In der ehemaligen St.-Antonius-Kirche und Teilen des Domkreuzgangs entstand am südlichen Querhausarm des Doms das neue Hildesheimer Dommuseum, das am 17. April 2015 eröffnet wurde.
Am 10. Januar 2010 wurde der Dom geschlossen. Während der Umbaumaßnahmen diente, wie schon in den Nachkriegsjahren, die Basilika St. Godehard als Bischofskirche. Die feierliche Wiedereröffnung des Doms fand am 15. August 2014 statt, zugleich als Eröffnung des 1200-jährigen Bistumsjubiläums 2015. Der Dom war bis dahin die größte Kirchenbaustelle in Deutschland.
Neben der Domsanierung wurde auch zeitgleich der Domhof umgestaltet.

#### Archäologische Funde
Bei Ausgrabungen während der Domsanierung ab 2010 wurden Fundamente der Marienkapelle aus dem frühen 9. Jahrhundert sowie westlich und südlich davon ein ebenso alter Friedhof gefunden. 20 Gräber und Überreste von Bestatteten wurden freigelegt, darunter im August 2012 das Skelett einer um 800 gestorbenen jungen Frau mit Glasperlen – den Resten eines Halsschmucks – und einem kleinen Messer als Grabbeigaben. Es handelt sich um die älteste so vollständig vorgefundene Bestattung im Hildesheimer Dom.

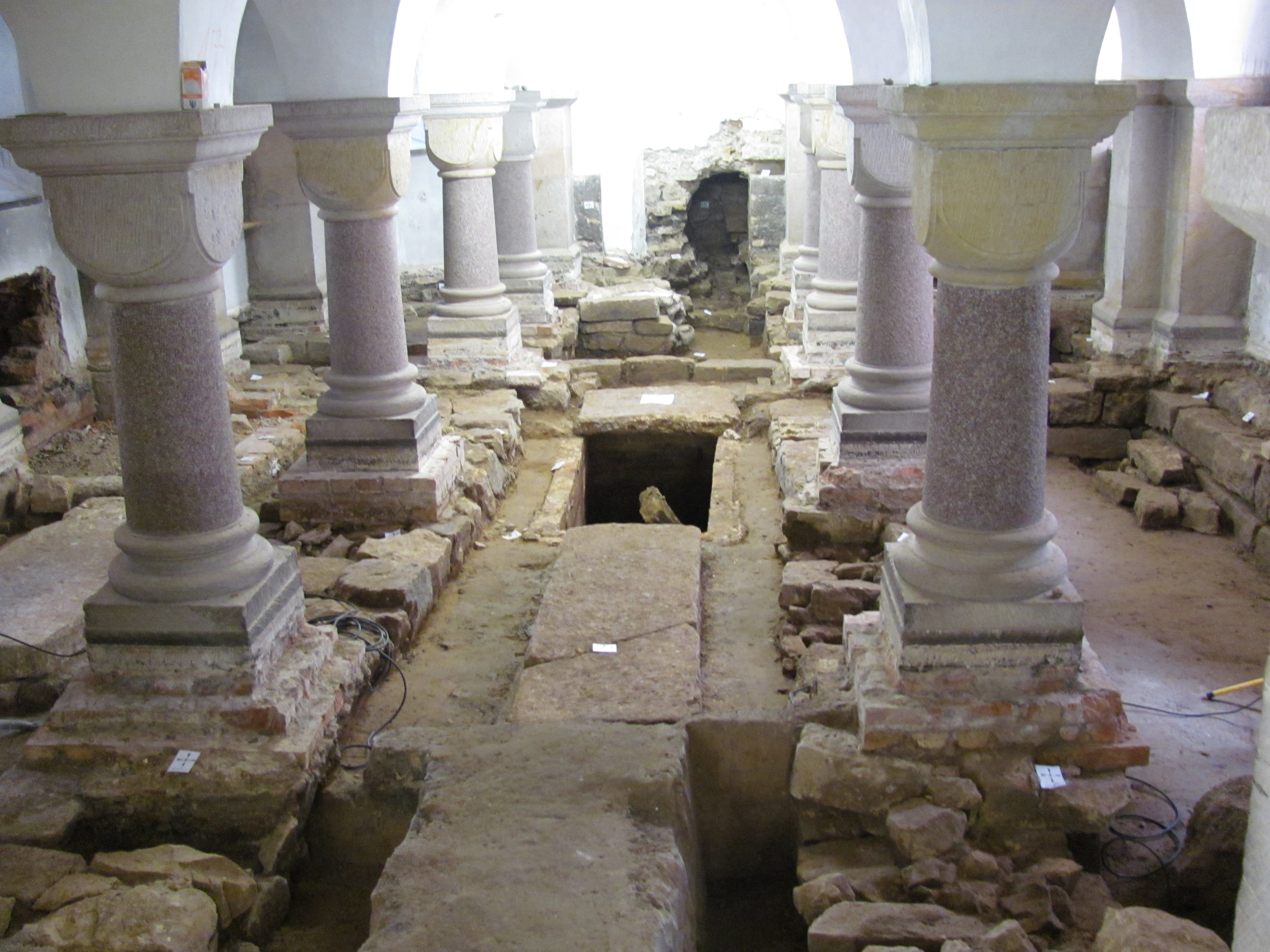
Fundamente aus dem frühen 9. Jahrhundert unter der Krypta
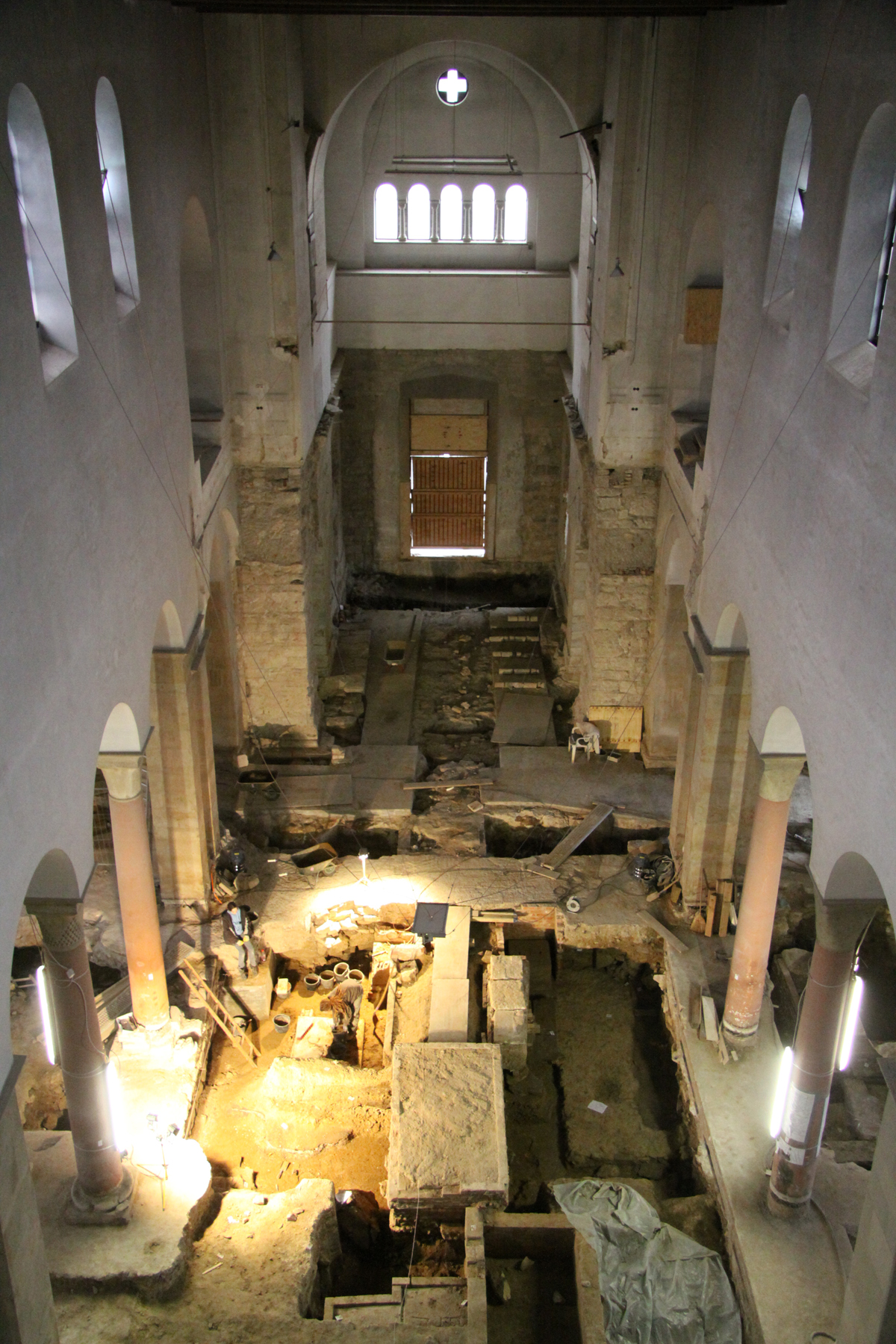
Ausgrabungen im Westriegel
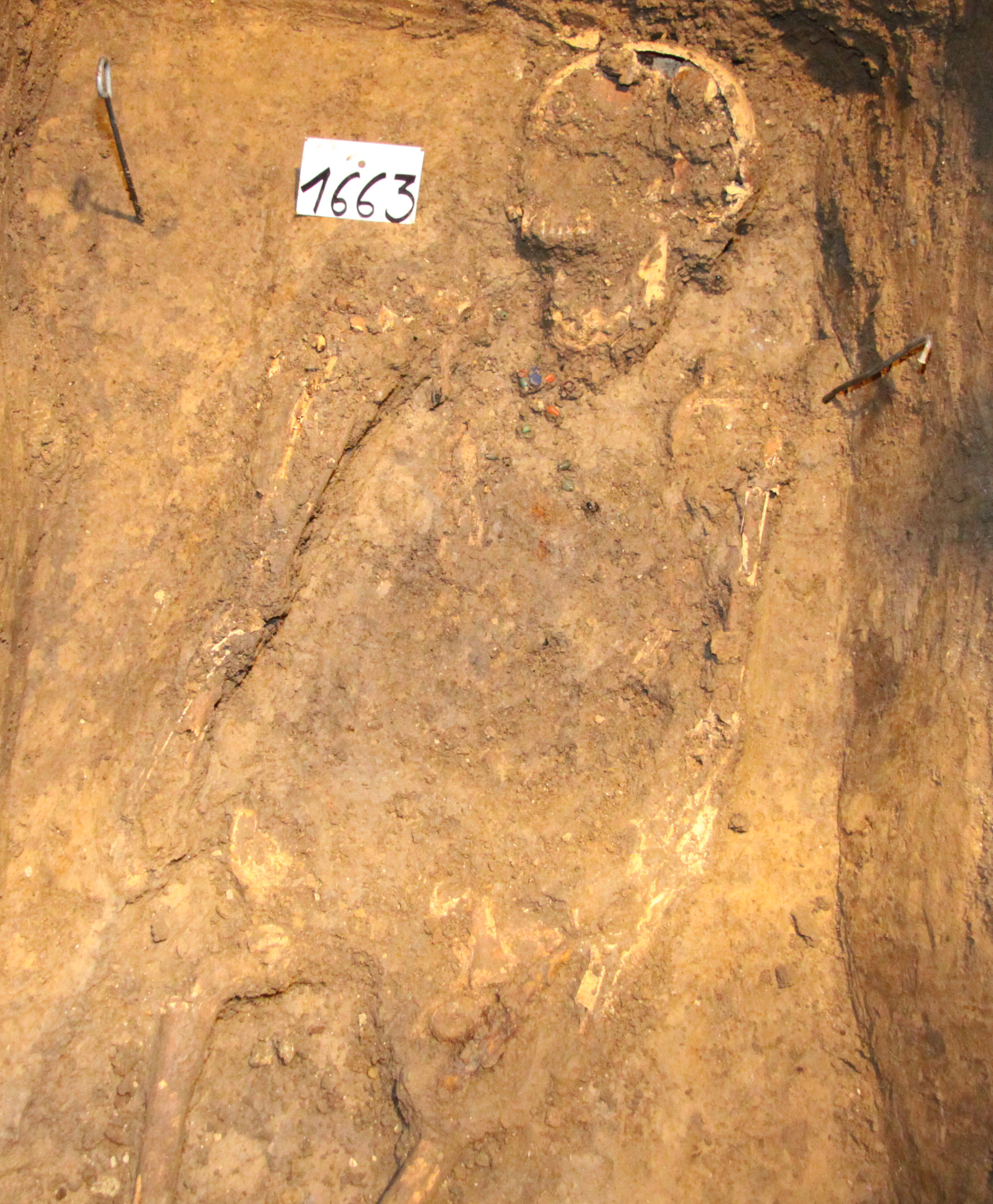
Grabfund aus der Zeit um 800

## Beschreibung

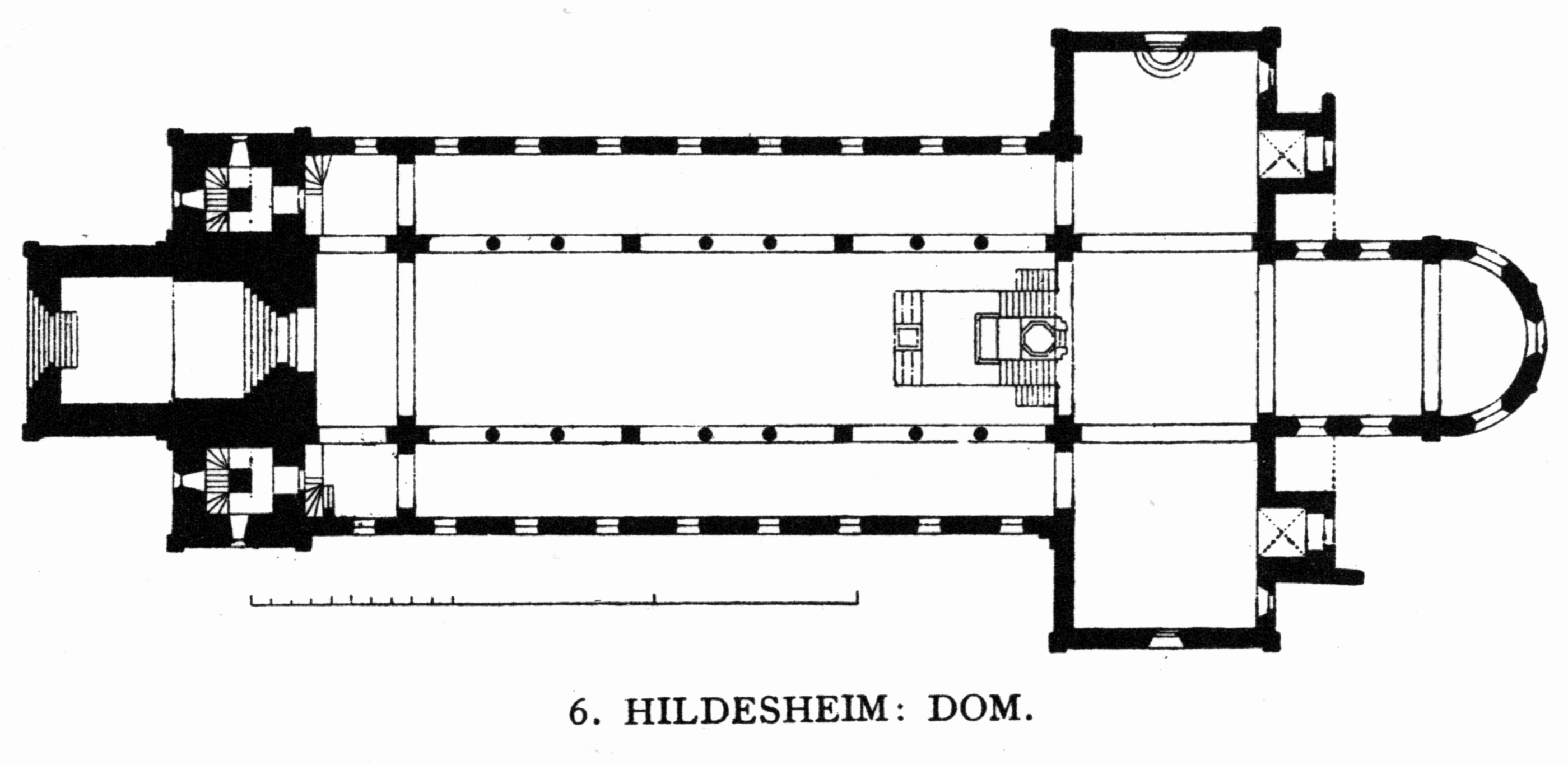
Grundriss des romanischen Domes ohne spätere Ergänzungen, wie die Kapellen am Langhaus oder das Nordparadies

Der Dom zu Hildesheim ist in der Grundstruktur eine dreischiffige romanische Basilika mit Querhaus. Das Mittelschiff und die Seitenschiffe des Langhauses sind durch jeweils neun Arkaden im typischen Niedersächsischen Stützenwechsel voneinander getrennt. An die Außenseiten der Seitenschiffe sind insgesamt neun gotische Seitenkapellen angefügt. Dem Langhaus ist an der Westseite ein sogenannter Westriegel vorgesetzt; östlich schließt an das Langhaus ein Querschiff an, dem an der Nordseite das sogenannte Nordparadies vorgebaut wurde. In der Achse des Mittelschiffes befindet sich an der Ostseite des Querschiffes das romanische Chorquadrat, das mit einer halbrunden Apsis abschließt. Unter der Vierung und dem Chorraum liegt die Krypta des Domes.

### Technische Daten
- Gesamtlänge: 77 m
- Höhe des Mittelschiffs: 14 m
- Breite des Mittelschiffs: 12 m
- Breite des Langhauses: 32 m
- Höhe des Westriegels: 41 m
- Höhe des Vierungsturmes: 20 m

### Bauteile

#### Westriegel

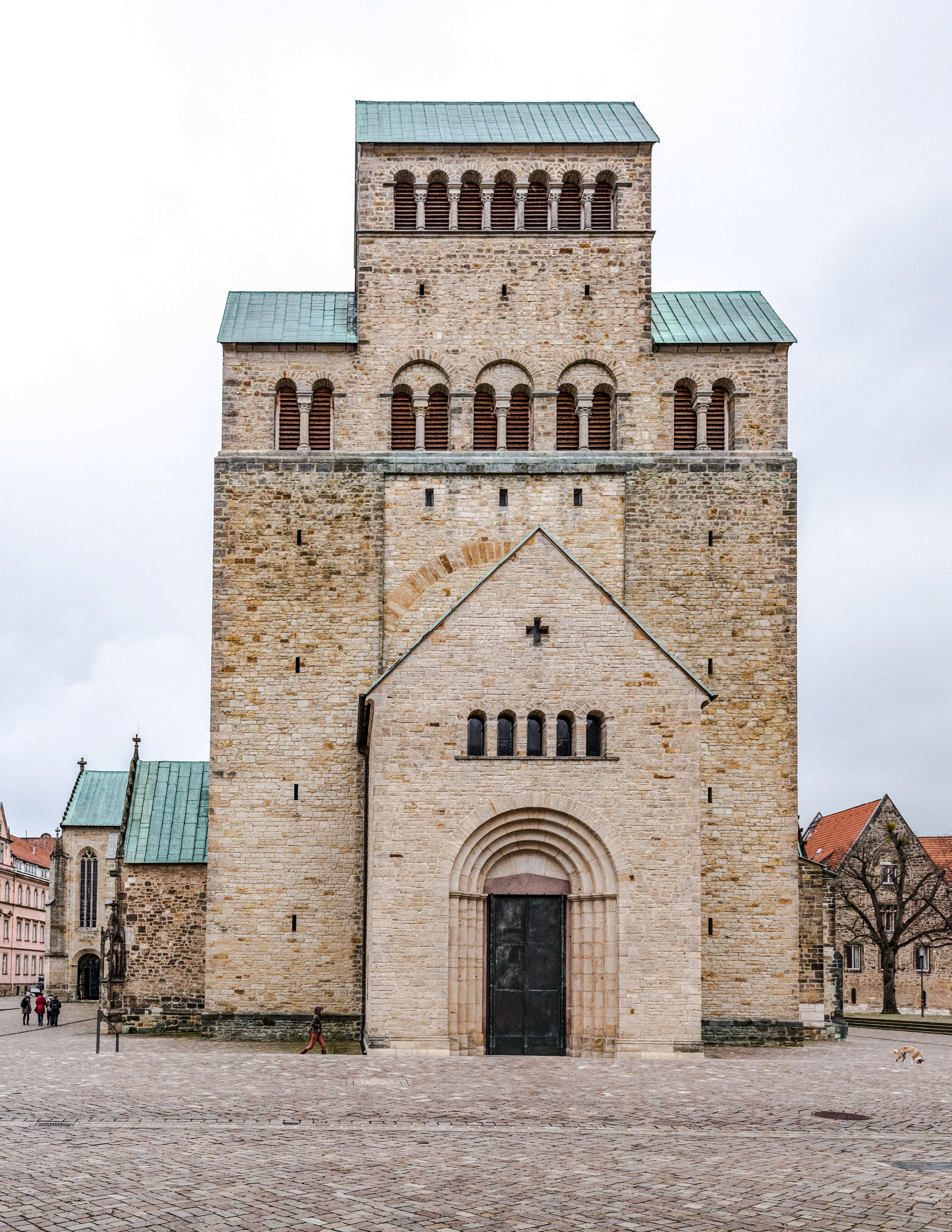
Westfassade

Der romanische Westbau ist vom Bautyp ein Sächsischer Westriegel. In der Geschichte des Doms wurde die Westfront mehrfach umgestaltet.
Den ersten Westriegel ließ Bischof Godehard errichten. Mit den Wiederaufbau nach dem Brand von 1046 ließ Bischof Hezilo den Westriegel neu gestalten. Dieser diente den Westfassaden des Mindener Domes und später auch der neuromanischen Bernwardkirche in Hildesheim als Vorbild. Westlich des Westbaus befanden sich die Simon-und-Judas-Kapelle und die Kapelle des hl. Bernward, südlich die Sylvesterkapelle. Aus der Barockzeit stammte ein bekrönender Dachreiter.
Der Westriegel aus der Zeit Hezilos wurde 1840 aufgrund von Rissen im Mauerwerk abgerissen und durch einen doppeltürmigen, neuromanischen Westbau nach dem Vorbild der Hildesheimer Godehardikirche ersetzt. Diese Westfassade hatte bis zum 22. März 1945 Bestand. Beim Wiederaufbau des Doms nach dem Zweiten Weltkrieg wurde der neuromanische Westbau nach dem Vorbild des Hezilo-Domes umgestaltet, wodurch sich das heutige Bild ergibt. Westlich des Riegels befindet sich eine Vorhalle mit der Bernwardstür, außerdem beherbergen die oberen Geschosse des Westbaus das 12-stimmige Geläut des Doms.

#### Nordparadies und Steinbergkapelle
Das gotische Nordparadies wurde 1412 als repräsentativer stadtseitiger Zugang zum Dom vor der Nordfassade des Querhauses errichtet. Östlich an das Nordparadies grenzt die Steinbergkapelle. Sie beherbergt Reste von Wandmalereien, die wahrscheinlich die Dompatrone und weitere Heilige darstellen. Sowohl das Nordparadies als auch die Steinbergkapelle blieben von den Zerstörungen durch den Bombenangriff auf Hildesheim am 22. März 1945 verschont. Im Obergeschoss des Nordparadieses befindet sich der ehemalige Godehardichor; er wird heute als Proberaum für die Dommusik verwendet.

#### Vierungsturm
Der erste Vierungsturm des Hildesheimer Domes bestand aus einer hölzernen Konstruktion. Diese wurde 1150 unter Bischof Bernhard I. durch einen dreistöckigen Turm aus Stein ersetzt. Der heutige Vierungsturm ist eine Rekonstruktion des barocken Turmes (Sudfeld Vick, 1718–1721), der im Zweiten Weltkrieg zerstört wurde.

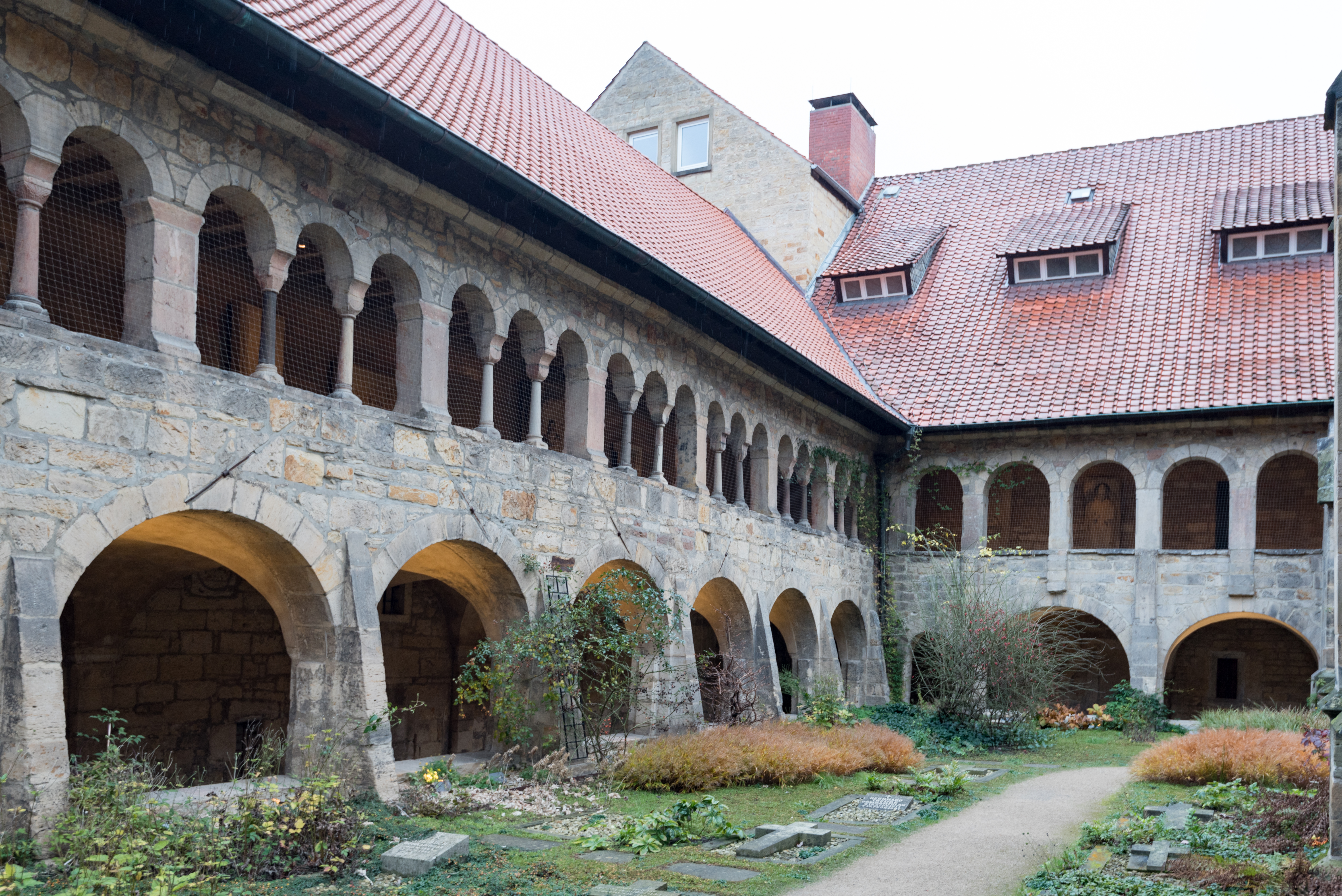
Ein Teil des Kreuzgangs

#### Kreuzgang
Der Kreuzgang des Hildesheimer Domes umschließt mit seinen drei Flügeln die Ostapsis des Domes. Er ist einer der wenigen Kreuzgänge in Deutschland, die ein Obergeschoss haben.
Zentral im Innenhof wurde 1321 die Annenkapelle als Ort für Gedenkfeiern errichtet. Sie ist der erste rein gotische Kirchenbau in Hildesheim. Das obere Geschoss des Kreuzgangs ist über das Dommuseum für die Öffentlichkeit zugänglich. Zuvor war er nur zu besonderen Anlässen geöffnet. Die Annenkapelle umgibt der sogenannte Annenfriedhof. An den Kreuzgang grenzt im Norden die ehemalige Domschule (heute das Domfoyer) und eine kleine Kapelle mit einer Glas-Skulptur, die an die Zerstörung des Domes im Zweiten Weltkrieg erinnert, im Osten der Godehard-Saal und im Süden die Laurentiuskapelle (heute Sakramentskapelle mit Tabernakel) und die ehemalige Antoniuskirche (heute Teil des Dommuseums).

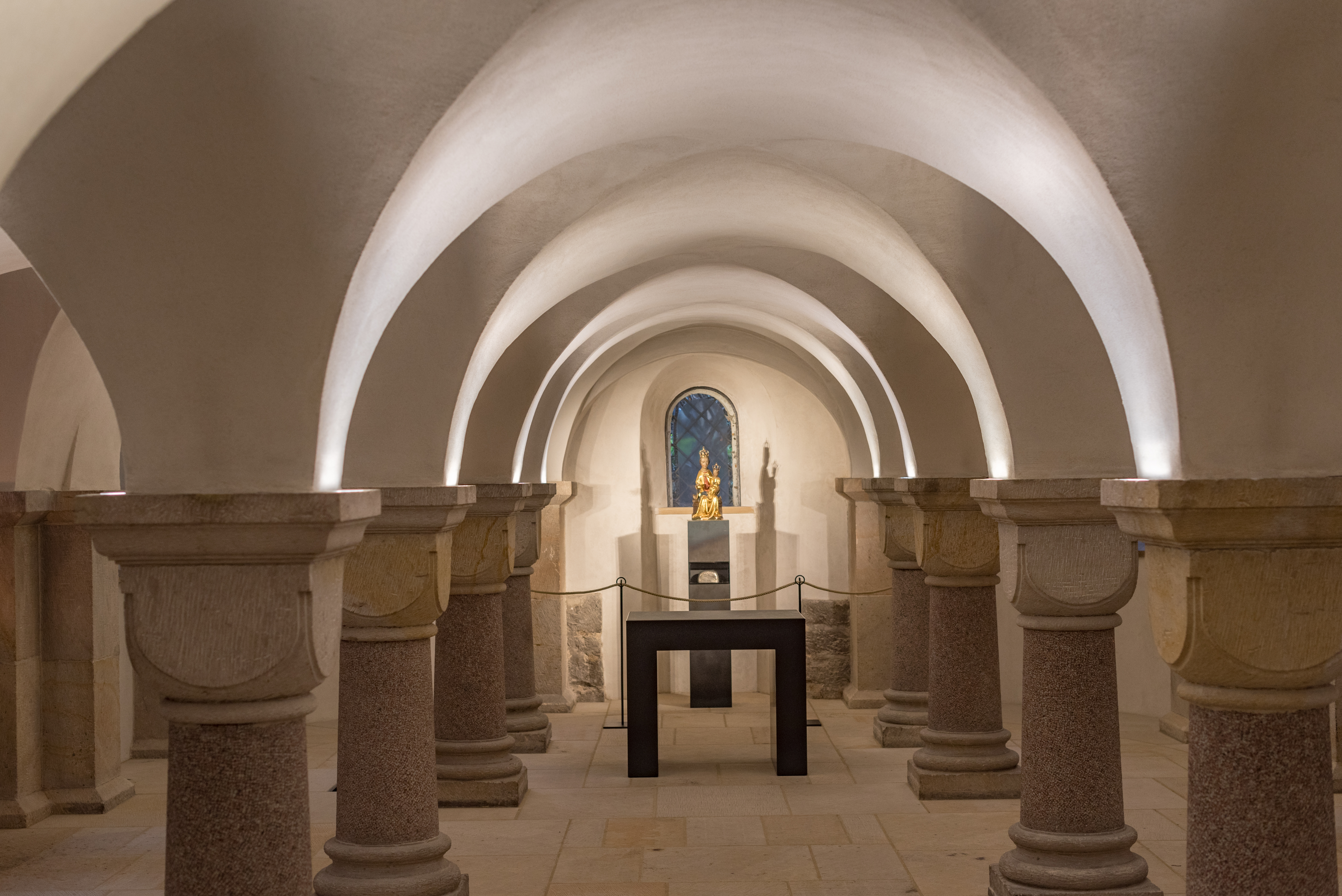
Die Krypta

#### Krypta

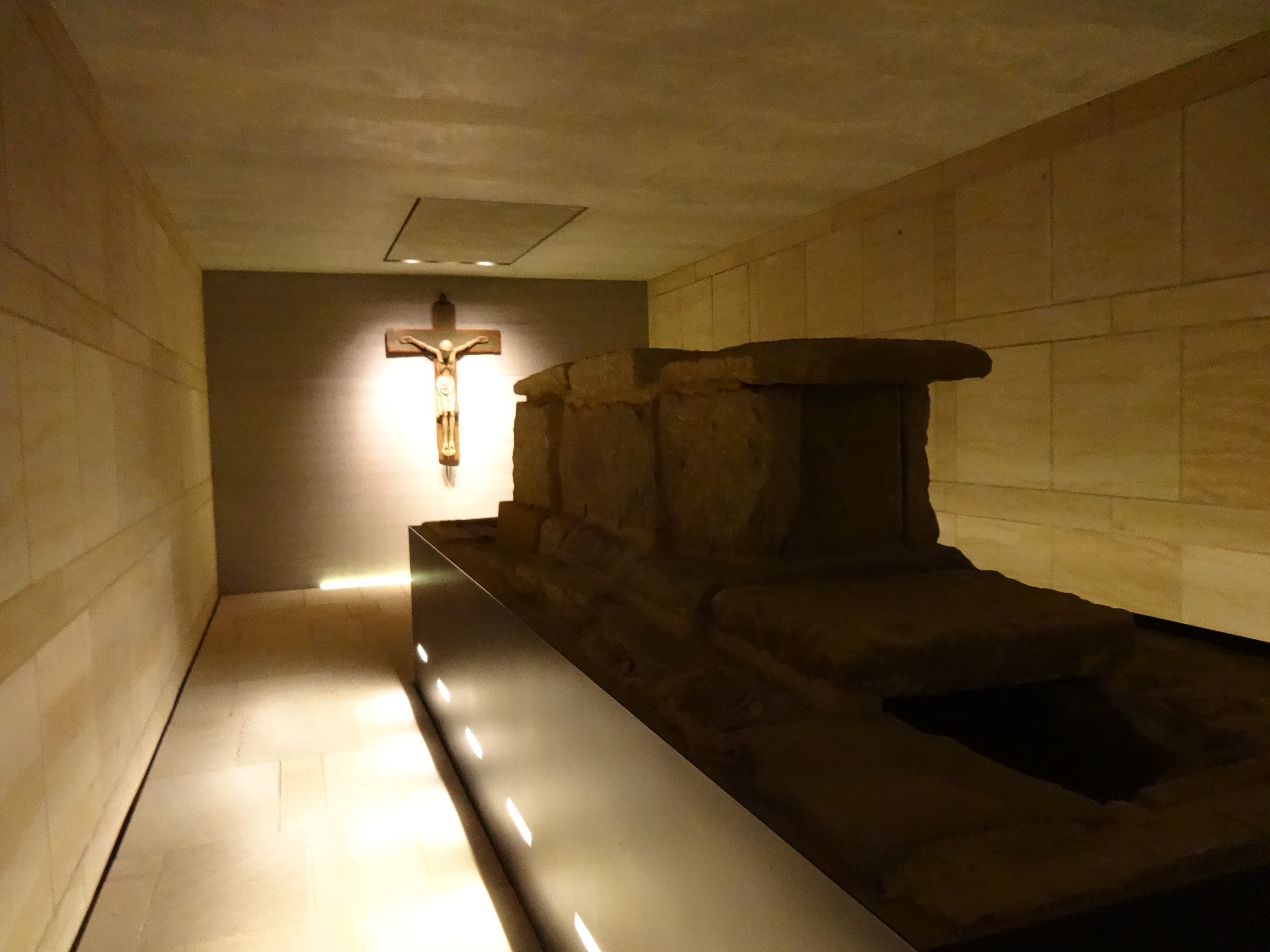
Bischofsgruft

Die 872 erbaute und in den nachfolgenden Jahrhunderten mehrfach umgestaltete Krypta des Domes ist eine der ältesten in Deutschland. Um die Krypta befand sich eine Umgangskrypta von 872, wovon nur die beiden Eingänge übrig geblieben sind. Sie ist unter der Vierung und dem Chor des Domes gelegen und hat eine Grundfläche von 251 m² sowie eine Höhe von ca. 3 m. An der Stelle der Krypta befand sich zunächst die von Ludwig dem Frommen erbaute Marienkapelle aus der Zeit um 815. Heute sind in der Krypta der Godehardschrein, ein Altar, eine Marienstatue und das Hildesheimer Gründungsreliquiar aufgestellt. Durch ein Fenster an der Ostseite können die Wurzeln des Rosenstocks betrachtet werden.

#### Bischofsgruft
An das westliche Ende der Krypta schließt sich die im Zuge der Sanierung von 2010 bis 2014 neu geschaffene Bischofsgruft des Domes an. Sie hat 24 Grabstellen, von denen derzeit drei belegt sind. Bisher beigesetzt wurden hier Joseph Godehard Machens, Heinrich Maria Janssen und Josef Homeyer.
An der Westwand der Gruft ist ein romanisches Kruzifix angebracht; zentral im Raum ist das bei den Ausgrabungen aufgefundene Grab des Hildwin aufgestellt.

#### Seitenkapellen
An die Nord- und Südseite des Langhauses sind die gotischen Seitenkapellen angefügt.
Im Norden befinden sich von Westen nach Osten die Georgskapelle, die Kapelle der Zehntausend Märtyrer und die Matthäuskapelle.
Die Matthäuskapelle bietet seit der Sanierung von 2010 bis 2014 Raum für die Chöre des Hildesheimer Dommusik, zudem ist hier die Chororgel aufgestellt. In der Märtyrerkapelle befinden sich zwei Beichtstühle.
An der Südseite des Langhauses befinden sich die Barbarakapelle, Vinzenz- und Anastasiuskapelle, Elisabethkapelle und die Immaculatakapelle. Die Barbarakapelle beherbergt den einzigen nahezu komplett erhaltenen Altar der barocken Domausstattung; das Altarbild zeigt den Stifter zusammen mit den Dompatronen. In der Vinzenz- und Anastasiuskapelle befindet sich eine Vitrine, in der barocke Gefäße für die Heiligen Öle aufbewahrt werden. In der Elisabethkapelle wird zu Weihnachten die Krippe des Domes aufgestellt.

## Ausstattung

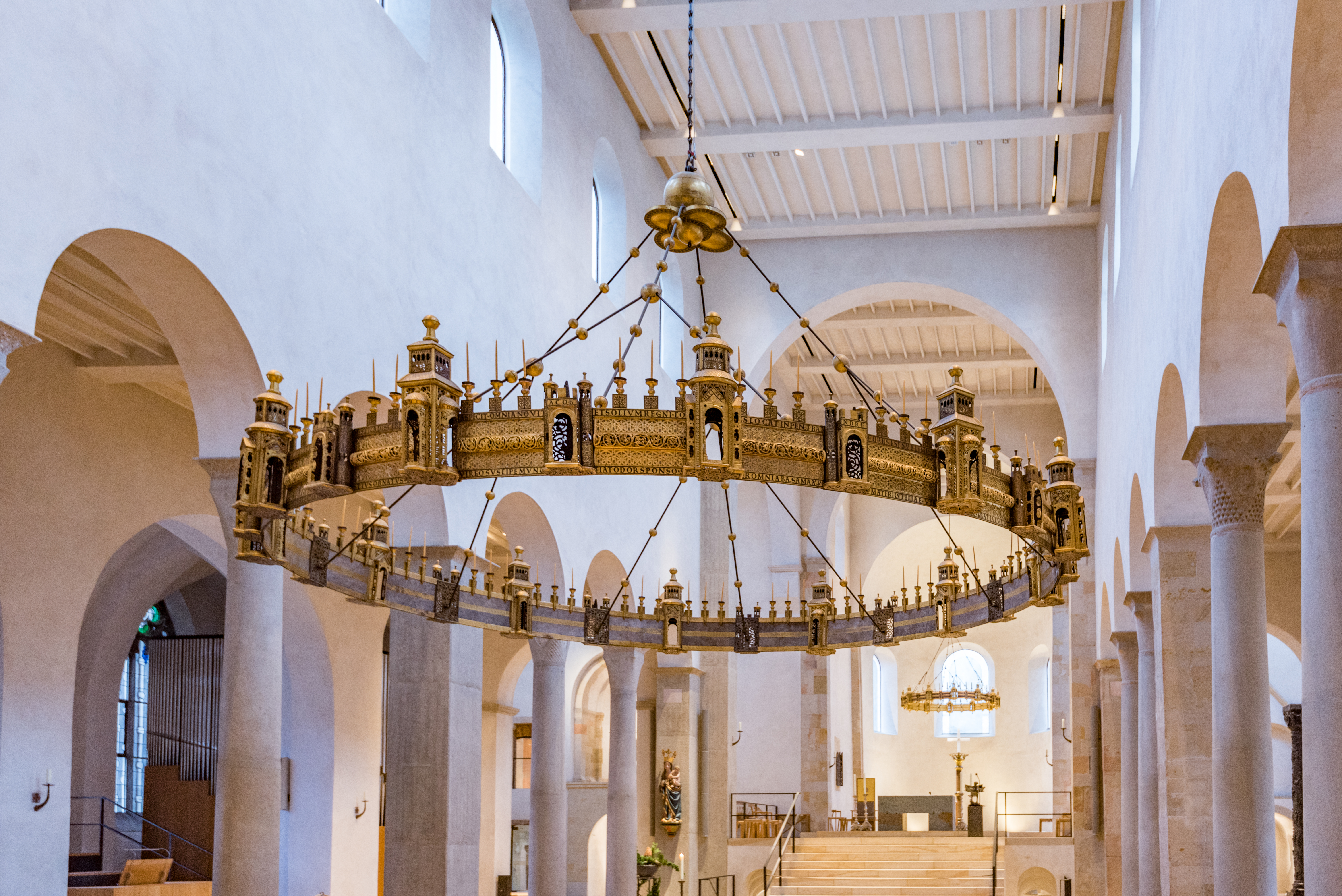
Mittelschiff des Domes mit Heziloleuchter, im Hintergrund der Altar mit dem Thietmarleuchter und der Irminsäule mit aufgesetztem Bergkristallkreuz

Die Ausstattung des Hildesheimer Domes ist über Jahrhunderte gewachsen. Weltberühmt und Teil des UNESCO-Welterbes sind die Bronzegüsse aus der Zeit von Bischof Bernward (993–1022):
- Die Bernwardstür von 1015, in der Westvorhalle
- Die Christussäule von 1020, aufgestellt im südlichen Querschiffarm

Weitere Kunstwerke im Dom sind:
- Der Heziloleuchter, 11. Jahrhundert, im Mittelschiff hängend
- Der Thietmar- oder Azelinleuchter, 11. Jahrhundert, im Altarraum hängend[9]
- Der Epiphaniusschrein oder Schrein der Dompatrone, erste Hälfte 12. Jahrhundert, aufgestellt in der nördlichen Nische der östlichen Querhauswand (Schrein mit Reliquien der hll. Epiphanius von Pavia, Cosmas, Damian und Cantius, Cantianus und Cantianilla). Unterhalb der Nische befindet sich in der Cäcilienkapelle das Kopfreliquiar der heiligen Cäcilia.
- In der südlichen Nische der östlichen Querhauswand befindet sich das Kopfreliquiar des heiligen Bernward.
- Der Godehardschrein, um 1140, aufgestellt in der Krypta (Schrein mit Reliquien des hl. Godehard)[10]
- Das Hildesheimer Marienreliquiar, in der Krypta
- Das Adlerpult, ca. 1220 (Original im Dommuseum; Kopie im liturgischen Gebrauch), rechts neben dem von Ulrich Rückriem entworfenen Volksaltar in der Vierung
- Das romanische Bronze-Taufbecken von 1225, aufgestellt im Mittelgang des Hauptschiffes
- Die gotische „Tintenfassmadonna“, um 1430, aufgestellt am nordwestlichen Vierungspfeiler
- Die Irmensäule, auch Mariensäule genannt, in der Apsis des Chorraumes, die ein modernes Kreuz aus Bergkristall trägt (ursprünglich vermutlich ein Osterleuchter; der Schaft der Säule soll der Sage nach aus dem Kernstück der Irminsul bestehen)[11]
- Eine Pietà und ein schmiedeeisernes Gitter aus der Barockzeit in der Georgskapelle
- Ein barocker Seitenaltar in der Barbarakapelle
- Zwei Alabasterfiguren des Propheten Jesaja und des Diakons Philippus, 18. Jahrhundert, in der Vinzenz- und Anastasiuskapelle
- Gemälde der Anbetung der Könige aus dem Umfeld von Peter Paul Rubens, 18. Jahrhundert, in der Elisabethkapelle
- Zwei ehemalige Altarfiguren von Paul Egell, die Anna und Joachim darstellen, 18. Jahrhundert, in der Immaculatakapelle
- 14 Kreuzwegstationen aus Stahl von Tobias Kammerer[12]

Nach der Zerstörung im Zweiten Weltkrieg entstanden sind ein moderner Tabernakel von der Goldschmiedin und Benediktinerin Lioba Munz, der heute in der Anbetungskapelle aufgestellt ist, ein Fenster im Scheitel der Chorapsis, welches Maria als Apokalyptisches Weib zeigte, und ein Mosaik in der Kalotte der Chorapsis, das an die Kriegszerstörung Hildesheims erinnerte und den apokalyptischen Weltbrand zum Motiv hatte. Über dem Mosaik stand das Psalmwort Ps 104,30  Et renovabis faciem terrae, alleluia – Und du erneuerst das Antlitz der Erde, Halleluja. Die beiden letztgenannten Kunstwerke wurden im Rahmen der Sanierung 2010–2014 nicht in die heutige Domausgestaltung übernommen.
Einige ehemalige Ausstattungsstücke des Domes und zahlreiche liturgische Geräte und Reliquiare bilden den Bestand des Dommuseums. Dazu gehören:
- Das Bernwardskreuz
- Die Mitteltafel des Wrisberg-Epitaphs, um 1585
- Der ehemalige Domlettner von 1546

Außerhalb des Domes befinden sich:
- Das Grabmal des Priesters Bruno, 12. Jahrhundert, südliche Außenwand des Chores
- Das Bernwardsdenkmal von C. F. Hartzer, 1893, an der Nordseite des Domes auf dem Domhof

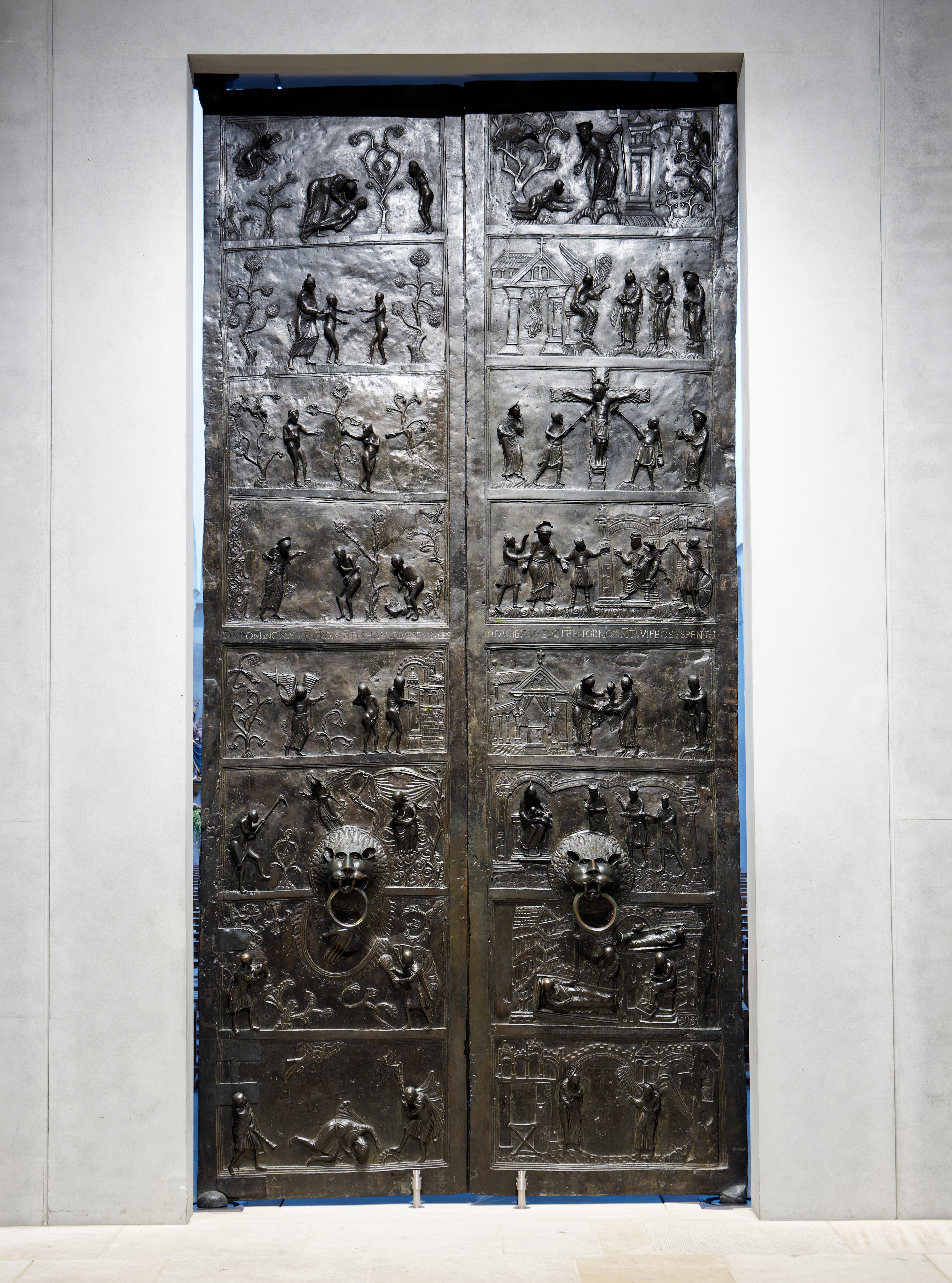
Bernwardtür
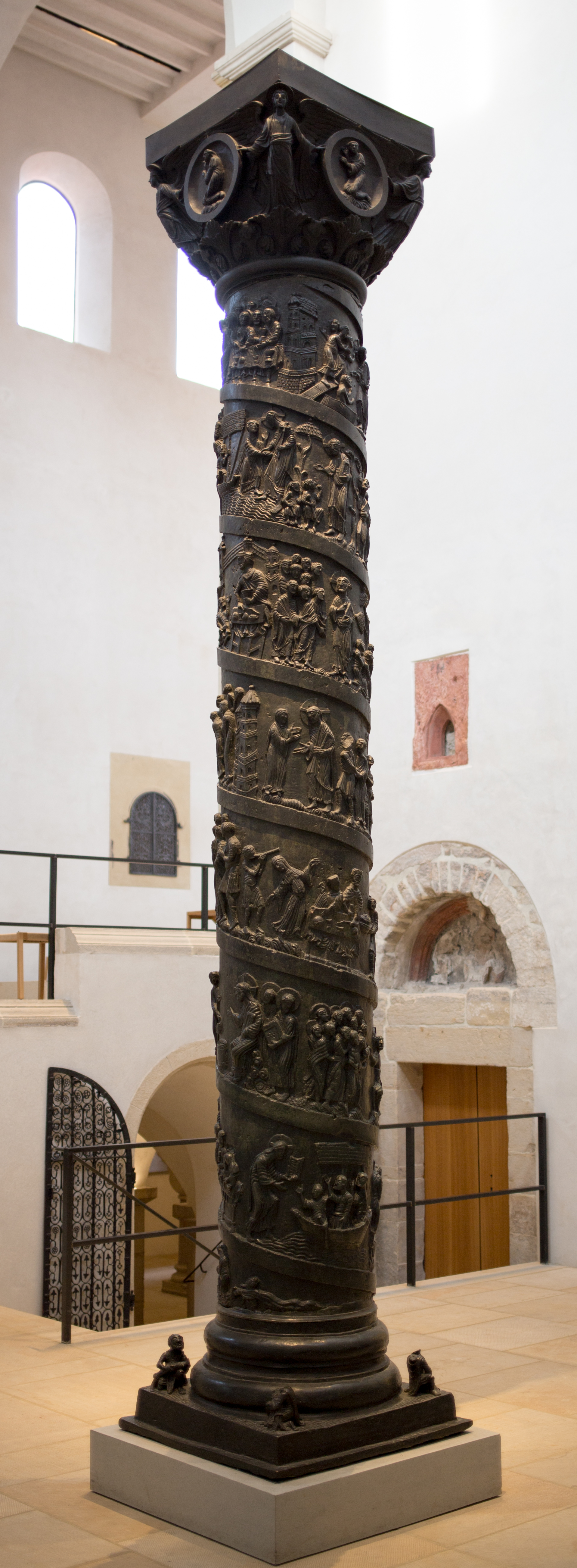
Christussäule
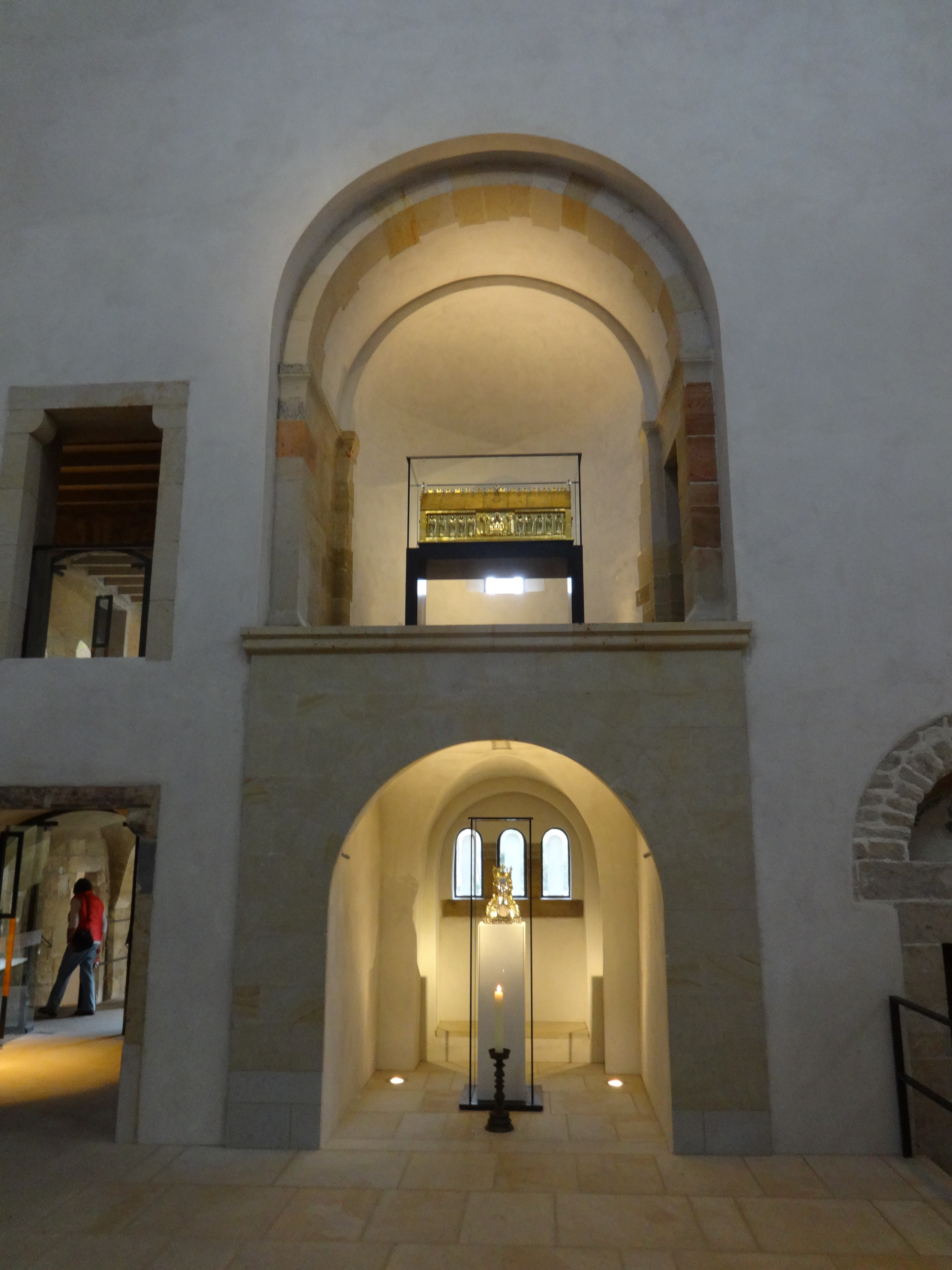
Cäcilienkapelle, darüber der Schrein der Dompatrone (Epiphaniusschrein)
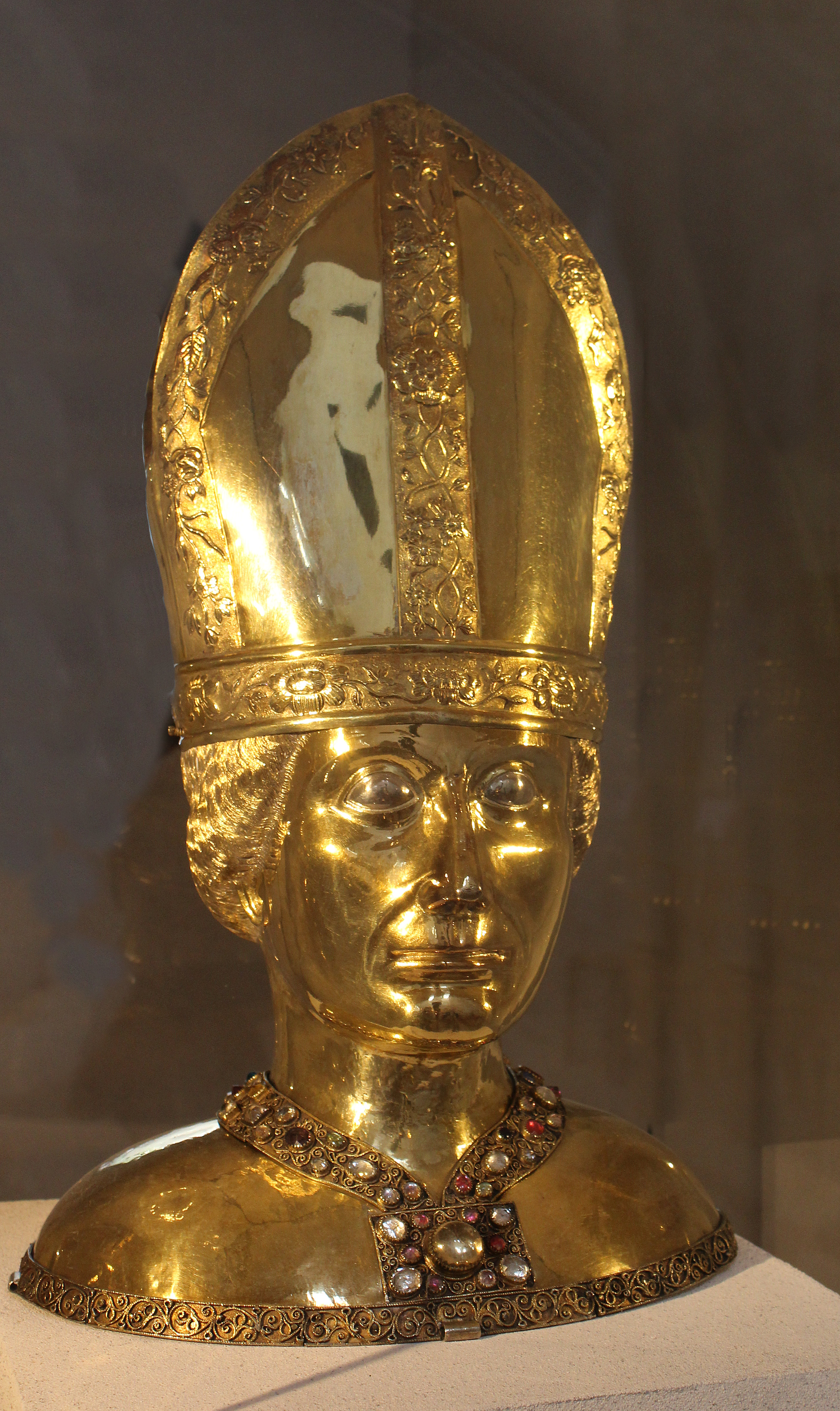
Bernwardsreliquiar
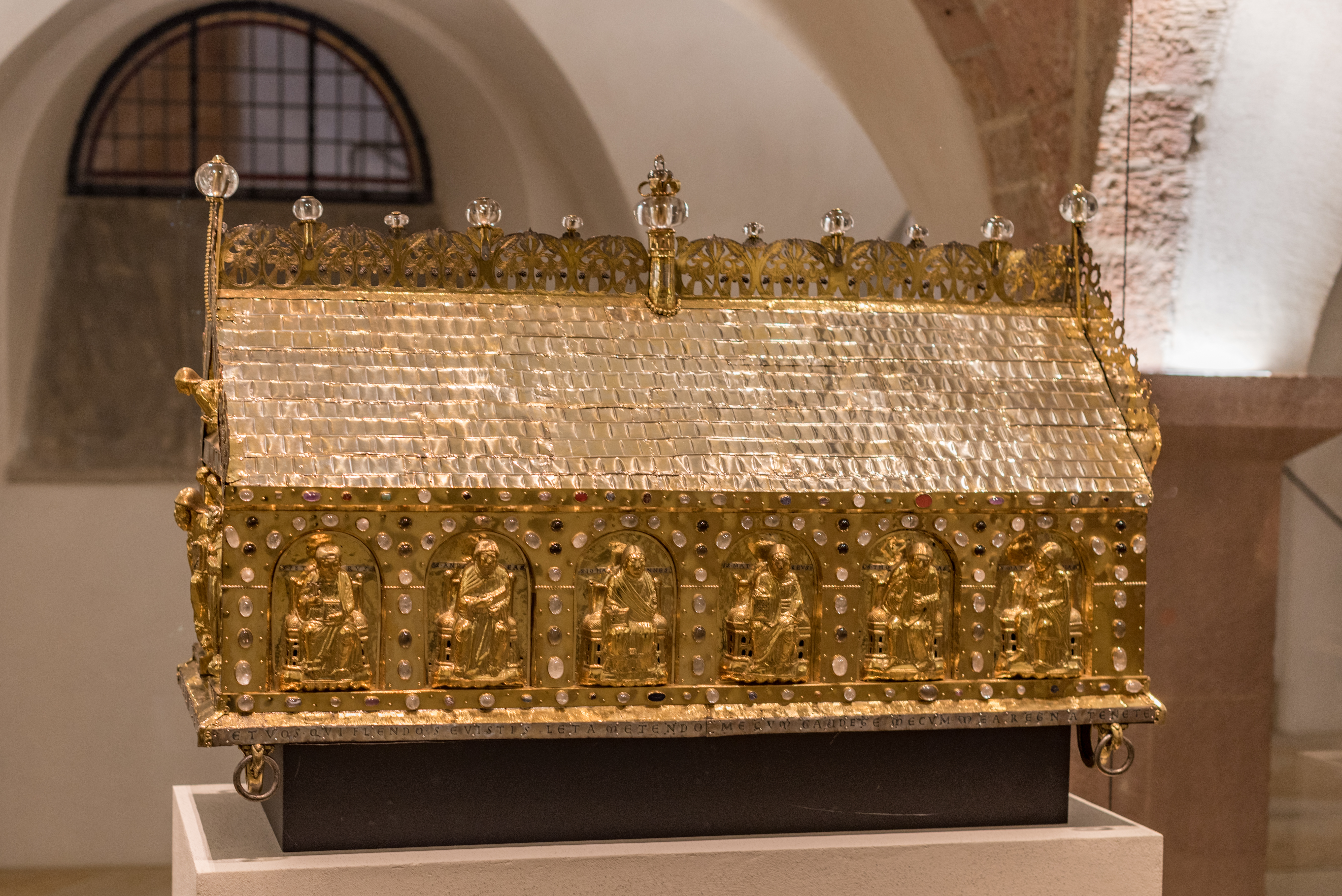
Godehardschrein
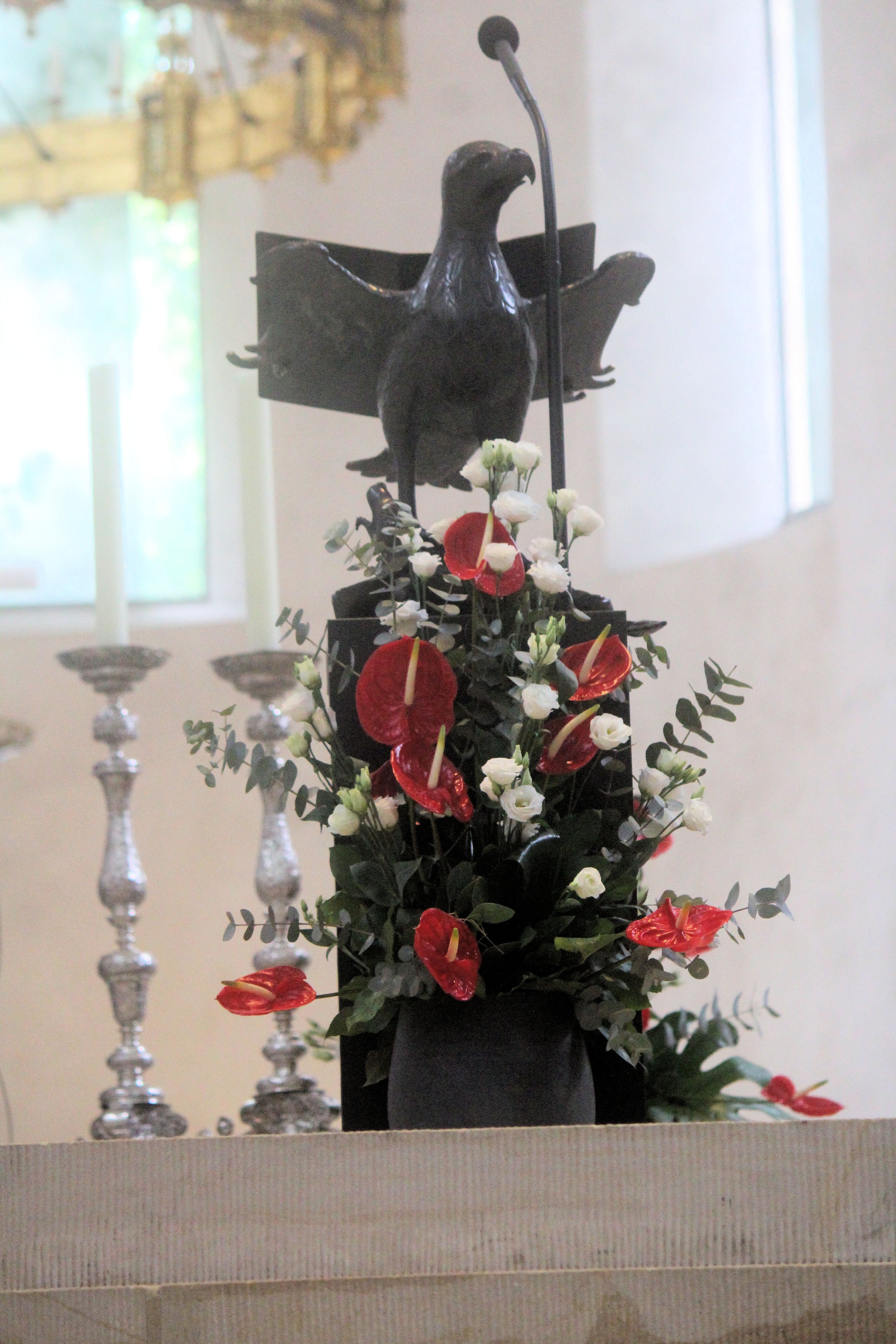
Adlerpult
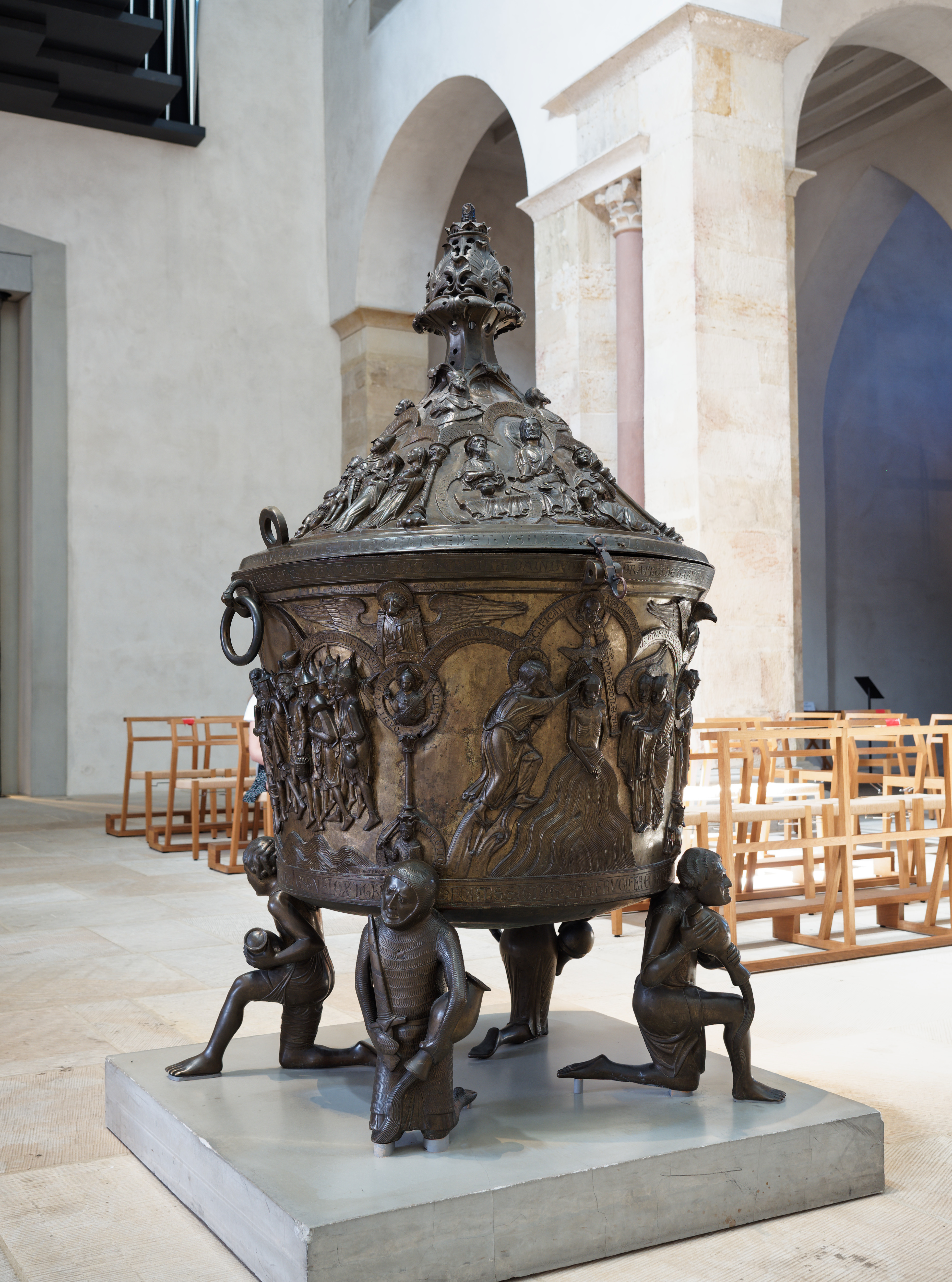
Bronze-Taufbecken
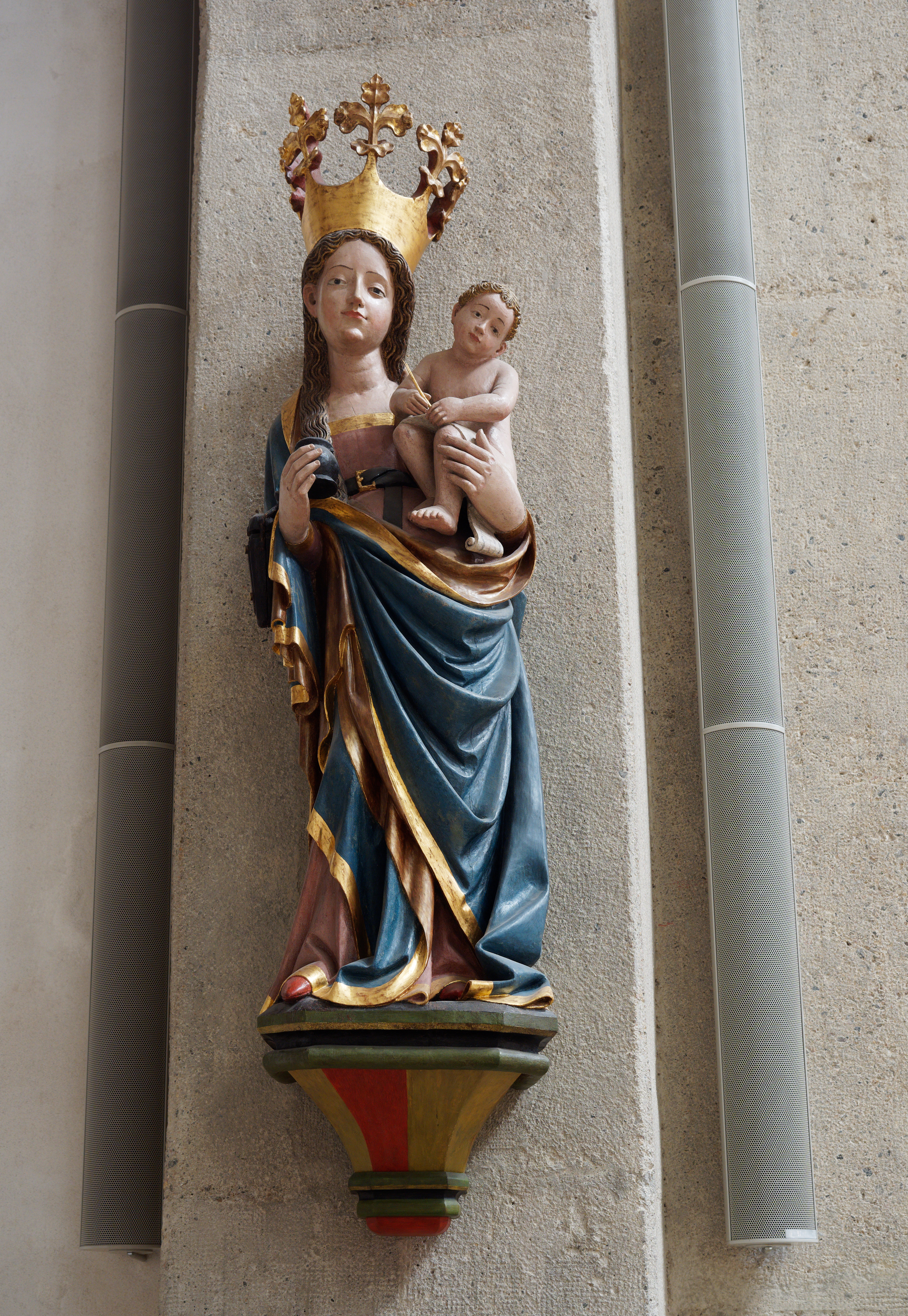
Tintenfassmadonna
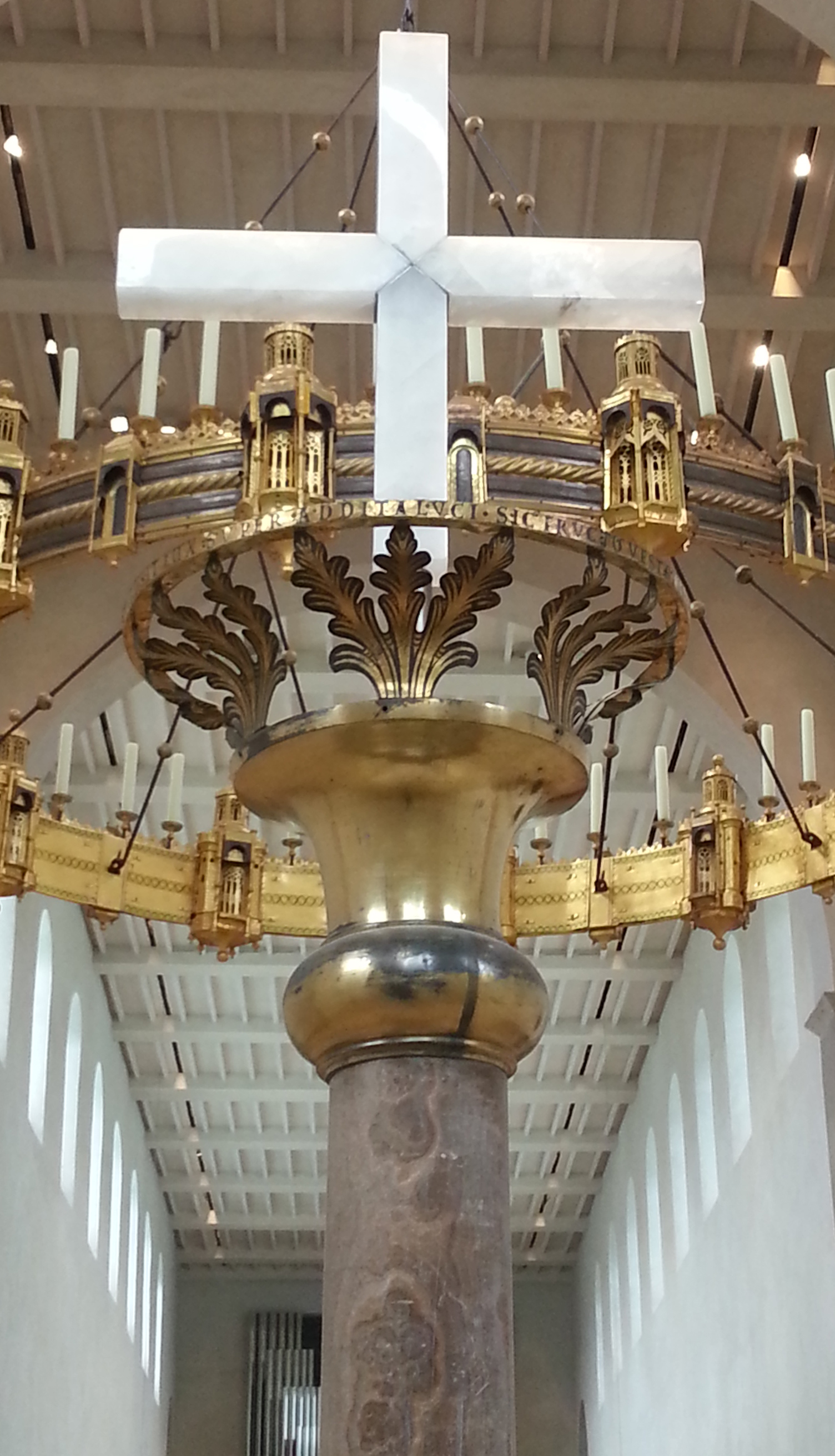
Oberer Teil der sog. Irmensäule
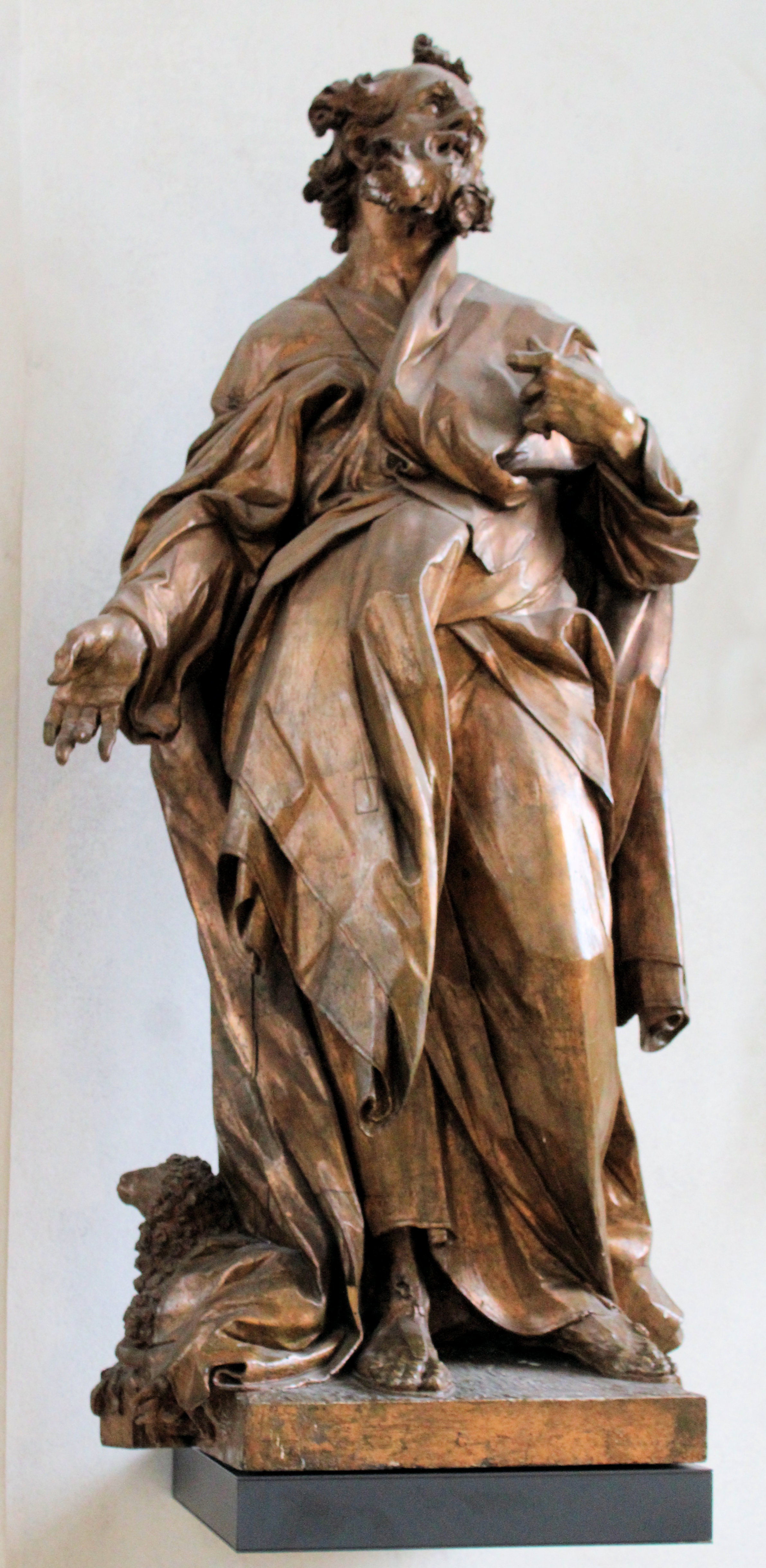
Hl. Joachim von Paul Egell
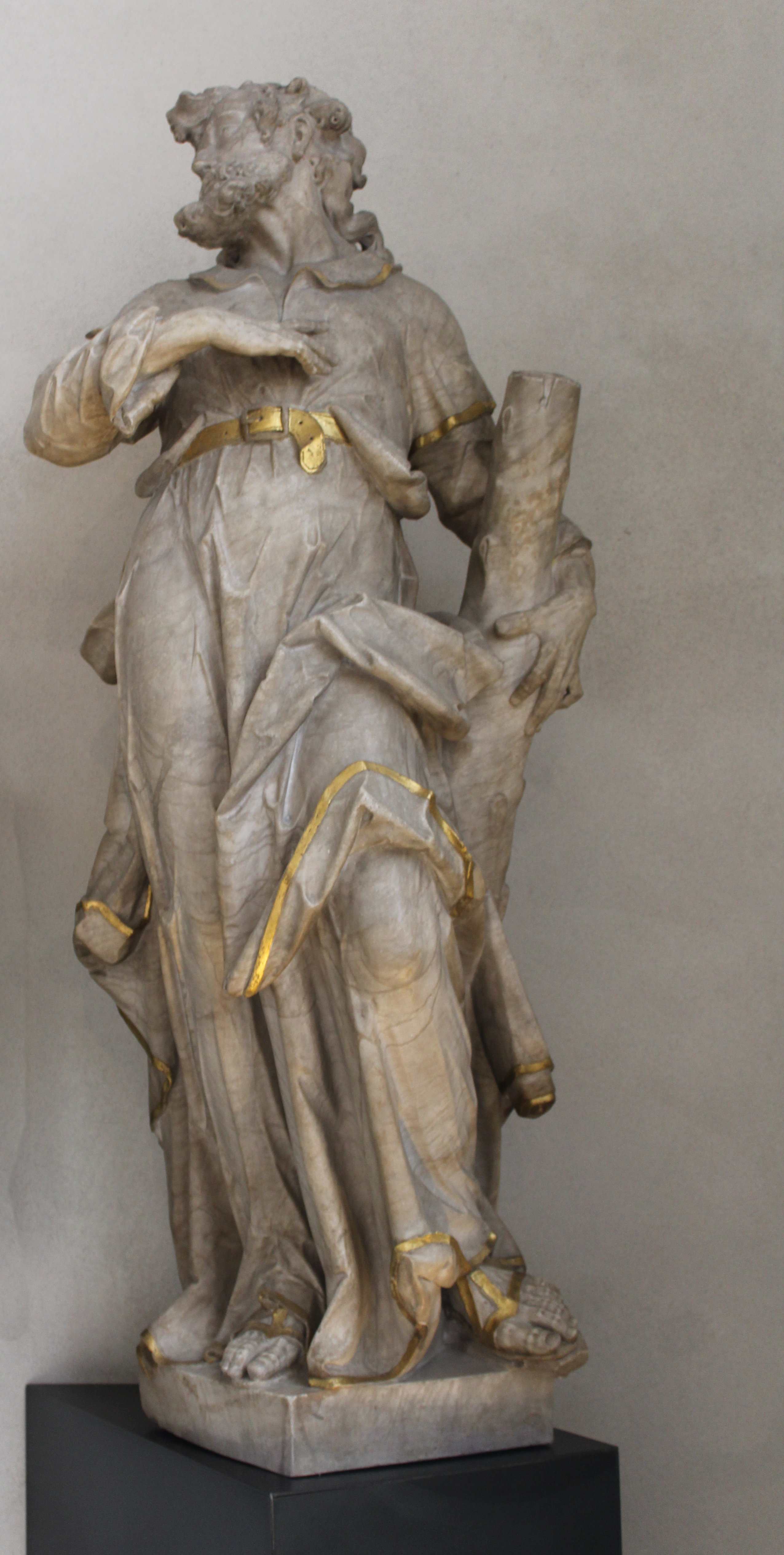
Alabasterstatue von Apostel Philippus

## Domorgeln
Die Geschichte der Orgeln im Hildesheimer Dom lässt sich bis in das 14. Jahrhundert zurückverfolgen. Bereits 1378 gab es im Nordschiff, oberhalb der Kapelle der Heiligen Drei Könige, eine Orgel. Dieses Instrument wurde im 15. Jahrhundert auf den Godehardichor über dem Nordparadies versetzt und 1713 veräußert.
Die erste große Orgel wurde von Conrad Abtt (Minden) vermutlich in den Jahren 1616/1617 erbaut. Das Instrument hatte 31 Register auf zwei Manualen und Pedal. Ende des 17. und Anfang des 18. Jahrhunderts wurde das Instrument mehrfach umgebaut und erweitert. 1909 baute Furtwängler & Hammer (Hannover) unter Beibehaltung des Prospektes von 1617 eine neue Orgel mit 54 Registern auf drei Manualen und Pedal. Dieses Instrument wurde am 22. März 1945 bei einem Bombenangriff zerstört.

### Orgel 1960 bis 2010
Im Zuge des Wiederaufbaus des Domes erbaute Franz Breil (Dorsten) 1960 eine neue Orgel mit 52 Registern auf vier Manualen und Pedal, die unter anderem drei horizontale Zungenregister („Spanische Trompeten“) im Prospekt erhielt. 1989 wurde das Instrument durch die Firma Klais (Bonn) umgebaut und auf 66 Register erweitert.
| I Rückpositiv C–g3 |                |       |
| 1.                 | Principal      | 8′    |
| 2.                 | Gedackt        | 8′    |
| 3.                 | Octave         | 4′    |
| 4.                 | Koppelflöte    | 4′    |
| 5.                 | Flageolett     | 2′    |
| 6.                 | Nazard         | 1 ⁄3′ |
| 7.                 | Octave         | 1′    |
| 8.                 | Sesquialter II |       |
| 9.                 | Scharff VI     |       |
| 10.                | Dulcian        | 16′   |
| 11.                | Krummhorn      | 8′    |
|                    | Tremulant      |       |

| II Hauptwerk C–g3 |           |       |
| 12.               | Principal | 16′   |
| 13.               | Quintade  | 16′   |
| 14.               | Octave    | 8′    |
| 15.               | Gemshorn  | 8′    |
| 16.               | Gedackt   | 8′    |
| 17.               | Octave    | 4′    |
| 18.               | Hohlflöte | 4′    |
| 19.               | Quinte    | 2 ⁄3′ |
| 20.               | Octave    | 2′    |
| 21.               | Cornet V  |       |
| 22.               | Mixtur VI |       |
| 23.               | Cymbel IV |       |
| 24.               | Trompete  | 16′   |
| 25.               | Trompete  | 8′    |

| III Schwellwerk C–g3 |                      |       |
| 26.                  | Gedackt              | 16′   |
| 27.                  | Geigenprincipal      | 8′    |
| 28.                  | Rohrflöte            | 8′    |
| 29.                  | Viola di Gamba       | 8′    |
| 30.                  | Vox coelestis        | 8′    |
| 31.                  | Principal            | 4′    |
| 32.                  | Querflöte            | 4′    |
| 33.                  | Nazard               | 2 ⁄3′ |
| 34.                  | Octave               | 2′    |
| 35.                  | Mixtur V–VI          |       |
| 36.                  | Terzsepta II         |       |
| 37.                  | Basson               | 16′   |
| 38.                  | Trompette harmonique | 8′    |
| 39.                  | Hautbois             | 8     |
| 40.                  | Clairon harmonique   | 4′    |
|                      | Tremulant            |       |
|                      | Glockenspiel         |       |

| IV Brustwerk (schwellbar) C–g3 |                   |        |
| 41.                            | Holzgedackt       | 8′     |
| 42.                            | Quintade          | 8′     |
| 43.                            | Principal         | 4′     |
| 44.                            | Blockflöte        | 4′     |
| 45.                            | Spitzquinte       | 2 ⁄3′  |
| 46.                            | Waldflöte         | 2′     |
| 47.                            | Terz              | 1 3⁄5′ |
| 48.                            | Quinte            | 1 ⁄3′  |
| 49.                            | Scharffcymbel III |        |
| 50.                            | Schalmey          | 8′     |
| 51.                            | Vox humana        | 8′     |
|                                | Tremulant         |        |

| Trompeteria C–g3 |                    |     |
| 52.              | Spanische Trompete | 16′ |
| 53.              | Spanische Trompete | 8′  |
| 54.              | Spanische Trompete | 4′  |
|                  | Cymbelstern        |     |

| Pedal C–f1 |           |         |
| 55.        | Principal | 16′     |
| 56.        | Subbass   | 16′     |
| 57.        | Quinte    | 10 2⁄3′ |
| 58.        | Octave    | 8′      |
| 59.        | Gedackt   | 8′      |
| 60.        | Octave    | 4′      |
| 61.        | Nachthorn | 2′      |
| 62.        | Mixtur VI |         |
| 63.        | Bombarde  | 32′     |
| 64.        | Posaune   | 16′     |
| 65.        | Trompete  | 8′      |
| 66.        | Trompete  | 4′      |

- Koppeln: Sämtliche Normalkoppeln, Sub III, Sub III/II, Tr/II, Tr/IV, Tr/P.
- Spielhilfen: 512-facher Setzer, Walze.

### Seifert-Orgeln (2014)

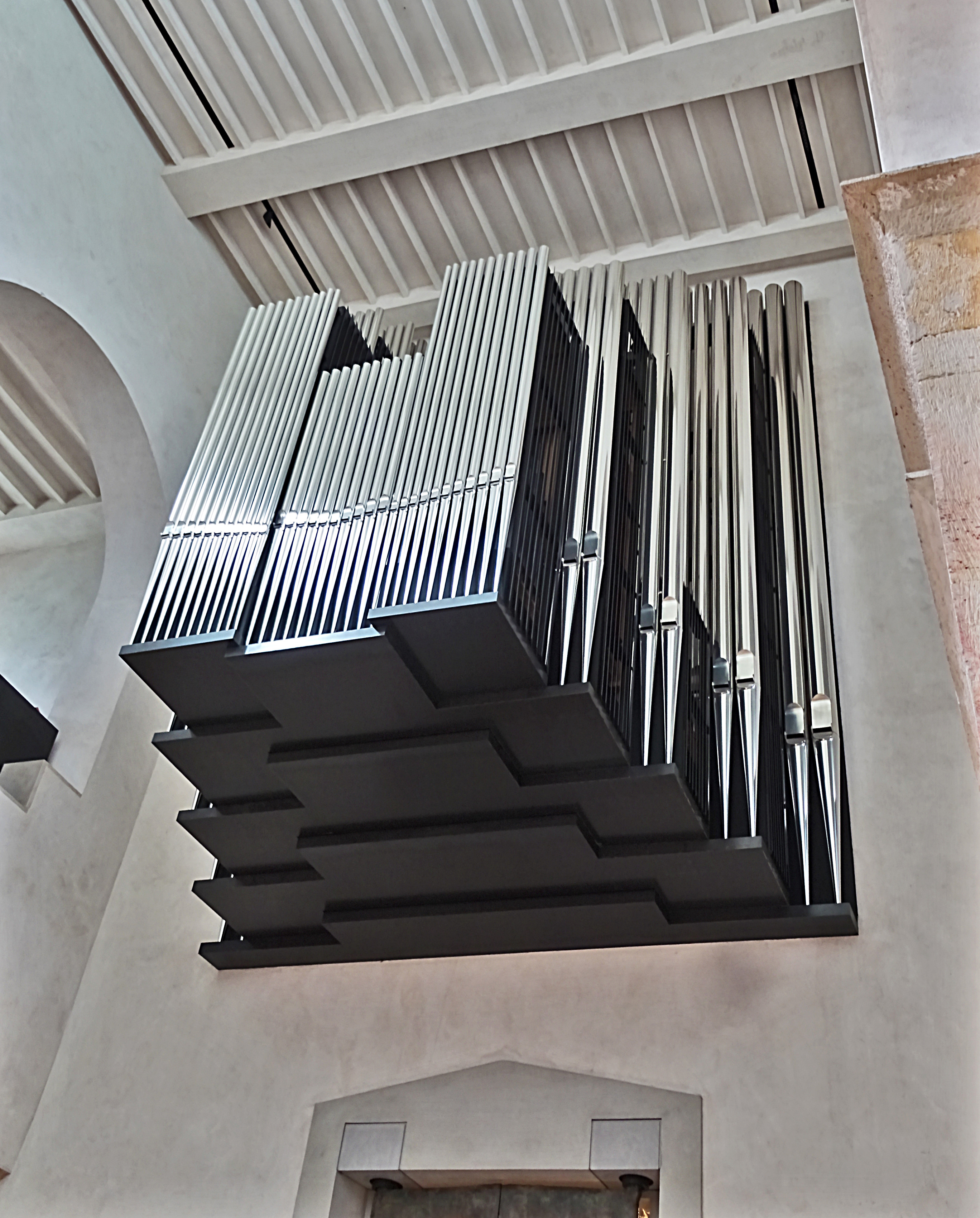
Hauptorgel von Seifert

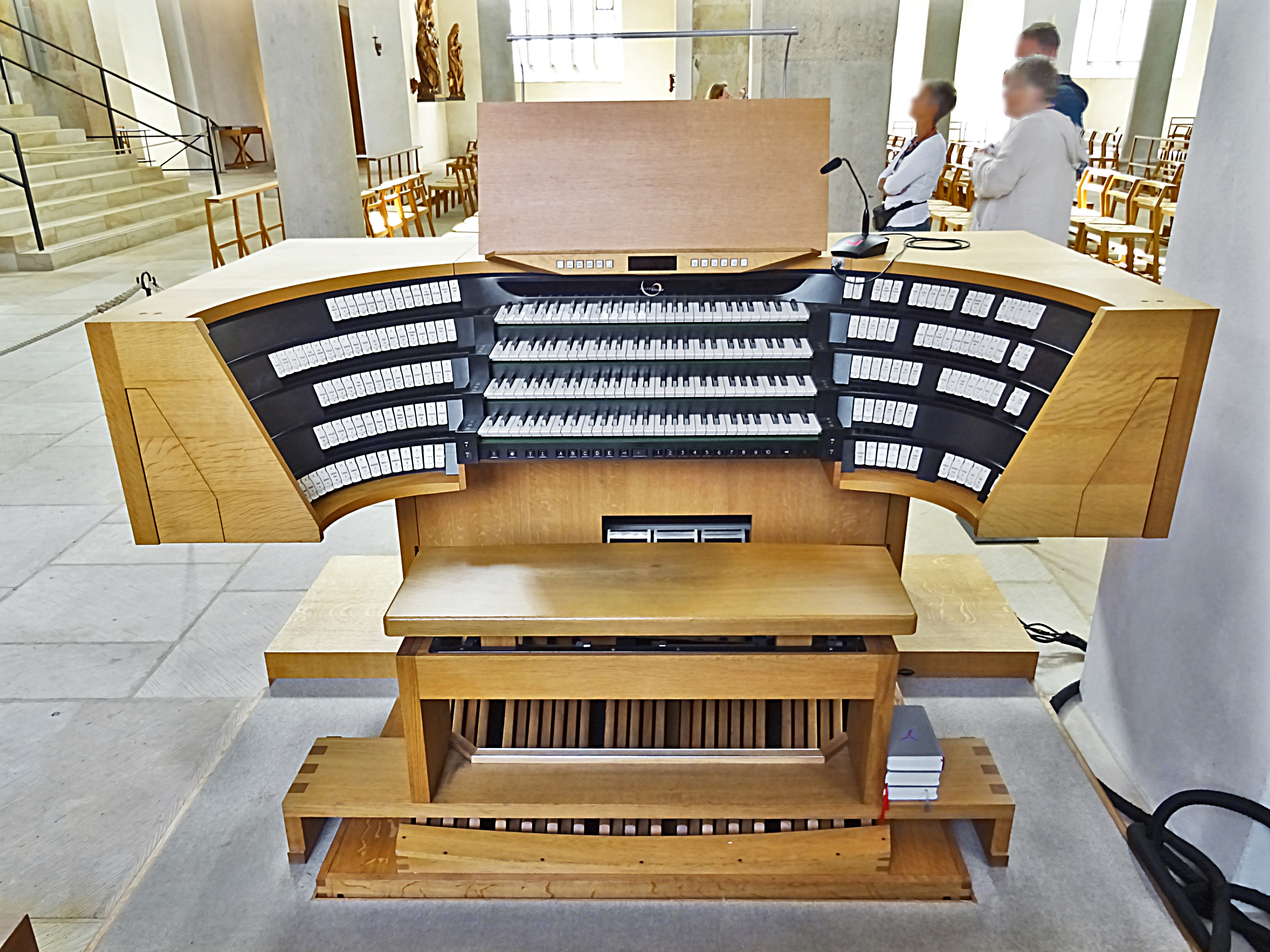
Spieltisch

Im Zuge der Renovierung des Domes erbaute Orgelbau Romanus Seifert & Sohn (Kevelaer) 2013/14 unter Wiederverwendung von Teilen des Vorgängerinstrumentes (darunter mehrere Windladen, 56 Register und das Chassis des Spieltisches) eine neue Hauptorgel mit 77 Registern auf vier Manualen und Pedal. Zusätzlich entstand eine neue Chororgel mit 16 Registern im linken Seitenschiff.
| I Rückpositiv C–g3 |                 |       |   |
| 1.                 | Quintade        | 16′   |   |
| 2.                 | Prinzipal (P)   | 08′   | S |
| 3.                 | Rohrflöte       | 08′   | K |
| 4.                 | Octave          | 04′   | K |
| 5.                 | Koppelflöte     | 04′   |   |
| 6.                 | Octave          | 02′   | K |
| 7.                 | Nasard          | 1 ⁄3′ |   |
| 8.                 | Octave          | 01′   |   |
| 9.                 | Sesquialtera II | 2 ⁄3′ |   |
| 10.                | Scharff III-IV  | 1 ⁄3′ |   |
| 11.                | Dulcian         | 16′   |   |
| 12.                | Cromorne        | 08′   | S |
|                    | Tremulant       |       |   |

| II Hauptwerk C–g3 |                  |       |   |
| 13.               | Principal (P)    | 16′   | S |
| 14.               | Gambe            | 08′   | S |
| 15.               | Octave           | 08′   |   |
| 16.               | Gemshorn         | 08′   |   |
| 17.               | Flûte harmonique | 08′   | K |
| 18.               | Bordun           | 08′   | S |
| 19.               | Octave           | 04′   |   |
| 20.               | Flöte            | 04′   | S |
| 21.               | Quinte           | 2 ⁄3′ | S |
| 22.               | Octave           | 02′   | S |
| 23.               | Cornett V        | 08′   | K |
| 24.               | Mixtur IV-V      | 02′   | S |
| 25.               | Trompete         | 16′   |   |
| 26.               | Trompete         | 08′   |   |
|                   | Tremulant        |       |   |

| III Schwellwerk C–g3 |                      |        |   |
| 27.                  | Gedackt              | 16′    | K |
| 28.                  | Geigenprincipal      | 08′    | K |
| 29.                  | Gedackt              | 08′    |   |
| 30.                  | Viola di Gamba       | 08′    | K |
| 31.                  | Vox coelestis        | 08′    | K |
| 32.                  | Flöte                | 08′    | S |
| 33.                  | Prinzipal            | 04′    | K |
| 34.                  | Querflöte            | 04′    | K |
| 35.                  | Fugara               | 04′    | S |
| 36.                  | Nasard               | 2 ⁄3′  | K |
| 37.                  | Octavin              | 02′    | K |
| 38.                  | Terz                 | 1 3⁄5′ | K |
| 39.                  | Sept                 | 1 ⁄7′  | K |
| 40.                  | Mixtur IV            | 02′    | K |
| 41.                  | Basson               | 16′    | K |
| 42.                  | Trompette harmonique | 08′    | K |
| 43.                  | Hautbois             | 08′    | K |
| 44.                  | Clarinette           | 08′    | S |
| 45.                  | Clairon harmonique   | 04′    | K |
|                      | Tremulant            |        |   |
|                      | Glockenspiel         |        |   |

| IV Positiv (schwellbar) C–g3 |             |        |   |
| 46.                          | Holzgedackt | 8′     |   |
| 47.                          | Salicional  | 8′     | S |
| 48.                          | Quintade    | 8′     | K |
| 49.                          | Principal   | 4′     |   |
| 50.                          | Blockflöte  | 4′     |   |
| 51.                          | Spitzquinte | 2 ⁄3′  |   |
| 52.                          | Waldflöte   | 2′     |   |
| 53.                          | Terz        | 1 3⁄5′ |   |
| 54.                          | Quinte      | 1 ⁄3′  |   |
| 55.                          | Schalmey    | 8′     |   |
| 56.                          | Vox Humana  | 8′     | K |

| Trompeteria (Auxiliar) C–g3 |                    |     |
| 57.                         | Spanische Trompete | 16′ |
| 58.                         | Spanische Trompete | 08′ |
| 59.                         | Spanische Trompete | 04′ |

| Solowerk (Auxiliar) C–g3 |               |    |   |
| 60.                      | Seraphonflöte | 8′ | S |
| 61.                      | Seraphongambe | 8′ | S |
| 62.                      | Tuba          | 8′ | S |

| Pedal C–f1 |                          |     |   |
| 63.        | Untersatz                | 32′ | S |
| 64.        | Praestant                | 16′ | S |
| 65.        | Prinzipal                | 16′ |   |
| 66.        | Violon                   | 16′ |   |
| 67.        | Subbass *                | 16′ |   |
|            | Gedecktbass (= Nr. 27) 0 | 16′ |   |

| (Fortsetzung Pedal) |             |     |
| 68.                 | Octave *    | 08′ |
| 69.                 | Gedeckt *   | 08′ |
| 70.                 | Octave *    | 04′ |
| 71.                 | Nachthorn * | 02′ |
| 72.                 | Mixtur VI * | 04′ |

| (Fortsetzung Pedal) |               |     |   |
| 73.                 | Bombarde      | 32′ |   |
| 74.                 | Posaune       | 16′ | S |
| 75.                 | Fagott        | 16′ | K |
| 76.                 | Trompete *    | 08′ |   |
| 77.                 | Trompete *    | 04′ |   |
|                     | Tremulant (*) |     |   |

- Koppeln:
  - Normalkoppeln: III/I, IV/I, I/II, III/II, IV/II, IV/III, I/P, II/P, III/P, IV/P.
  - Suboktavkoppeln: III/I, IV/I, III/II, IV/II, III/III, IV/III.
  - Superoktavkoppeln: III/I, IV/I, II/II, IV/II, III/III, IV/III, III/P.
- Anmerkung

S = Seifert (2014).
K = Klais (1989).
(P) = im Prospekt.
(*) = Register des Kleinpedals mit Tremulant.

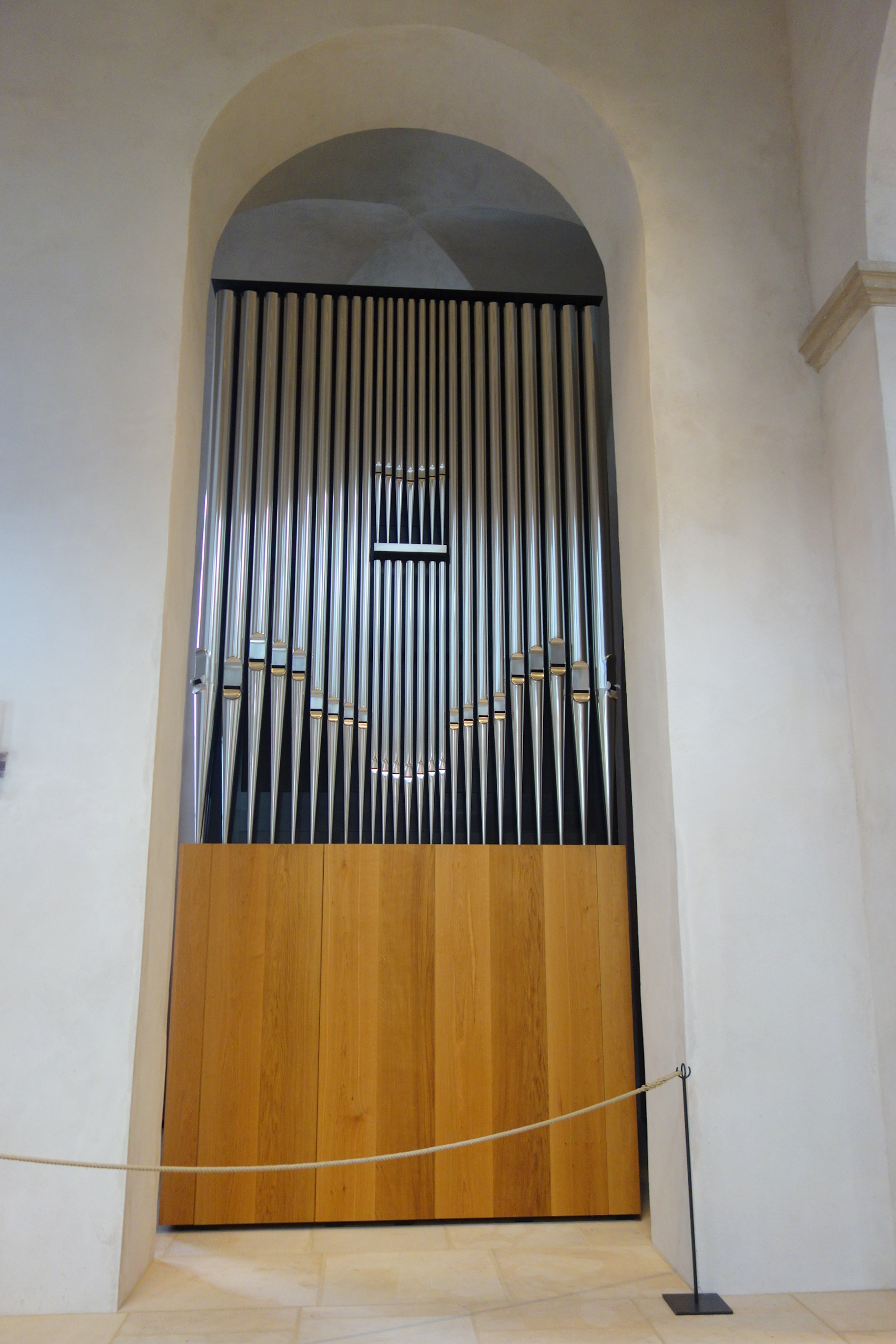
Chororgel von Seifert (2014)

Zur Begleitung des Chores, der nun im vorderen Bereich des Domes an der liturgischen Gestaltung mitwirkt, wurde im linken Seitenschiff eine Chororgel mit 16 Registern erbaut. Sie verfügt über keinen eigenen Spieltisch, kann aber sowohl vom Spieltisch der Hauptorgel als auch vom beweglichen Spieltisch im Kirchenschiff aus gespielt werden. Der Spieltisch der Hauptorgel hat mechanische Spiel- und elektrische Registertrakturen; die Koppeln IV-II und I-II sind wahlweise mechanisch oder elektrisch. Der fahrbare elektrische Generalspieltisch im Kirchenschiff hat zusätzlich „Äquallage ab“-Schalter für jedes Teilwerk sowie eine elektrisch höhenverstellbare Pedalklaviatur. Beide Spieltische verfügen unter anderem über ein BUS-System mit frei editierbaren und dynamischen Koppeln sowie Midi- und Aufnahmefunktion.
| Hauptwerk C–g3 |                             |       |
| 1.             | Principal (P)               | 8′    |
| 2.             | Flöte                       | 8′    |
| 3.             | Octav                       | 4′    |
| 4.             | Gemshorn                    | 4′    |
|                | Octave (Vorabzug aus Nr. 5) | 2′    |
| 5.             | Mixtur II                   | 1 ⁄3′ |
|                | Tremulant                   |       |

| Schwellwerk C–g3 |                       |    |
| 6.               | Bourdon               | 8′ |
| 7.               | Salicional            | 8′ |
| 8.               | Vox Coelestis         | 8′ |
| 9.               | Viola                 | 4′ |
| 10.              | Traversflöte          | 4′ |
| 11.              | Flageolett            | 2′ |
| 12.              | Harmonia aetheria III | 2′ |
| 13.              | Horn                  | 8′ |
| 14.              | Oboe                  | 8′ |
|                  | Tremulant             |    |

| Pedal C–f1 |                      |         |
| 15.        | Subbass              | 16′     |
|            | Quintbass (= Nr. 15) | 10 2⁄3′ |
|            | Principal (= Nr. 1)  | 08′     |
|            | Octav (= Nr. 3)      | 04′     |
| 16.        | Fagott               | 16′     |

- Alle Normalkoppeln
- Anmerkung

(P) = im Prospekt.

## Glocken

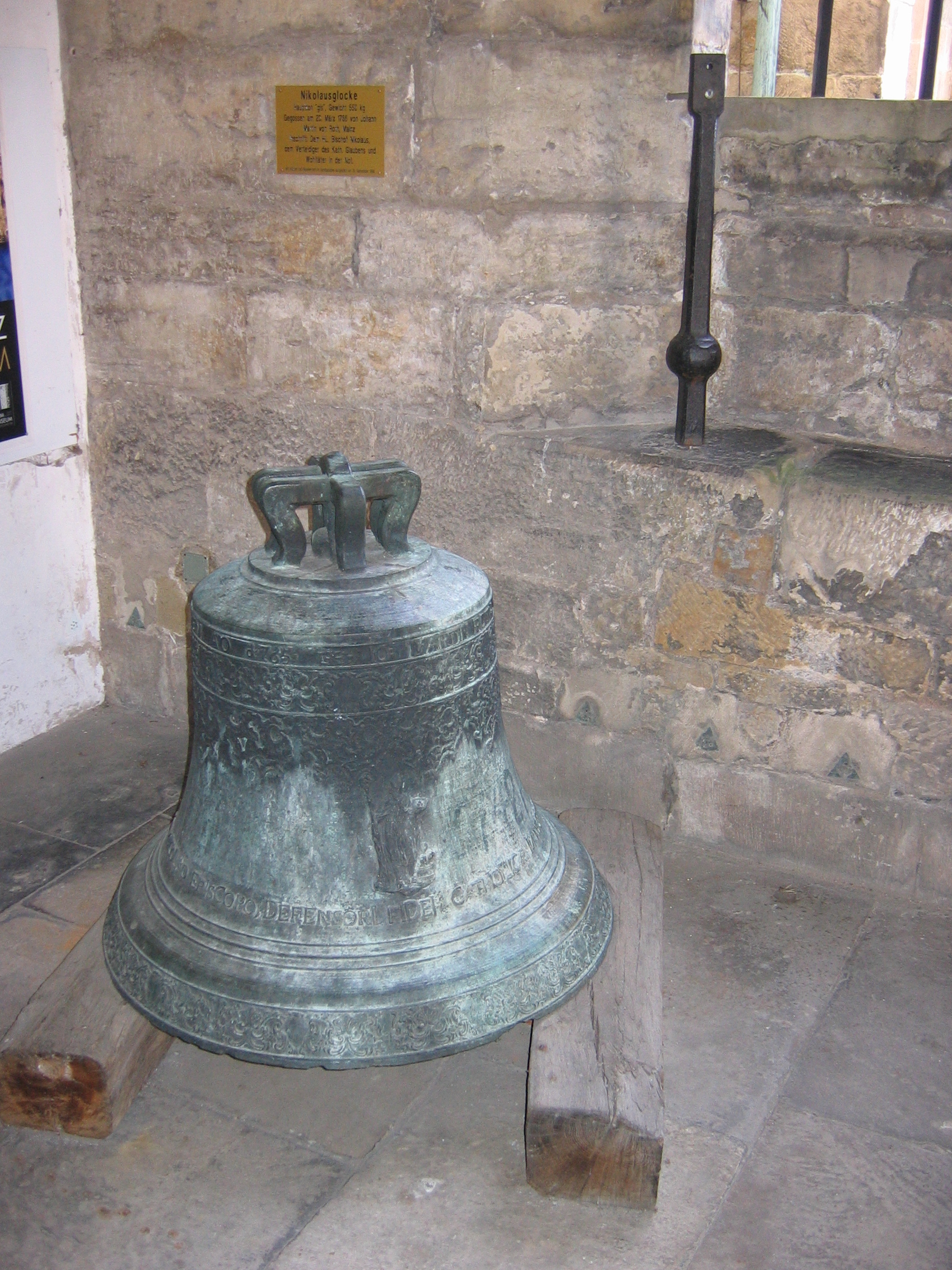
Die Nikolausglocke im Nordparadies (2010)

### Das Geläute vor dem Zweiten Weltkrieg
Bis zum Zweiten Weltkrieg verfügte der Dom über 16 Läute- und Uhrschlagglocken. Die Basis des Vorkriegsgeläuts bildeten fünf große Glocken mit den Schlagtönen fis0, a0, cis1, fis1, gis1.
Von dem Vorkriegsgeläut haben zwar neun Klangkörper den Krieg überstanden; die große Godehardsglocke im Westturm wurde bei einem Luftangriff so stark beschädigt, dass sie nicht mehr läutbar war. Die Bernwardsglocke befand sich auf dem Glockenfriedhof in Hamburg, war allerdings beim Transport dorthin irreparabel beschädigt worden.
Für eine Wiederverwendung standen insgesamt zwei Klangkörper zur Verfügung: zum einen die historische Apostolica-Glocke aus dem Jahre 1765 von dem Gießer Johann Martin Roth (Mainz), die in das neu zu schaffende Domgeläut integriert werden sollte, sowie eine weitere historische Glocke, die Nikolaus-Glocke aus dem Jahre 1766, von dem Glockengießer Johann Martin Roth (Mainz), die zunächst in den Vierungsturm gehängt wurde und zuletzt bis 2010 im Nordparadies ausgestellt war.
| Nr. | Name              | Gussjahr | Gießer                    | ∅ (mm) | Masse (kg) | Nominal (16tel) | Inschrift | Anmerkung                                                                          |
| --- | ----------------- | -------- | ------------------------- | ------ | ---------- | --------------- | --- | ---------------------------------------------------------------------------------- |
| I   | Cantabona (Maria) | 1875     | Carl Louis Hermann Große  | ?      | 8415       | fis0            | JOHANN MARTIN ROTH CHVRMAYNTZISCHER ARTILLERIE OBERLIEVTENANT HAT VNS GEGOSSEN IN HILDESHEIM, ANNO 1765. – MARIAE DE IPARAE PATRONAE H VIVSECCLES IAE ET PATRIAE | Umgegossen von der 1765 gegossenen Marienglocke durch Johann Martin Roth aus Mainz |
| II  | Apostolica        | 1765     | Johann Martin Roth, Mainz | 1946   | 4895       | a0              | JOHANN MARTIN ROTH VON MAINTZ HAT MICH GEGOSSEN IN HILDESHEIM ANNO 1765. – APOSTOLIs PETRO ET PAVLO COM PATRONIS HILDESIENSIB VS.                                | Wiederverwendet im neue Geläute von 1960, umgestimmt auf as0 (siehe unten)         |
| III | Godehard          | 1765     | Johann Martin Roth, Mainz | ?      | ?          | cis1            | SANCTO GODEHARDO PRÄESVLI HILDESIENSI ET PATRONO TVTELARI |                                                                                    |
| IV  | Bernward          | 1765     | Johann Martin Roth, Mainz | ?      | ?          | fis1            | DIVO BERVARDO EPISCOPO HILDESIENSI AC PATRONO |                                                                                    |
| V   | Nikolaus          | 1766     | Johann Martin Roth, Mainz | 0950   | 0550       | gis1            | SANCTO NICOLAO EPISCOPO, DEFENSORI FIDEI CATHOLICAE IN NECESSITATE OPITVLATORI                                                                                   |                                                                                    |

### Neuformung 1960
Nach dem Zweiten Weltkrieg war geplant, ein 12-stimmiges Domgeläut zu schaffen, mit sechs großen Glocken im Westturm und sechs kleine(re)n Glocken im Vierungsturm (geplante Schlagtöne: g1, b1, c2, es2, f2 und g2).
Realisiert wurde jedoch zunächst nur ein sechsstimmiges Geläut. Im Jahr 1960 goss der Glockengießer Friedrich Wilhelm Schilling (Heidelberg) fünf neue Glocken, die – zusammen mit der historischen Apostolica-Glocke aus dem Jahre 1765 als zweittiefster Glocke – im Westturm untergebracht wurden. Auf der unteren Glockenstube des Turms hingen die drei tontiefsten (Glocken 1–3), in der darüber liegenden Glockenstube die kleineren drei (Glocken 4–6). Das neue Geläut wurde – in Abstimmung mit den Glocken der umgebenen Kirchen – einen Halbton tiefer angelegt als das ursprüngliche Geläut. Daher musste die Apostolica-Glocke in Anpassung an die neuen Glocken einen Halbton tiefer gestimmt werden.
Da im Zweiten Weltkrieg sämtliche Uhrschlagglocken zerstört worden waren, wurden nun die Viertelstundenschläge von Glocke Nr. 5 geschlagen, der Stundenschlag von Glocke Nr. 4 und der Angelusschlag von Glocke Nr. 1. Glocke Nr. 6 diente als Angelusglocke.

### Erweiterung 2013/2014

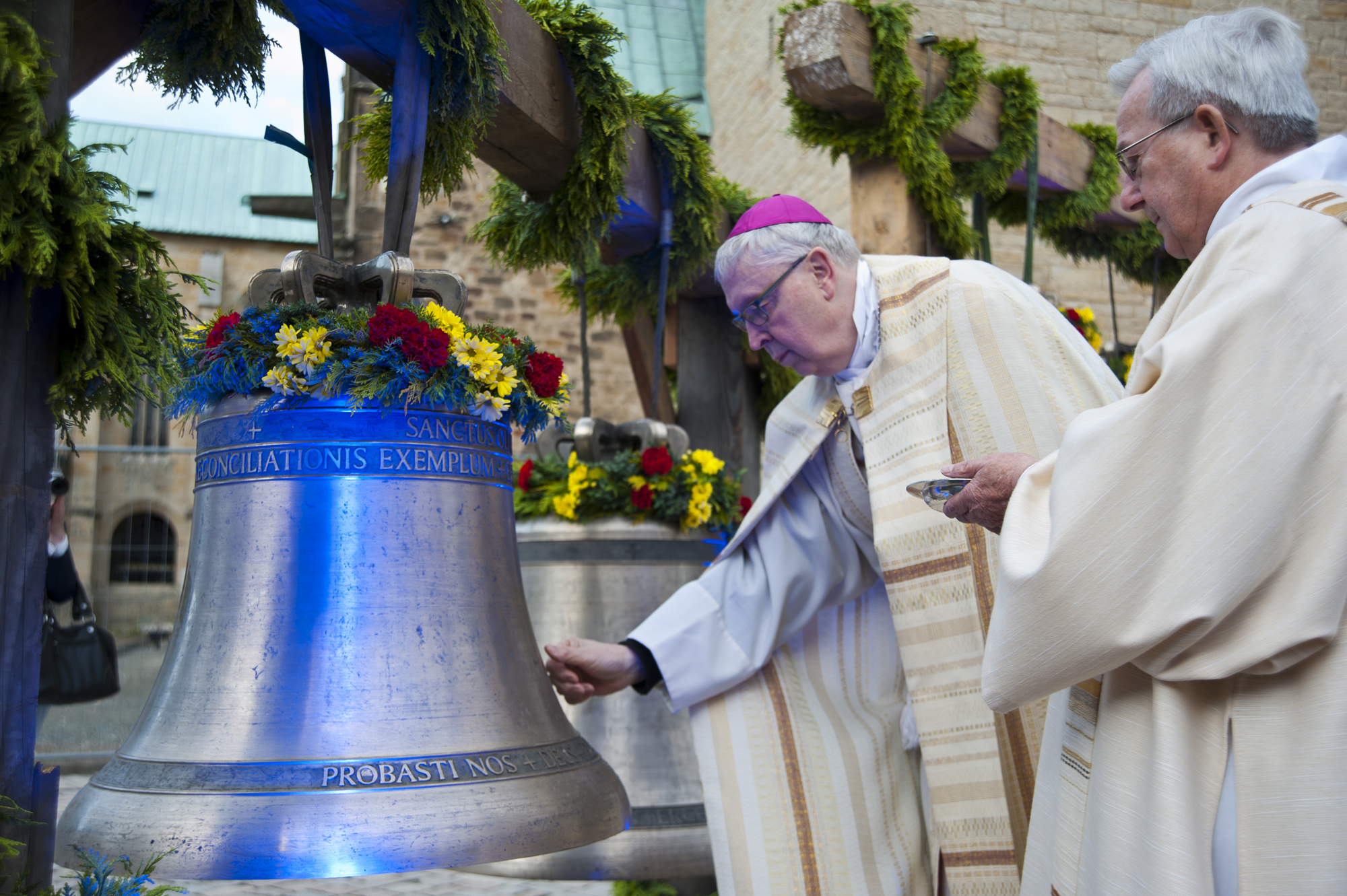
Weihe der neuen Domglocken durch Bischof Trelle am 14. Mai 2014

Im Zuge der Restaurierung des Domes in den Jahren 2010–2014 wurde das Geläut um sechs Glocken auf ein 12-stimmiges Geläut erweitert, wie es zu Beginn der 1960er-Jahre geplant war. Allerdings wurde von der damals geplanten Tonfolge geringfügig abgewichen. Die neuen Domglocken sind nach Glaubenszeugen benannt, die im Bistum Hildesheim besondere Verehrung genießen. So erinnert die Glocke 8 an Bischof Altfrid, einen der bedeutendsten Bischöfe des Bistums Hildesheim, der den Dom auf dem heute noch bestehenden Grundriss erbaute. Mit Glocke 9 wird an Hedwig von Schlesien erinnert, Patronin der Heimatvertriebenen, von denen viele nach dem Zweiten Weltkrieg ins Bistum Hildesheim kamen und es entscheidend prägten. Martin von Tours (Glocke 7) repräsentiert das Eichsfeld. Niels Stensen als Weihbischof in Hannover und Edith Stein als Studentin in Göttingen (Glocken 11 und 12) haben im heutigen Bistumsgebiet gelebt und gewirkt. Der irische Märtyrerbischof Oliver Plunkett (Glocke 10) wird besonders in Lamspringe verehrt, wo seine Gebeine ruhen.
Im Jahr 2013 wurde der alte Glockenstuhl in der oberen Glockenstube abgebaut und durch einen neuen Glockenstuhl aus Eichenholz ersetzt. Er nimmt die sechs neuen Glocken auf und beherbergt zudem einen Teil des vorhandenen Geläuts. In der unteren Glockenstube wurden die tontiefsten Glocken aufgehängt.
Am 16. November 2013 wurden die neuen Glocken von der Glockengießerei Bachert (Karlsruhe) gegossen. Die feierliche Glockenweihe vollzog Bischof Norbert Trelle vor dem Dom am 14. Mai 2014. Erstmals erklang das volle Geläut bei der Wiedereröffnung des Domes am 15. August 2014.
Seit 2015 findet am 14. August, dem Vorabend zum Hochfest der Aufnahme Marias in den Himmel, ein einstündiges Glockenkonzert mit allen 12 Glocken statt.
Das Hildesheimer Domgeläut ist mit einer Anzahl von zwölf Glocken und einem Gesamtgewicht von 24,724 Tonnen das glockenreichste Geläut Hildesheims sowie das größte (neben dem Geläut des Braunschweiger Doms) und schwerste Kirchengeläut Niedersachsens.
| Nr. | Name              | Gussjahr | Gießer, Gussort                         | Ø (mm) | Masse (kg) | Schlagton | Inschrift | Glockenstuhl      |
| 01  | Cantabona (Maria) | 1960     | Friedrich Wilhelm Schilling, Heidelberg | 2315   | 8686       | f0 +5     | CANTATE DOMINO CANTICUM NOVUM QUIA MIRABILIA FECIT SANCTA MARIA CANTA BONA NOBIS! – Auxilio Matris D.N.J.Ch. confidens me fudit F.W. Schilling Heidelbergensis Anno Domini MCMLIX („Singet dem Herrn ein neues Lied, denn er hat Wunderbares getan. Heilige Maria, singe uns gute Botschaft! Im Vertrauen auf die Hilfe der Mutter unseres Herrn Jesus Christus hat mich F.W. Schilling aus Heidelberg im Jahre des Herrn 1959 gegossen.“) | Westriegel, unten |
| 02  | Apostolica        | 1765     | Johann Martin Roth, Mainz               | 1946   | 4895       | as0 +5    | Johann Martin Roth von Maintz hat mich gegossen in Hildesheim Anno 1765, APOSTOLIS PETRO ET PAULO COMPATRONIS HILDESIENSIBUS („Den Mitpatronen Hildesheims, den Aposteln Petrus und Paulus“) | Westriegel, unten |
| 03  | Bernward          | 1960     | Friedrich Wilhelm Schilling, Heidelberg | 1699   | 3366       | b0 +4     | SIT PIA PAX ET VOS AMEN CANITE SANCTE BERNWARDE ORA PRO NOBIS („Heiliger Friede möge sein, und ihr singt das Amen dazu. Hl. Bernward, bitte für uns!“) | Westriegel, unten |
| 04  | Godehard          | 1960     | Friedrich Wilhelm Schilling, Heidelberg | 1502   | 2278       | c1 +4     | STERNE RESISTENTES/STANTES REGE/TOLLE JACENTES. SANCTE GODEHARDE ORA PRO NOBIS („Stürze die Trotzenden/Regiere die Stehenden/Erhebe die Liegenden. Heiliger Godehard, bitte für uns!“) | Westriegel, oben  |
| 05  | Epiphanius        | 1960     | Friedrich Wilhelm Schilling, Heidelberg | 1258   | 1343       | es1 +6    | EPIPHANIUS PACIFICATOR PATRONUS EPIPHANIAM DOMINI NUNTIAT. SANCTE EPIPHANI PRECARE PRO NOBIS („Epiphanius, der Friedensstifter, kündet als Schutzherr die Erscheinung des Herrn. Heiliger Epiphanius, bitte für uns!“) | Westriegel, oben  |
| 06  | Cäcilia           | 1960     | Friedrich Wilhelm Schilling, Heidelberg | 1156   | 1068       | f1 +4     | CANTANTIBUS ORGANIS CAECILIA DOMINO DECANTABAT! SANCTA CAECILIA ADJUVA NOS („Unter dem Klang der Orgel sang Cäcilia das Lob des Herrn. Heilige Cäcilia, erflehe uns Hilfe!“) | Westriegel, oben  |
| 07  | Martin von Tours  | 2013     | Bachert, Karlsruhe                      | 1076   | 0917       | g1 +3     | HIC EST FRATRUM AMATOR + QUI MULTUM ORAT PRO POPULO („Das ist der Freund seiner Brüder, der viel für das Volk betet“) SANCTE MARTINE + ORA PRO NOBIS („Heiliger Martin, bitte für uns“) | Westriegel, oben  |
| 08  | Altfrid           | 2013     | Bachert, Karlsruhe                      | 1009   | 0767       | as1 +6    | INTERCESSIONE SANCTI EPISCOPI ALTFRIDI SUFFULTA + DIOECESIS NOSTRA FIRMA IN FIDE MANEAT („Unterstützt durch die Fürsprache des heiligen Bischofs Altfrid, bleibe unser Bistum fest im Glaube“) | Westriegel, oben  |
| 09  | Hedwig            | 2013     | Bachert, Karlsruhe                      | 0896   | 0521       | b1 +6     | BEATAE HEDVIGIS INTERCESSIO TRIBUAT POPULIS POLONIAE ET GERMANIAE CAELESTE SUBSIDIUM („Die Fürsprache der seligen Hedwig erwirke den Völkern Polens und Deutschlands himmlischen Beistand“) | Westriegel, oben  |
| 10  | Oliver Plunkett   | 2013     | Bachert, Karlsruhe                      | 0792   | 0357       | c2 +5     | PROBASTI NOS + DEUS + ET EDUXISTI NOS IN REFRIGERIUM („Du hast uns versucht, Gott, aber Du hast uns hinausgeführt und erquickt“) SANCTUS OLIVERUS PLUNKETT + RECONCILIATIONIS EXEMPLUM + EPISCOPUS ET MARTYR + ADIUVET NOS („Der heilige Oliver Plunkett, Vorbild der Versöhnung, Bischof und Märtyrer, helfe uns“) | Westriegel, oben  |
| 11  | Niels Stensen     | 2013     | Bachert, Karlsruhe                      | 0733   | 0294       | es2 +7    | PULCHRA QUAE VIDENTUR + PULCHRIORA QUAE SCIUNTUR + LONGE PULCHERRIMA QUAE IGNORANTUR („Schön ist, was wir sehen, schöner, was wir wissen, am allerschönsten, was wir nicht begreifen“) BEATE NICOLAE STENSEN + ORA PRO NOBIS („Seliger Niels Stensen, bitte für uns“) | Westriegel, oben  |
| 12  | Edith Stein       | 2013     | Bachert, Karlsruhe                      | 0671   | 0232       | f2 +6     | CRUX EXALTATUR + UT CAELUM OSTENDAT („Das Kreuz ragt empor und weist nach oben“) SANCTA TERESIA BENEDICTA A CRUCE + ORA PRO NOBIS („Heilige Teresia Benedicta vom Kreuz, bitte für uns“) | Westriegel, oben  |
| –   | Nikolaus          | 1766     | Johann Martin Roth, Mainz               | 0950   | 0550       | as1 +2    | SANCTO NICOLAO EPISCOPO, DEFENSORI FIDEI CATHOLICAE IN NECESSITATE OPITULATORI. („Dem Heiligen Bischof Nikolaus, dem Verteidiger des katholischen Glaubens und Wohltäter in der Not“) | –                 |

## Sagen und Erzählungen

### Der Tausendjährige Rosenstock

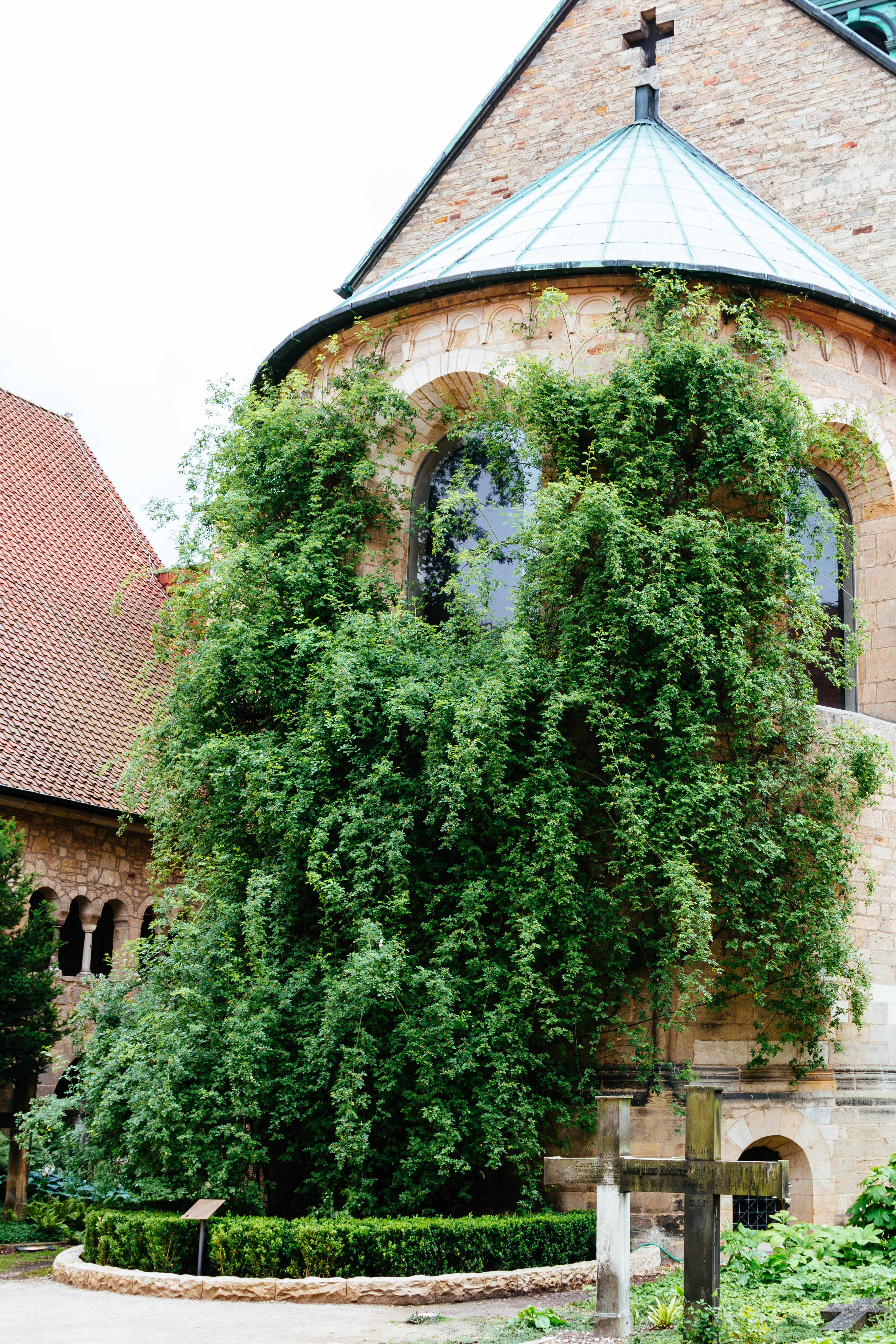
Der Tausendjährige Rosenstock

Weithin bekannt ist das Kirchengebäude für den „Tausendjährigen Rosenstock“, der außerhalb des Dombaus, an der Außenwand der Apsis, im Innenhof des Kreuzgangs wächst. Das exakte Alter der Rose (Rosa canina L.) lässt sich nicht genau bestimmen. Kontinuierlich bezeugt ist der heutige Rosenstock seit mindestens vierhundert Jahren. Jedenfalls gilt sie als die älteste lebende Rose weltweit.
Die Rosenstock-Legende nennt das Datum 815. Damals, so wird erzählt, habe Kaiser Ludwig der Fromme auf der Jagd mitten im Wald eine Messe lesen lassen, wobei das mitgeführte Marien-Reliquiar am Zweig einer Wildrose aufgehängt wurde. Nach der Messe sei es von dem Zweig nicht mehr zu lösen gewesen. Darin habe der Kaiser das Zeichen gesehen, hier – und nicht, wie geplant, in Elze – das neue Bistum zu gründen und es der Gottesmutter Maria zu weihen, deren Symbol die Rose ist.
Während des Zweiten Weltkrieges beschädigten Spreng- und Brandbomben den Dom und die Apsis mit dem Rosenstock am 22. März 1945. Von der Rose blieb unter den Trümmern nur ein verkohlter Stumpf stehen, und man dachte, nun sei das Ende der berühmten Rose gekommen. Doch die Wurzeln der Rose waren weitestgehend unbeschädigt. Schon im Frühjahr 1945 entwickelten sich 20 neue Triebe. Die ersten Blüten zeigten sich 1947, wenn auch erst in geringer Zahl. 1948 belief sich die Anzahl der Blüten schon auf 122. Seither werden die sich neu zweigenden Äste der „Tausendjährigen Rose“ – wie bereits vor der Zerstörung – mit kleinen Blechschildern mit dem Jahr gekennzeichnet, in dem sie neu gewachsen sind. Als die Hildesheimer Bevölkerung sah, dass der Rosenstrauch neue Triebe entwickelte, nahm sie das als Zeichen des guten Neuanfangs, und die Bedeutung der Rose als ein Wahrzeichen der Stadt verstärkte sich.

### Teufelshorn
Am südwestlichen Eingang befindet sich das „Teufelshorn“ des Domes, eine hornförmige bräunliche Verfärbung in einem Sandsteinblock, um die sich mehrere Sagen ranken.

## Lage und Umgebung
Der Dom liegt am mittleren westlichen Rand des historischen Stadtkerns von Hildesheim auf dem Domhügel. Über die Nordseite wird das Langhaus durch das nordwestliche Portal und das Nordparadies betreten und in der Südseite über das südwestliche und südöstliche Portal. Südöstlich der Kirche schließt sich das Gymnasium Mariano-Josephinum an. Westlich des Domes befindet sich das Generalvikariat des Bistums. Nach Nordosten erreicht man über Seiteneingänge das Stadtzentrum und im Nordwesten über das Paulustor das Michaelisviertel. Im Südosten des Domes erreicht man über die Stinekenpforte das Fachwerkviertel am südlichen Altstadtrand.
Unweit westlich des Domes befindet sich das Roemer- und Pelizaeus-Museum und im Nordwesten die Kirchen St. Michaelis und St. Magdalenen. Im Nordosten befindet sich das Niedersächsisches Landesamt für Soziales, Jugend und Familie und die Kirche St. Andreas und im Osten das Arbeitsgericht und die Kirche Heilig Kreuz. Südlich des Domes befindet sich das St. Bernward Krankenhaus und die Kirche St. Godehard.

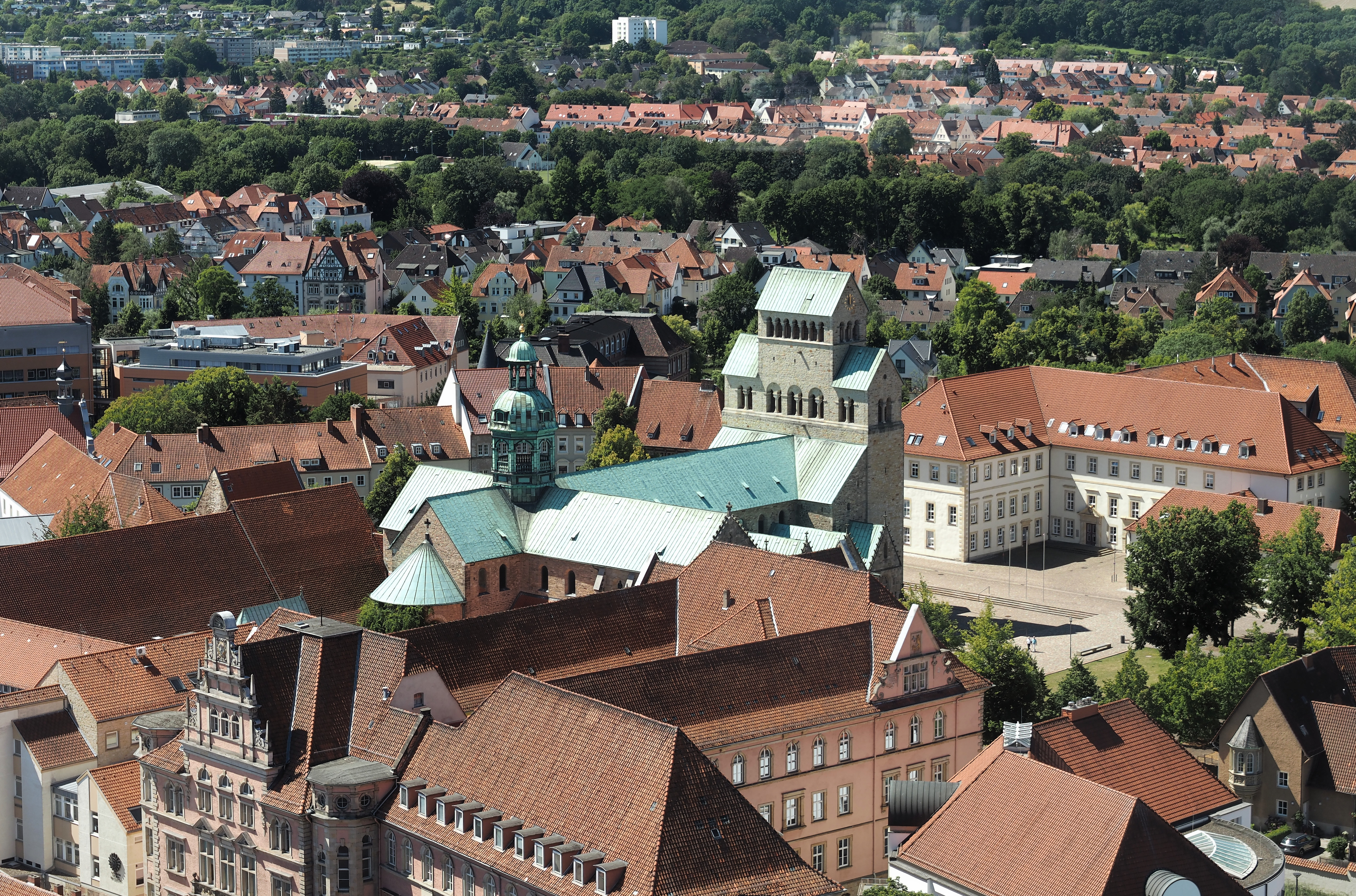
Der Dom und seine unmittelbare Umgebung (mit Notizen)
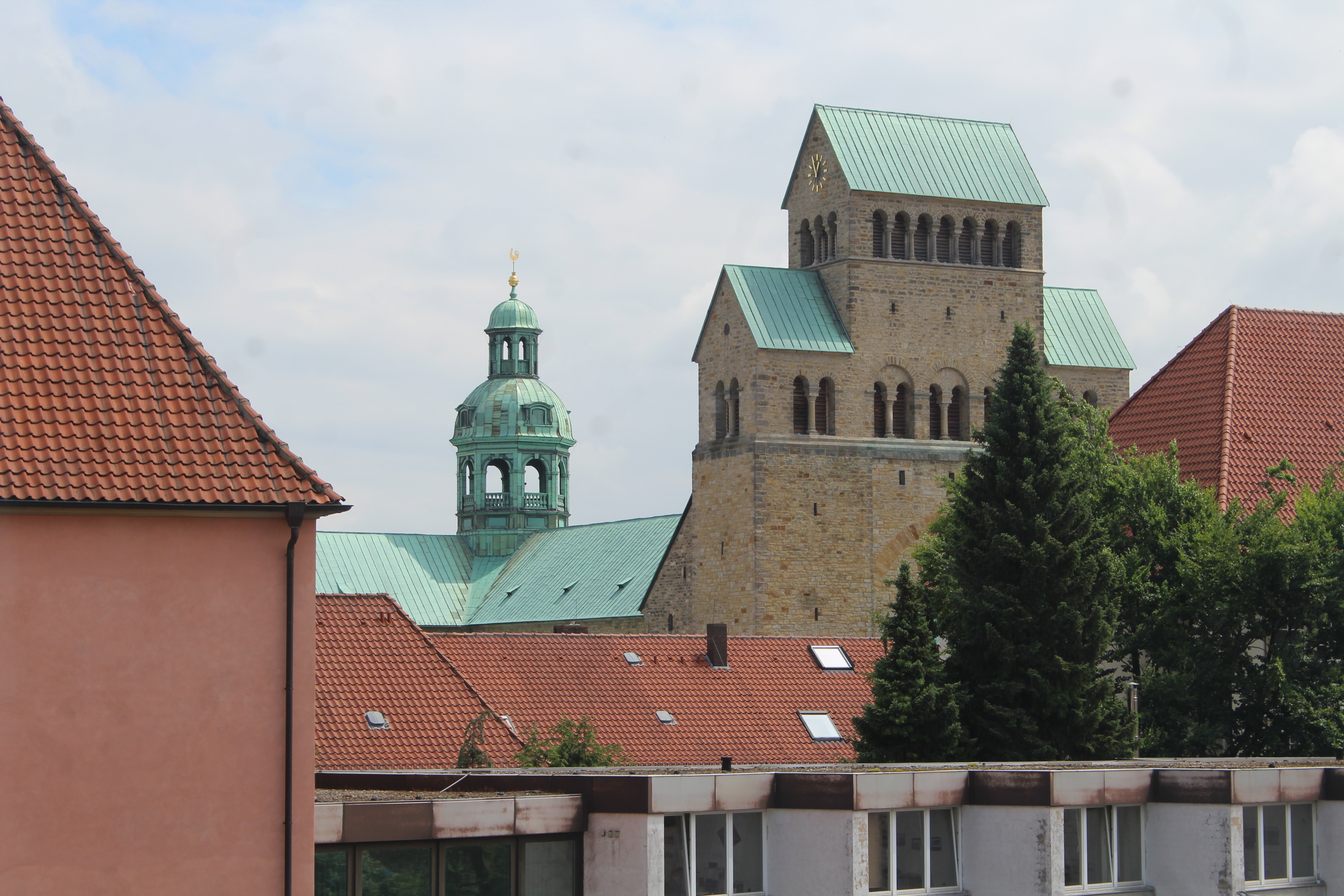
Blick vom Roemer- und Pelizaeus-Museum
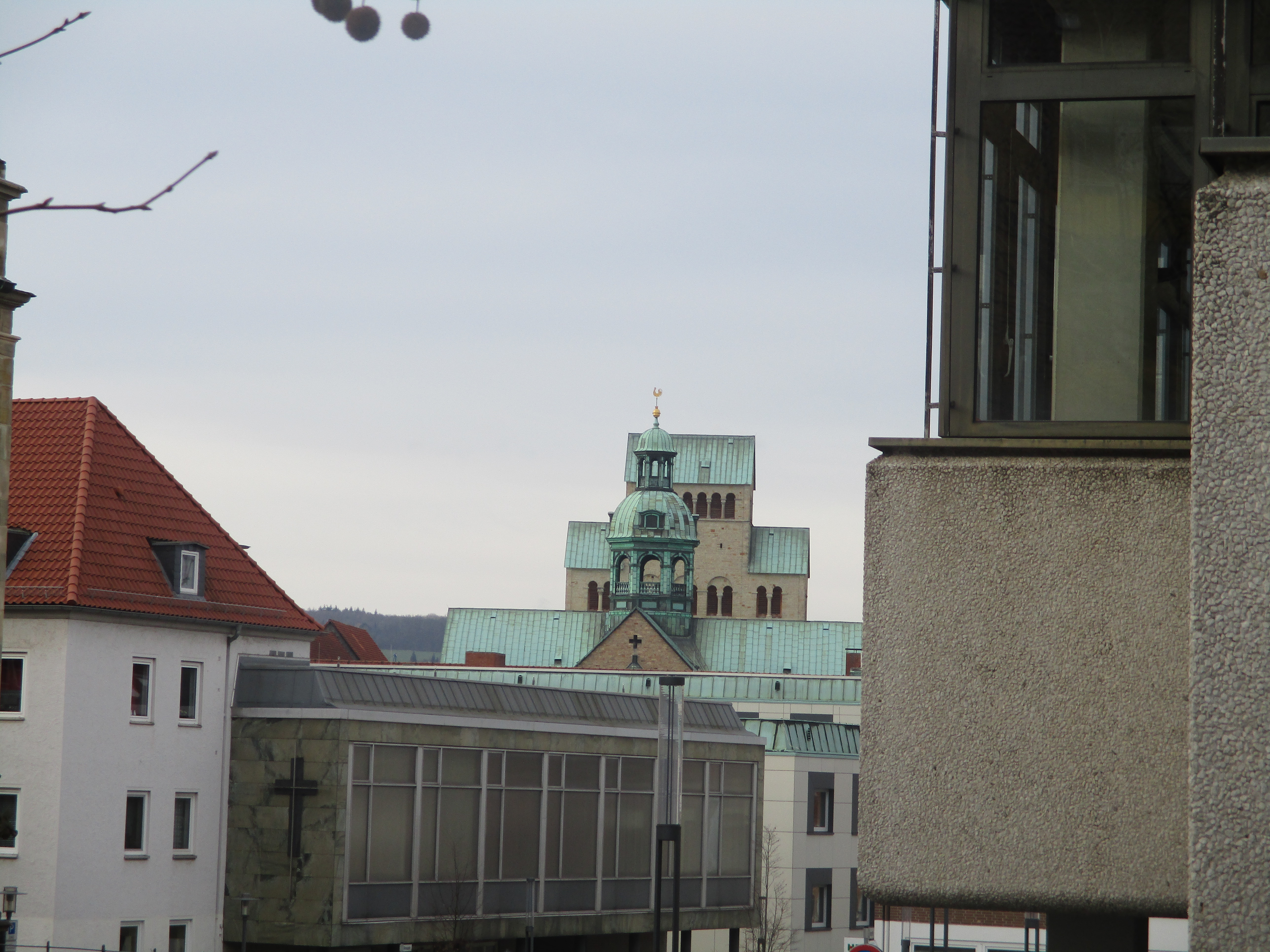
Blick auf den Dom von der Kreuzstraße
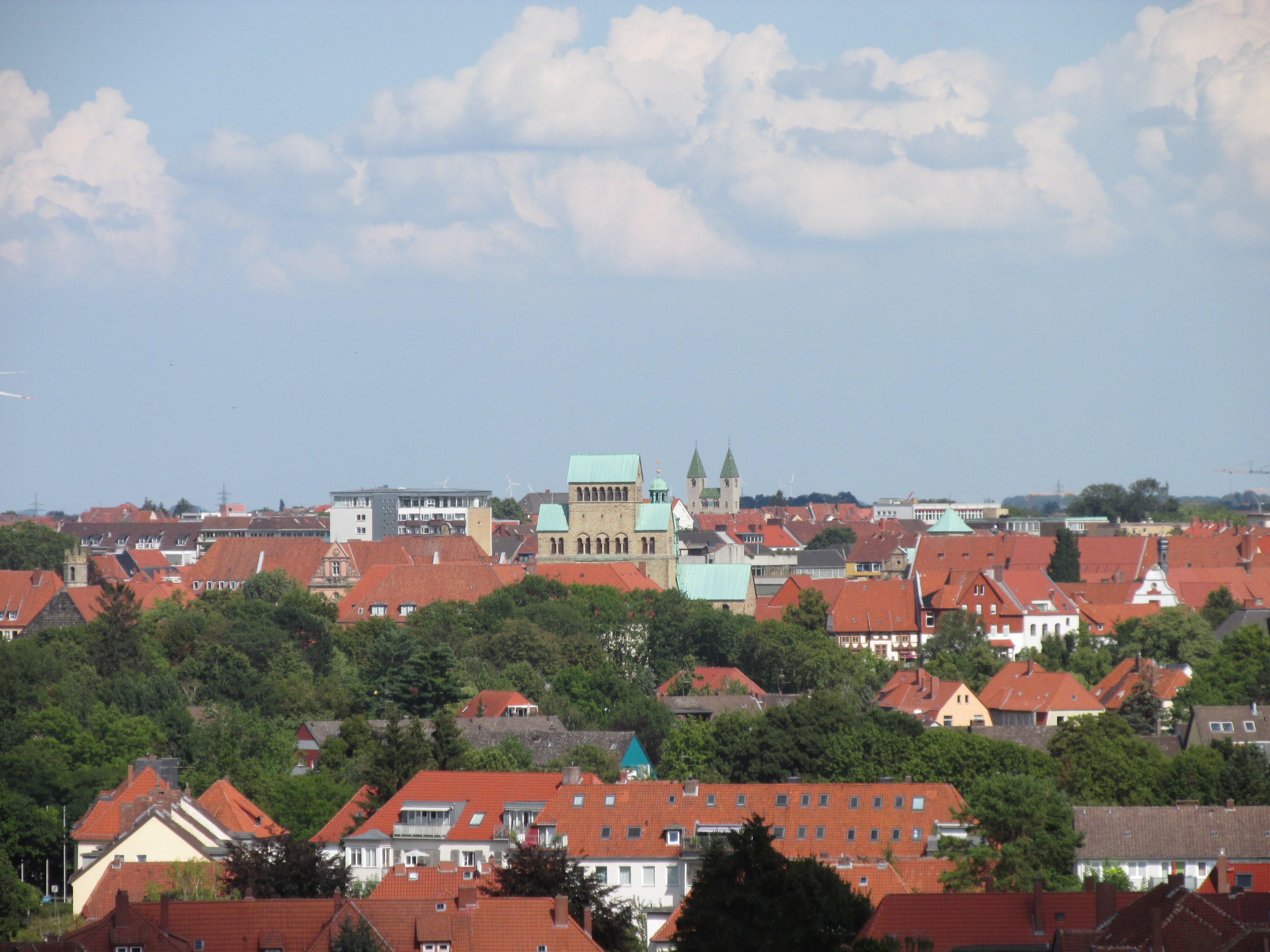
Blick zum Dom, Heilig Kreuz und St. Elisabeth am Berghölzchen
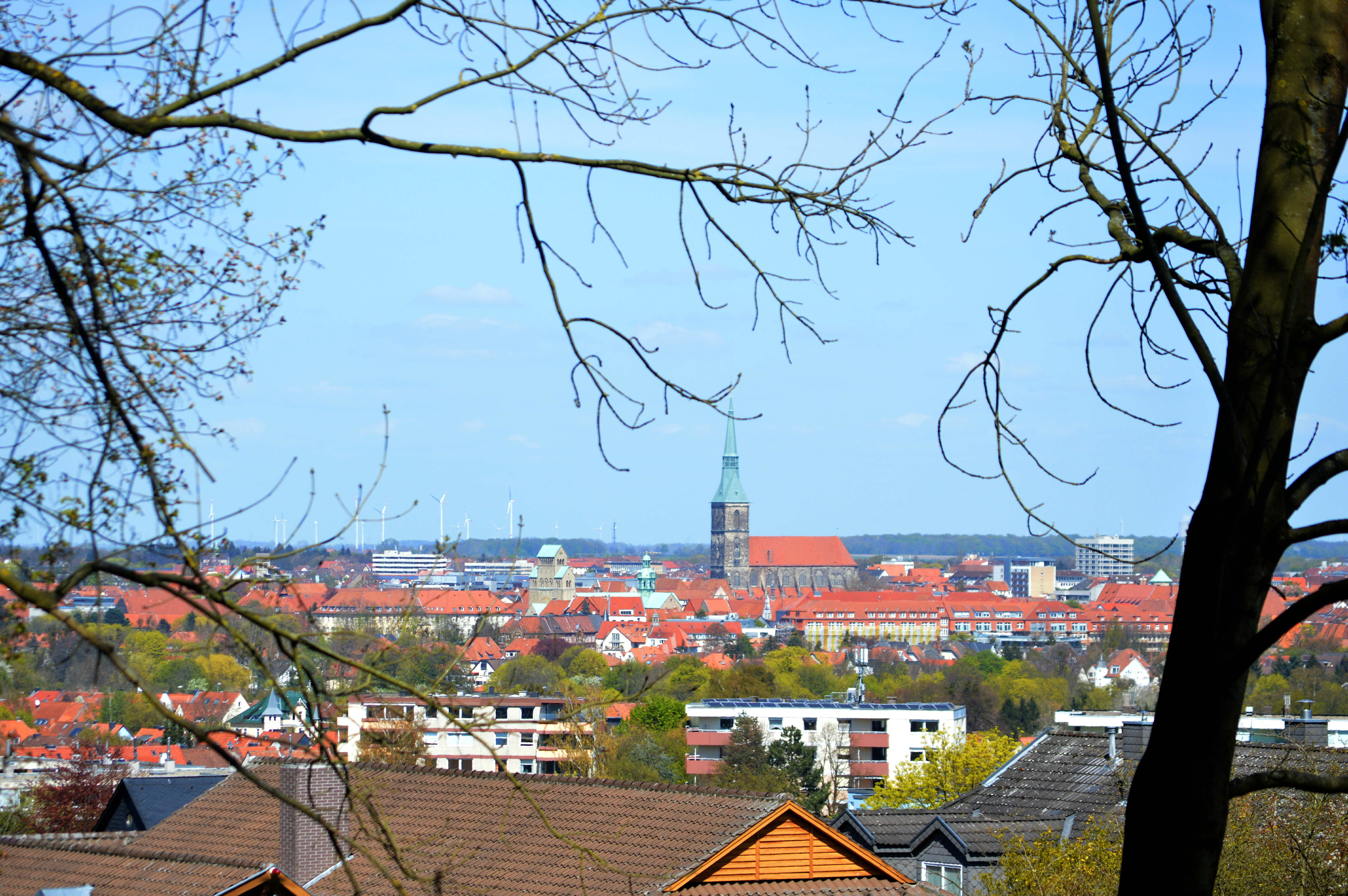
Blick zum Dom und St. Andreas am Steinberg

## Weltkulturerbe

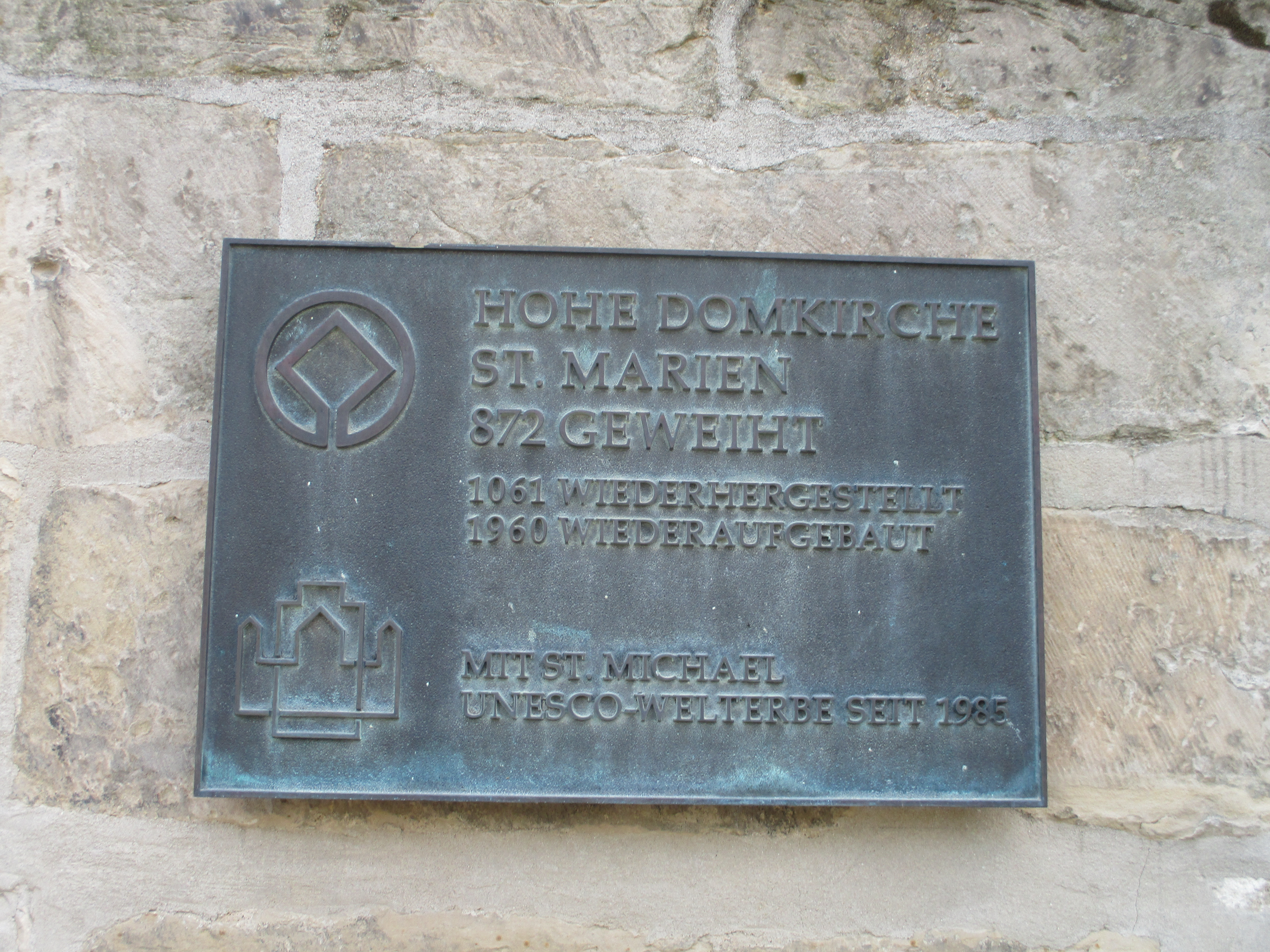
Welterbeplakette am Hildesheimer Dom

1985 wurde der Hildesheimer Dom mit der Michaeliskirche durch die UNESCO zum Weltkulturerbe erklärt. Drei Kriterien für die Aufnahme in die Welterbeliste wurden als erfüllt angesehen:
- Kriterium (i): Die Bronzegüsse Bernwards und die Decke in der St.-Michael-Kirche stellen eine einzigartige künstlerische Leistung dar.
- Kriterium (ii): Die St.-Michael-Kirche hat einen großen Einfluss auf die Entwicklungen in der mittelalterlichen Architektur ausgeübt.
- Kriterium (iii): Der Dom St. Marien und die St.-Michael-Kirche von Hildesheim und ihre Kunstschätze leisten ein besseres und unmittelbareres Gesamtverständnis als jede andere Dekoration in romanischen Kirchen des christlichen Abendlands.

## Hildesheimer Dom als Uhubrutplatz
Vor 2014 brüteten Turmfalken am Dom. Seit 2014 brütete ein Uhupaar am Dom.